# Régiment des Gardes françaises
Le régiment des gardes françaises est un régiment d'infanterie de la maison du roi de France créé en 1560 par Catherine de Médicis pour assurer la garde du roi. Durant la Révolution française, le régiment est licencié par le roi après avoir pris fait et cause avec les révolutionnaires. Les soldats et officiers s'engagèrent alors dans la garde nationale soldée de Paris qui forma les 102e, 103e et 104e régiments d'infanterie ainsi que les 13e et 14e bataillons de chasseurs et les 29e et 30e divisions de gendarmerie nationale à pied.

## Création et différentes dénominations
- 1560 : Création d'une garde à pied française à partir d'une compagnie de Philippe Strozzi.
- 1er août 1563 : Création du « régiment de la garde du roi » à partir de cinq enseignes de chacun des régiments de Richelieu[2] et Charry[3], dissous
- 1566 : Il est renommé « régiment de Strozzi », le régiment n’assurant plus la garde du Roi[4]
- 1566 : Le régiment de la garde du roi est licencié.
- 1569 : Création du régiment des gardes françaises
- 1573 : Le régiment est supprimé
- 1574 : Le régiment des gardes françaises est rétabli
- 1er septembre 1789 : Dissolution du régiment

## Colonels et mestres de camp
- 1560 : François III du Plessis seigneur de Richelieu
- 1er août 1563 : Jacques Prévost, sieur de Charry
- 1er janvier 1564 : Philippe Strozzi
- 29 mai 1569 : N de Montlezun de Cosseins
- 1er octobre 1574 : Louis de Béranger, seigneur du Guast[5],[6]
- 1er novembre 1575 : Philippe Strozzi
- 1er juillet 1579 : Antoine de Brichanteau, marquis de Nangis
- 15 septembre 1584 : Louis de Berton, dit chevalier de Crillon
- 31 mai 1605 : Charles de Créquy
- 1621 : Charles de Blanquefort de Créquy-Canaples (1573-1638), fils du précédent ambassadeur à Rome lors de l'affaire avec le pape en 1633, nommé ensuite ambassadeur auprès de Venise.
- 17 mars 1633 : Jean marquis de Rambures
- 18 avril 1639 : Antoine de Gramont III, comte de Guiche
- 3 janvier 1672 : François d’Aubusson duc de La Feuillade
- 1er février 1692 : Louis François de Boufflers duc de Boufflers
- 26 octobre 1704 : Antoine de Gramont duc de Guiche
- 17 janvier 1717 : Louis Antoine Armand de Gramont duc de Louvigny[7]
- 19 mai 1741 : Louis Antoine duc de Gramont
- 26 mai 1745 : Louis Antoine de Gontaut duc de Biron
- 29 octobre 1788 : Louis Marie Florent, duc du Châtelet

## Historique des garnisons, combats et batailles du régiment

### Les origines (1560-1563)
C'est en 1560, après la conjuration d'Amboise, que commence l'histoire du célèbre corps qui pendant plus de deux cents ans porta le nom de gardes françaises. Jusque-là les rois de France n'avaient guère confié la sûreté de leur personne qu'à des gardes nobles, c'est-à-dire à cheval, ou à des hommes de pied étrangers, Écossais ou Suisses. Ainsi une conspiration de la noblesse conduisit Catherine de Médicis à remettre à une troupe roturière le soin de veiller autour de son fils François II.
Cette première garde à pied française ne fut composée que d'une seule enseigne et eut pour capitaine d'abord François III du Plessis seigneur de Richelieu, prévôt de l'Hôtel, puis quelques mois plus tard Philippe Strozzi, un condottiere italien, cousin de Catherine de Médicis.

#### Première guerre de Religion
Au début de l'année 1561, quand François duc de Guise tenta, sous les murs d'Orléans, le premier essai d'organisation régimentaire de l'infanterie, en partageant en trois corps distincts, commandés chacun par un mestre de camp, les gens de pied de l'armée royale, cette compagnie de Philippe Strozzi fut versée dans le régiment de Richelieu et participa ainsi, en 1562 et 1563, aux principaux actes de cette première guerre civile, qui furent la bataille de Dreux et les sièges de Rouen et d'Orléans.
Après la paix d'Amboise, en 1563, la reine-mère, ayant pris l'engagement de casser les régiments récemment formés et de les réduire en compagnies, songea à augmenter la garde à pied de son fils. Cette garde était, en effet, à peu près la seule force dont elle pût disposer, les autres troupes d'en deçà les monts étant, d'après les constitutions de l'armée, sous la dépendance absolue du colonel-général François de Châtillon, seigneur d'Andelot, et par conséquent à la disposition des plus mortels ennemis de Catherine et de son fils.
Les Anglais étaient maîtres du Havre qui leur avait été livré par Louis Ier de Bourbon prince de Condé pendant les troubles de l'année précédente, et qui avait construit des fortifications en vertu du traité d'Hampton Court. La paix d'Amboise ayant rendu un moment de calme au royaume et de raison aux partis, ceux-ci se réunirent dans la patriotique pensée de reprendre le Havre aux étrangers. Le siège de cette place fut entrepris au mois de juillet et on y appela les régiments de Richelieu, de Sarlabous aîné, de Charry, d'Hémery et de Rieux, conservés provisoirement sur pied pour cette opération. La garnison anglaise capitula le 28 juillet, et la reine, profitant habilement de la victoire, après avoir établi dans le Havre quelques bandes de Sarlabous, s'empressa de casser les régiments, ainsi que cela avait été convenu, et congédia gracieusement les gentilshommes qui, la plupart, n'avaient pas revu leurs manoirs depuis deux ans.
Ce fut dans ce village de Saint-Romain-de-Colbosc où la cour coucha le même jour, que Catherine de Médicis, libre de toute entrave, réunit à la compagnie de Strozzi, qui jusque-là avait seule composé toute la garde à pied française du roi, 3 autres compagnies du régiment de Richelieu, et 4 compagnies du régiment de Charry, et en forma un corps de 8 enseignes, dont elle donna le commandement au mestre de camp Jacques Prévost, sieur de Charry.

### Régiment de Strozzi et garde à pied française du roi (1563-1569)

#### Guerres de Religion
La première marche de la nouvelle garde fut un triomphe. Son premier service fut de participer à une grande solennité royale et de protéger un coup d'État. La reine, avant de rentrer à Paris, dont le parlement lui inspirait de la méfiance, s'arrêta à Rouen et y fit déclarer le 17 août son fils Charles IX majeur par le parlement de Normandie, quoique ce prince n'eût pas alors quatorze ans accomplis. Les grands comprirent la valeur du coup qui venait de leur être porté et ne tardèrent pas à laisser paraître leur mécontentement. Brantôme indique, en parlant de la garde, « Ceci n'avoit point esté du goût de tout le monde, et moins encore de celuy des huguenots ».

Le mestre de camp Jacques Prévost, sieur de Charry, étranger aux intrigues des factions, fut la première victime de l'humeur des mécontents. Il est assassiné sur le pont Saint-Michel le 30 décembre 1563.

Philippe Strozzi succède alors à Charry en qualité de mestre de camp de la garde, et augmente celle-ci en 1565 de deux compagnies nouvelles, ce qui porte la force du corps à 500 hommes.
Une réconciliation fut traitée, en 1566 à Moulins, entre les princes de la maison de Guise, d'une part, les Montmorency et les Coligny de l'autre, et Catherine, pour faciliter ce rapprochement, promit de supprimer les dix enseignes de la garde du roi après sa rentrée à Paris.

Mais Catherine, qui ne se fiait guère à la sincérité de leurs protestations, trouva moyen d'éluder en partie sa promesse. Les deux compagnies de Cadilhan et de La Mothe furent seules supprimées. Celles de Gohas l'aîné et de Sarrieu partirent, la première pour la Champagne et la seconde pour la Picardie, d'où elles revinrent plus tard pour servir de noyaux aux deux régiments qui portèrent les noms de régiment de Picardie et régiment de Champagne. Les six autres compagnies des gardes furent mises en garnison, la compagnie de Strozzi à Calais ; celle de Cosseins à Montreuil ; Iromberry à Péronne ; Noualhan à Boulogne ; Gohas jeune à la citadelle de Péronne et Forest à Doullens. Toutes devaient se tenir constamment prêtes à marcher sur Paris au premier ordre.
Le régiment que, vers ce temps, on voit appelé indifféremment régiment de Strozzi et régiment de Picardie, du nom de son mestre de camp et de celui de la province où il était cantonné, ne resta pas longtemps éloigné de la cour. Le prince de Condé et l'amiral de Coligny avaient entrepris d'enlever le roi. Le 28 septembre 1567, Charles IX fut attaqué sur le chemin de Meaux à Paris, et il ne leur eût pas échappé sans la bravoure des Suisses de Louis Pfiffer.Pendant cette marche dangereuse, on avait pu mesurer l'étendue de la faute qu'on avait commise en consentant à l'éloignement des gardes. À peine arrivé à Paris, Charles IX qui se voyait bloqué dans sa capitale, donne commission à Philippe Strozzi pour exercer la charge de colonel-général à la place de François de Coligny d'Andelot et lui enjoint de ramener les compagnies des gardes auprès de sa personne avec tout ce qu'il pourra tirer des bandes de la Picardie et de la Champagne.
Le prince de Condé et l'amiral de Coligny, prévenus de ces mesures, veulent s'y opposer et détachent Isaac de Vaudray de Mouy avec 1 200 chevaux pour barrer le passage aux gardes. Mouy les rencontre entre Abbeville et Amiens. Cette troupe, réduite à 400 hommes au plus, « mais composée de vieux soldats choisis, la plupart qui avoient commandé, ou dignes de commander, » marchait serrée, entourée de toutes parts de chariots qui lui servaient de remparts mobiles. Mouy, malgré son intrépide valeur fut intimidé par cet le mâle contenance et n'osa pas attaquer; il se contenta de faire harceler les gardes par ses chevau-légers, espérant ainsi les attirer hors de leurs barricades ; mais ils ne tombèrent point dans le piège et continuèrent leur marche, abattant à coups d'arquebuses ceux qui venaient les insulter de trop près. À huit lieues de Paris, la cavalerie protestante abandonna la partie sans avoir pu les entamer. Cette marche d'une poignée d'hommes, pendant trente lieues de plaine, au milieu d'une cavalerie numériquement triple, fut justement admirée à une époque où l'infanterie était encore loin d'avoir établi sa supériorité.
Arrivé à Pontoise, Strozzi ayant appris que la route lui serait encore barrée vers Saint-Denis et Argenteuil, se décide à aller passer la Seine à Poissy et gagne « dextrement » Paris par la rive gauche du fleuve. Il y fut bientôt rejoint par Sarrieu et Gohas, et se trouva à la tête de 6 000 hommes qu'il logea dans le faubourg Saint-Martin puis le roi créa six compagnies supplémentaires.
Quelques jours après, le 10 novembre 1567, eut lieu la bataille de Saint-Denis, où les 6 000 hommes de Strozzi formaient l'aile droite de l'armée royale et occupaient la plaine entre la Villette et Aubervilliers. On sait que le centre et la gauche, composés de bourgeois parisiens « bien marnez et dorez comme calices », furent d'abord enfoncés par la cavalerie des princes. Les calvinistes criaient déjà victoire... mais ils poursuivirent trop loin les bandes qu'ils venaient de vaincre. L'aile droite de l'armée royale, restée intacte, fit un mouvement de conversion à gauche, les prit en flanc et les rejeta en désordre au-delà de Saint-Denis. Strozzi suivit les débris des troupes protestantes jusqu'aux confins de la Lorraine et revint ensuite à Paris, où ses bandes prirent leurs quartiers.

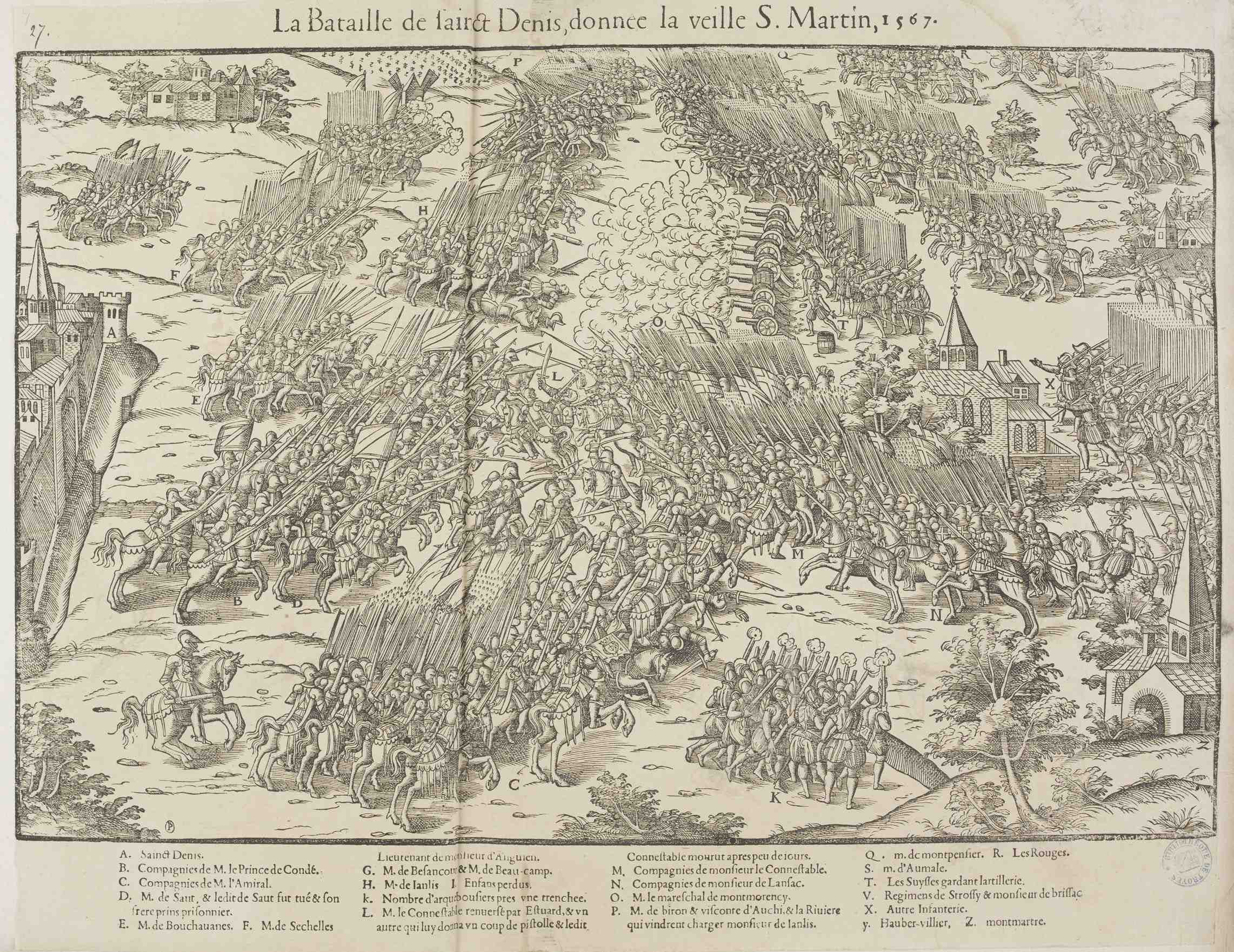
La bataille de Saint-Denis en 1567

C'est pendant ce séjour à Paris, en 1568, que l'infanterie royale reçut une nouvelle organisation.
Les 6 000 hommes de Strozzi restèrent sous son commandement immédiat, sous son régiment, comme on disait alors, mais les enseignes dont le nombre s'élevait à cinquante-cinq, tant du régiment des gardes que des bandes amenées par Sarrieu et Gohas, furent réparties en trois corps, commandés chacun par un mestre de camp.
Montlezun-Cosseins eut vingt enseignes appartenant toutes à la garde du roi, qui, en décembre 1567, après la bataille de Saint-Denis, avait encore été augmentée des huit compagnies. Les trente-cinq autres enseignes furent partagées entre Sarrieu et Gohas qui conservèrent en même temps leurs compagnies aux gardes.
Dans les derniers mois de 1568, le prince de Condé, qui avait reçu des secours de l'Allemagne, recommença la guerre et obtint d'abord de grands succès dans le Poitou et la Saintonge. Le duc d'Anjou fut envoyé au commencement de 1569 pour s'opposer à ses progrès. Le régiment de Strozzi, qui formait la meilleure partie de l'armée du duc, contribua puissamment à la victoire de Jarnac le 13 mars. Après la défaite et la mort du prince de Condé, le duc d'Anjou, Henri, fait camper son armée sous les murs du château de La Rochefoucauld en Angoumois, et ce fut là, le 29 mai 1569, que Philippe Strozzi, pourvu de la charge de colonel-général de l'infanterie française à la place de François de Coligny d'Andelot qui venait de mourir à Saintes, partagea définitivement les quarante sept enseignes présentes de son régiment entre les trois mestres de camp qui en commandaient les fractions.

### Régiment des gardes françaises (1569-1789)

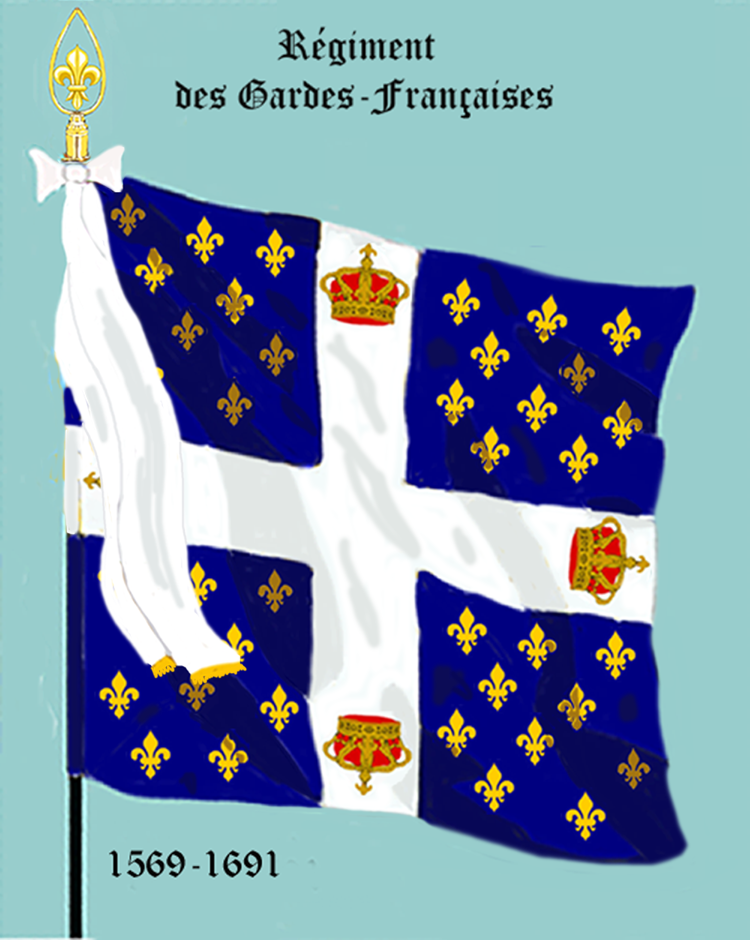
Drapeau d'ordonnance de 1569 à 1691
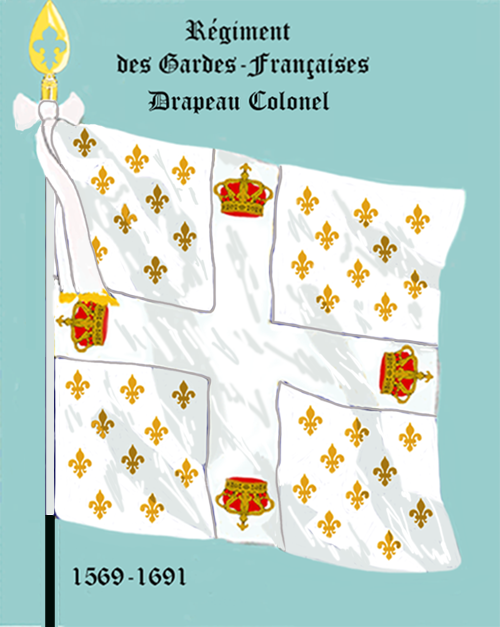
Drapeau colonel de 1569 à 1691

#### Guerres de Religion
Dans ce partage, les compagnies des gardes furent distribuées inégalement dans les trois nouveaux corps, ce qui explique, avec l'ancienneté des compagnies de Sarrieu el de Gohas, les prétentions soulevées plus tard par les régiments de Picardie et de Champagne contre la priorité de rang des gardes françaises. Ce dernier corps, dont le commandement fut donné à Montlezun-Cosseins, eut quinze compagnies, parmi lesquelles il y avait six compagnies seulement de l'ancienne garde. Deux appartenaient au colonels-général, les autres étaient : Cosseins, Iromberry, La Chambre, Montafié, Savaillans, Chanteron, Thomassin, Bellebrune, Barant-Mesnil, Beaurobert, Launay, Vuély et Saint-Pessaire. Des deux compagnies qui appartenaient à Strozzi, l'une garda l'enseigne blanche du colonel-général, et l'autre lut chargée de porter le grand étendard royal bleu d'azur parsemé de fleurs de lis d'or, qui fut donné plus tard aux autres compagnies et qui demeura jusqu'à la fin le drapeau particulier du régiment des gardes françaises.
À la reprise des hostilités, les gardes assistèrent à la bataille de La Roche-l'Abeille en Limousin, firent des prodiges de valeur au combat de Jazeneuil le 16 novembre 1568, et prirent une part très active au siège de Châtellerault en juillet 1569. Le 3 octobre, à la bataille de Moncontour, ils avaient la garde de l'artillerie qu'ils conduisirent ensuite au Siège de Saint-Jean-d'Angély. Après la prise de cette ville, le 2 décembre, le régiment eut ses quartiers dans le Bas-Poitou, où il guerroya tout l'hiver et jusqu'au milieu de 1570.
Le 15 juin 1570, quelques compagnies des gardes, qui revenaient d'une expédition sur le château de Rochefort, furent attaquées à la fin d'une marche pénible, près de Sainte-Gemme, par une nombreuse troupe de calvinistes rochelais conduits par François de La Noue.
La paix fut signée le 8 août 1570 à Saint-Germain, et les gardes revinrent à Paris en passant la Loire, aux Ponts-de-Cé près d'Angers, ou le mestre de camp Montlezun-Cosseins fait jeter à la rivière 800 filles de joie qui suivaient le régiment. Au mois de novembre, ils accompagnèrent Charles IX à Mézières où furent célébrées le 26 les noces de ce prince avec Élisabeth d'Autriche.
Un corps aussi dévoué à la cour que l'était alors le régiment des gardes françaises ne pouvait pas rester inactif durant le massacre de la Saint-Barthélemy. Le mestre de camp Montlezun-Cosseins fut un acteur des évènements. Voici comment Lancelot Voisin de La Popelinière le raconte dans son ouvrage l'histoire de France :
« L'homme qui blessa l'admiral le vendredi 22 août 1572, étoit un arquebuzier de la garde. Les protestants voulurent faire partir l'admiral, mais le roi pour empescher cela, lui offrit chambre dedans le Louvre pour s'y retirer : que si la douleur de ses playes ne le permettoit, il promit lui envoier pour sa seureté une compagnée des soldats de sa garde. Ce qui fust aussitôt rapporté à l'admiral, lequel, s'en contentant, le remercia très humblement. Et furent ainsi mis cent harquebuziers sous Cousseins devant son logis par le commandement du Roy... Dont s'apercevans les capitaux ennemys des confedérez, et ne voulant fuir à si belle occasion de trancher les racines à leurs vieux ennemys, incitèrent assez tost nombre de forains (étrangers) retrouvez dedans Paris pour en peu d'heure avoir toute raison du passé. Ce fut de tuer les plus renomez d'eux en une nuict, se faisant forts d'en faire apreuver l'exécution au Roy, Royne-mère et Monsieur après le fait beaucoup mieux qu'avant le coup pour la grandeur et douteux hazard de si haut dessein. Ainsi curieux de profiter l'occasion qui se présentoit si favorable, avoir marqué les maisons (presque tous les chefs demeuroient près dé l'amiral), et donné les noms des principaux et autres plus signalez après eux. Sur les deux heures après la minuict du samedi venant au dimanche vingt-quatrième août, firent bastre la cloche Sainct-Germain de l'Auxerrois pour signal à tous les advertis et autres de mesme volonté de tuer les plus marquez et mieux conus huguenots qu'estoyent en Paris. Alors les gardiens de l'admiral enfoncèrent ses portes et l'avoir tué en son lict, jeté par la fenestre : puis traîné en la rue et sa maison saccagée... Après que la troupe de Cousseins eut commencé le jeu et accomodé l'admiral de la façon que dessus, les autres gardes et la noblesse preste à cet effet, se portèrent de mesme sur les autres quartiers prochains du Louvre, ».

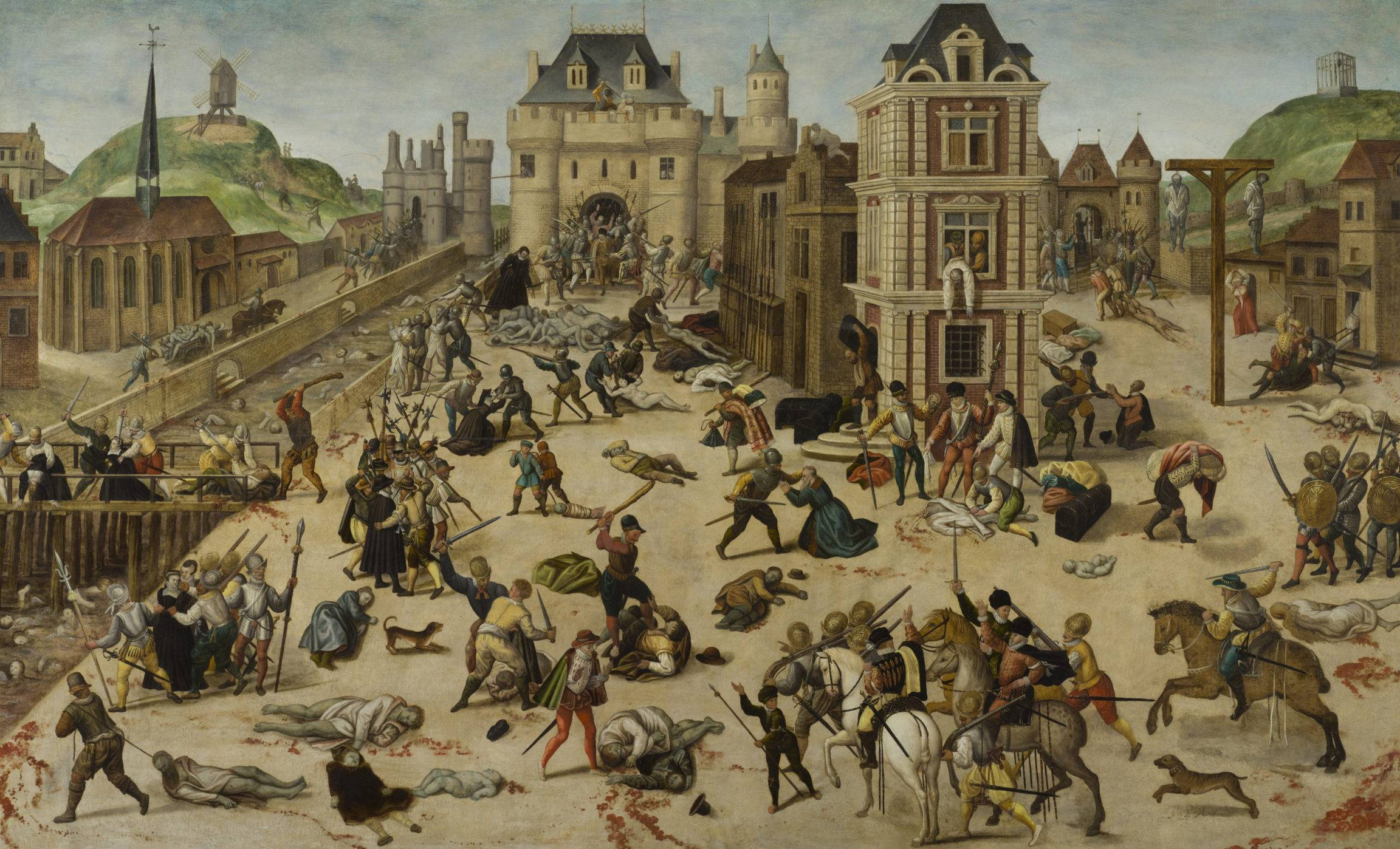
Le massacre de la Saint-Barthélemy en 1572.

Philippe Strozzi, colonel général de l'infanterie, arrive le 13 décembre 1572 au village de Puy-le-Boreau et investit La Rochelle avec une partie des Gardes Françaises et quelques autres régiments. Au printemps de 1573, après l'arrivée du duc d'Anjou et d'une armée formidable, le siège commence avec une rage incroyable de part et d'autre. Le 18 avril, le mestre de camp Montlezun de Cosseins « estant aux tranchées, fut frappé d'une harquebuzade dont il mourut comme en furie et chaude langueur. Son corps fut porté en son pays avec honneur d'estre un des plus resoluz et fidelles chefs de ce tems. » La place soutint neuf grands assauts et plus de vingt attaques où les Gardes se firent toujours remarquer par leur courage; mais les assiégés réparaient leurs brèches ou les masquaient par des retranchements intérieurs, et rendaient tous les efforts inutiles. Le duc d'Anjou, qui venait d'être élu roi de Pologne, pressé de mettre une couronne sur sa tête, accorda aux Rochelais des conditions si honorables que la paix fut rétablie encore une fois. Le siège est levé le 8 juillet 1573.
Revenu prendre garnison dans Paris, le régiment est supprimé par Charles IX en septembre 1573.

Devenu roi de France après la mort de son frère, le 30 mai 1574, Henri III celui-ci est reconstitué au 1er octobre 1574 avec 8 compagnies, sous les ordres de Louis de Béranger, seigneur du Guast.
Après avoir participé activement à la bataille de Dormans, le régiment retourne prendre ses quartiers ou Louis de Béranger, seigneur du Guast, est assassiné rue Saint-Honoré le 31 octobre 1575. Le 1er novembre 1575 Philippe Strozzi est rétabli mestre de camp du régiment, mais il en laisse le commandement au capitaine Beauvais-Nangis qui conduisit les Gardes Françaises à Langres, où le duc de Guise, Henri, rassemblait une armée destinée à agir en Champagne.
En 1576, on trouve celui-ci à Blois pendant la tenue des États généraux. Il compte alors 2 000 hommes sous ses enseignes.
L'année suivante augmenté de quatre compagnies, il fit partie de l'armée de Charles duc de Mayenne qui force Henri prince de Condé à lever le siège de Saintes et prend Tonnay-Charente, Marans, Brouage et Melle.
En 1580, par ordre du roi, le maréchal de Matignon est envoyé pour reprendre La Fère, d'où les protestants faisaient des incursions jusqu'aux environs de Paris. Les Gardes y ouvrirent la tranchée le 20 juin, du côté du faubourg de Saint-Quentin et emportèrent d'assaut plusieurs ouvrages. La place capitula le 31 août après un siège de soixante-dix jours.
Pendant les années qui suivirent, Henri III, menacé dans Paris même par la faction des Seize, garda le régiment près de lui. En 1582, le duc d'Epernon obtint la charge de colonel-général de l'infanterie française, qui fut érigée en office de la couronne en décembre 1584. Le faible monarque s'était laissé arracher par le duc d'Epernon une concession qui fut pour lui et ses successeurs une source de contrariétés. Le colonel-général s'était fait donner la nomination des capitaines aux Gardes et exigeait que le mestre de camp prit son attache. Beauvais-Nangis refusa longtemps de se plier à cette formalité, et enfin aima mieux se démettre que de céder. Le régiment fut alors donné, en 1584, au chevalier de Crillon qui ne l'accepta toutefois qu'avec le titre de lieutenant-colonel général de l'infanterie française.
En 1585 les Gardes accompagnèrent le roi à Lyon. Une partie du régiment se joignit à l'armée du duc d'Epernon et prit part à toutes les expéditions de ce général, en Provence et en Dauphiné, notamment au siège de La Bréole, en 1586 où Crillon fut blessé et à ce lui de Chorges où le régiment de Champagne disputa aux Gardes Françaises le droit de le précéder à l'assaut. Le colonel-général décida en faveur des Gardes qui enlevèrent la ville de vive force, au grand mécontentement des braves de Champagne.
En 1587, après la bataille de Coutras, Henri III, effrayé des succès de Henri roi de Navarre, sort de sa torpeur, se met en personne à la tête de son armée et court à la Charité-sur-Loire pour s'opposer au passage des Allemands qui cherchaient à joindre l'armée du Béarnais. Les gués furent si bien gardés que les Allemands désespérant de franchir le fleuve, se jetèrent dans les plaines de la Beauce où ils furent écrasés par Henri duc de Guise aux batailles de Vimory et d'Auneau. Ces victoires exaltèrent l'ambition du chef de la ligue, Henri de Guise et quand Henri III revint à Paris, le duc, soutenu par la faction des Seize, osa former le projet d'arrêter le roi. La conspiration fut révélée à ce prince par Nicolas Poulain, lieutenant de la Prévôté de l'Isle de France. Henri III, indigné, se résolut à prendre d'énergiques mesures contre celui qu'il soupçonnait déjà d'en vouloir à sa couronne. Il assembla sa noblesse, augmenta le nombre des compagnies des Gardes françaises, s'entoura de bourgeois ennemis des troubles, et fit venir à Lagny les 4 000 Suisses du colonel Gaspard Galatti.
Le 9 mai 1588, malgré la défense du roi Henri duc de Guise, qui était parti de Soissons, arrive à Paris, se rend au Louvre et passe au milieu des compagnies des Gardes françaises. Le résultat de cette entrevue du roi avec le duc de Guise fut peu favorable à la paix, car le matin du 12 mai, on vit François d'O faire entrer par la porte Saint-Honoré, les Gardes Françaises et le régiment suisse de Galatti.
« Il y avoit neuf enseignes françoises et quatorze suisses. Elles marchèrent d'abord sans bruit au cimetière des Innocents. Ce fut en cet endroit qu'elles reçurent les ordres du roi. Bientôt après elles firent battre leurs tambours et retentir leurs fiffres, ce qui mit l'alarme dans toute la ville. Le maréchal de Biron et Crillon conduisirent au Marché-Neuf deux compagnies françoises et trois suisses. Le Petit-Pont fut occupé par une de ces compagnies suisses. Les deux compagnies françoises, celles de Du Guast et de Mallivault s'emparèrent du pont Saint-Michel. Six compagnies, savoir : deux françoises et quatre suisses, conduites par François d'O, se saisirent de la place de Grève; les autres compagnies aux ordres du capitaine Bonouvrier de Saintonge restèrent au cimetière des Innocents. Deux compagnies françoises qui étoient de service à la cour gardoient la porte du Louvre du côté de la rue Saint-Thomas. Pendant tout ce jour, il n'y eut que la porte Saint-Honoré qui fut ouverte, étant gardée par une compagnie françoise. ».
Au bruit des tambours, les Parisiens s'alarment, ferment leurs boutiques et courent aux armes. Le peuple s'assemble en tumulte dans les faubourgs Saint-Antoine et Saint-Marcel. La présence des Suisses excite surtout la colère et devient le prétexte de la révolte. Vers le milieu du jour, sur l'avis des préparatifs qui se faisaient rue Saint-Antoine à l'hôtel de Guise et sur la place Maubert, le Roi dépêche l'ordre à d'O et à Crillon d'occuper ces points, mais il n'était plus temps. Guy de Laval-Bois-Dauphin avec les écoliers et les bateliers de Saint-Jean-en-Grève s'était emparé de la place Maubert. On avait tendu les chaînes à travers les rues et fermé les avenues avec de grosses pièces de bois et des tonneaux remplis de fumier et de terre. Crillon, repoussé de ce côté, veut rétrograder et se frayer un passage le long de la rive gauche de la Seine ; le chemin lui est barré par Charles duc de Brissac à la tête des habitants du faubourg Saint-Germain. Les Gardes restent engagés entre les ponts sans pouvoir faire un mouvement; l'émeute est triomphante. Le duc de Guise, voyant alors les choses au point où il les voulait, sort de son hôtel à cheval, une simple baguette à la main, calme comme par magie la sédition et fait reconduire les Gardes au Louvre par le comte de Brissac, mais à rangs rompus, la tête nue et les armes renversées. Telle fut la journée du 12 mai 1588, dite la Journée des barricades. Elle valut aux Parisiens sept années d'affreuse misère.

Le dernier des Valois sortit secrètement de sa capitale le lendemain 13 mai, pour n'y plus rentrer. Il quitta la ville par la porte Neuve, passa la Seine à Saint-Cloud, coucha à Rambouillet et se rendit le lendemain à Chartres. Les Gardes françaises couchèrent le même soir à Trappes et rejoignirent le Roi le 15. Henri III, après avoir erré quelque temps de ville en ville dans la Normandie, se rendit au mois de septembre à Blois pour y tenir les États généraux.
Après les assassinats de Henri de Guise, le 23 décembre 1588, et de son frère le cardinal de Guise, le lendemain auquel participèrent, selon d'Aubigné, le prévôt du régiment Richelieu et le capitaine du Guast, les Gardes Françaises furent envoyés avec les Suisses de Galatti à Orléans. Ces troupes ne purent pas se maintenir dans ce mauvais poste et l'abandonnèrent le 31 janvier 1589 pour se retirer à Beaugency. L'immense bouleversement qu'avait produit la fin tragique du chef de la ligue catholique, contraignit bientôt le roi à se jeter dans les bras du Béarnais et à se renfermer dans Tours pour y attendre les secours que lui amenait son nouvel allié. Henri III n'avait avec lui que quatre régiments, en y comprenant les Gardes françaises. Charles duc de Mayenne, brulant du désir de venger son frère, rassembla une nombreuse armée dans la Beauce et la conduisit près de Tours où il s'était ménagé des intelligences. Le roi, instruit de son approche, sortit de la ville pour aller le reconnaître, et faillit tomber dans une embuscade de cavalerie qui l'attendait, mais il eut le temps de regagner les faubourgs. Mayenne, furieux de l'avoir manqué, ordonna aussitôt l'attaque, le 8 mai. Crillon, chargé de défendre avec les Gardes françaises le faubourg Saint-Symphorien, y fit des merveilles.
« Il alla recevoir les enfants perdus au bout du chemin creux qui descend au faubourg, mais trouvant à cette teste de mauvais garçons, soustenus du régiment de Chastaignerais qui ne marchanda point, il fallut revenir à la barrière, qui ne fust guères gardée, pour ce que les terriers des deux costés furent aussitôt saisis par l'harquebuzerie des ennemis, qui leur eust donné à l'eschine; il fallut donc se contenter de défendre la porte du faux-bourg, en laquelle fermant, Crillon se trouva tellement engagé, que n'ayant encore que le costé droit au dedans, il fust blessé au gauche à coups d'espée; et si, tout blessé, il n'eust poussé la porte d'autant de force que de courage, elle estoit prise, pour ce qu'il y demeura seul. »
Le roi rallia ses troupes dans la ville et fit rompre une arche du pont, décidé à tenter un nouvel effort le lendemain. Mais à sept heures du soir, l'avant-garde du roi de Navarre arriva à Tours et Mayenne prit le parti de la retraite.
Les deux rois, avec leurs armées réunies, marchent alors sur Paris et prennent en passant Gien, la Charité, Pithiviers, Étampes, Poissy et Pontoise. Après s'être assuré la possession de cette dernière ville, le 25 juillet, Henri III vint établir son quartier général à Saint-Cloud, où il fut frappé, le 1er août, par Jacques Clément d'un coup de couteau dans le bas-ventre.
« Ah ! le méchant moine, il m'a tué, qu'on le tue » s'écrie Henri, et Jacques Clément tombe à l'instant sous les épées des Gardes. Le dernier des Valois vécut encore deux jours et reconnut solennellement, en présence de l'armée, les droits de Henri de Navarre à la couronne de France.
Huit cents gentilshommes catholiques et neuf régiments d'infanterie s'éloignèrent immédiatement de Henri IV. Le maréchal d'Aumont, sous les ordres duquel les Gardes françaises étaient directement placés, réunit tous les officiers, les présenta au nouveau roi, et l'assura qu'il trouverait dans le régiment un corps disposé à le servir.
En 1590, Henri IV, abandonné par une partie de l'armée, ne se sentant pas assez fort pour continuer le siège de Paris, envoya le maréchal d'Aumont en Champagne avec les Gardes Françaises et quelques autres régiments, et se retira lui-même en Normandie avec 3 000 hommes de pied français, deux régiments suisses et 1 000 chevaux. Ce fut avec cette poignée de soldats, renforcés par des troupes envoyées par Élisabeth Ire, qu'il battit à Arques les 30 000 hommes de Charles duc de Mayenne.
Après cette victoire Henri IV réuni toute son armée sous les murs de Paris, et le 1er novembre les Gardes françaises essayent d'emporter les faubourgs. Cette attaque échoua et le roi se résolut à conquérir d'abord les provinces pour revenir plus fort contre la capitale.
Le 5 novembre les Gardes emportaient la ville d'Étampes et son château le 7 novembre. Le 19 du même mois c'était le tour de Vendôme,, le 2 décembre celui du Mans, Alençon capitulait le 15 décembre.
Au début de l'année 1590 Pont-Audemer le 21 janvier puis Honfleur le 28. Cette brillante expédition fut couronnée le 14 mars par la victoire d'Ivry, où Charles duc de Mayenne est complètement défait. chevalier de Crillon, guéri de ses blessures, y commandait le régiment des Gardes françaises.
Après la déroute de l'armée de la Ligue, Henri IV revint sous les murs de Paris, et le 27 juillet il fit donner l'assaut aux faubourgs. Les Gardes Françaises furent chargés d'emporter le faubourg Saint-Honoré et les Tuileries, où ils se logèrent après un rude combat. Cette attaque n'eut point, au reste, d'autre résultat, et il fallut encore abandonner la partie.
En 1591, le régiment se distingua aux deux assauts livrés à la ville de Chartres et au siège de Noyon. Il se rendit ensuite devant Rouen. Placé d'abord aux Chartreux, au pied du mont Sainte-Catherine, il céda ce poste aux auxiliaires anglais et s'établit au Bois-Guillaume. Il prit sans doute une grande part à toutes les opérations de ce siège mémorable, mais les chroniqueurs ne le signalent nominativement qu'à l'affaire du 23 janvier 1592. L'amiral de Villars, qui défendait Rouen, fit sortir ce jour-là, sous les ordres du célèbre Charles de Goustimesnil de Bois-Rozé, 300 cavaliers, qui fondirent si brusquement sur le quartier des Gardes, que Crillon eut à peine le temps de rassembler cent hommes, avec lesquels cependant il tint ferme, jusqu'à ce que les autres eussent rallié leurs enseignes. Les Rouennais sortirent en plus grand nombre de leurs murs et le combat devint une véritable bataille, où les succès furent longtemps balancés. Enfin, le roi, arrivant avec un escadron de reîtres, repoussa l'ennemi et le contraignit, l'épée dans les reins, à rentrer dans la place. Crillon eut dans cette affaire un bras fracassé d'un coup d'arquebuse. Le régiment fait également cette même année le siège d'Épernay.
Pendant deux ans encore, royalistes et ligueurs s'épuisèrent en vains combats. Henri IV s'étant enfin décidé à abjurer le calvinisme, la plupart des villes se soumirent à lui. Sacré à Chartres le 27 février 1594, il fait son entrée dans Paris le 22 mars. Les Gardes françaises reprirent leurs anciens quartiers dans les faubourgs. En juin 1594 le régiment accompagna le roi au siège de Laon. Après la prise de la ville le régiment accompagna le roi à Amiens avant d'être engagé au siège de Noyon
L'année suivante, il passe en Bourgogne et prend part aux sièges de Dijon, de Talan et de Gray.
En 1596, on le trouve au siège de La Fère.
En 1597 il est à celui d'Amiens que les Espagnols venaient de surprendre. La prise d'Amiens fut suivie de la paix de Vervins et les Gardes françaises rentrèrent à Paris. Le régiment comptait vingt compagnies. Deux furent supprimées.

#### Guerre franco-savoyarde
Profitant des troubles intérieurs français, Charles-Emmanuel Ier duc de Savoie s'empare, le 1er octobre 1588, du marquisat de Saluces sous prétexte d'empêcher le chef des protestants en Dauphiné, Lesdiguières, de le prendre pour répandre ses doctrines en Italie. En 1600, la paix étant rétablie dans le royaume, Henri IV déclare la guerre, le 11 août 1600, au duc de Savoie.

C'est le début de la guerre franco-savoyarde.

Trois attaques sont dirigées sur les États du duc de Savoie. L'une d'elles était conduite par Crillon était composée du régiment des Gardes françaises qui se saisit de Pont-d'Ain, Saint-Rambert, Saint-Denis, Poncin, Belley, Pierre-Châtel et Fort l'Écluse.
Après cette rapide conquête de la Bresse, le 23 août, il marche droit à Chambéry, et partage son régiment en deux parties, dont l'une investit la ville du côté de Montmélian, tandis que l'autre occupe le faubourg des Roches. Les deux pointes sont poussées si vivement que les deux détachements se rencontrant inopinément dans la ville et ne pouvant s'imaginer avoir fait tant de chemin, se prennent réciproquement pour ennemis et s'attaquent avec fureur. Il y eut des morts et des blessés, mais on se reconnut bientôt et Chambéry resta au pouvoir des Gardes. Ce fut là leur dernier fait d'armes sous Henri IV.

#### Période de paix
Le 17 janvier 1601, le traité de Lyon met fin à la guerre. À son retour à Paris, le roi, désirant restreindre les charges qui accablaient son peuple, fit de grandes réformes dans son armée. Le nombre des compagnies des Gardes fut réduit à douze. Cependant, pour ne pas mécontenter les braves officiers qui l'avaient si bien servi dans la guerre, Henri décida que les six compagnies excédantes ne seraient supprimées qu'au fur et à mesure de l'extinction des capitaines.
Après la campagne de Savoie, Crillon, alla dans ses terres y chercher le repos, et se démit enfin de sa charge en 1605.
Pendant cet intervalle, le régiment fut commandé par le lieutenant-colonel d'Arquien, et ne sortit de Paris que pour accompagner le roi dans le voyage qu'il fit à Metz en 1603. Quelques compagnies restèrent en garnison dans cette ville.
Henri IV trouvait exorbitant le privilège accordé par son prédécesseur au colonel-général de nommer les mestres- de-camp des Gardes. Aussi désigna-t-il de son chef, pour remplacer Crillon, Charles de Créqui-Blanchefort, gendre de Lesdiguières, en l'astreignant toutefois à prendre l'attache de Jean-Louis de Nogaret de La Valette duc d'Épernon. Malgré cette condition, le duc fut si irrité de cette nomination qu'il quitta la cour, et se retira dans son gouvernement d'Angoumois. Créqui, par les ordres du roi, fut obligé de le suivre à Angoulême, pour obtenir son agrément. Le colonel-général le fit attendre une journée entière à sa porte, et ne lui accorda qu'après bien des délais ce qu'il venait demander.

#### Période de troubles
Cette même année 1605, dix compagnies des Gardes Françaises furent employées sous le duc d'Épernon à la pacification du Limousin pour réprimer la révolte de Henri de La Tour d'Auvergne duc de Bouillon. Les nobles du Quercy se soumettent à Orléans (22 septembre), tandis que Bouillon se réfugie à Sedan et abandonne au roi les places de Turenne, Montfort, Sinceray (20 et 30 septembre),.
Pendant le reste du règne d'Henri IV et le commencement de la minorité de son fils, il ne se passa aucun événement important où les Gardes aient eu un rôle à jouer.
En 1611, quatre compagnies se rendirent dans le Berry, pour y réprimer les troubles suscités par un gentilhomme du nom de Florimond du Pui seigneur Vastan, qui empêchait les officiers du roi de lever la taille. Celui-ci fut capturé et décapité le 2 janvier 1612 en place de Grève, à Paris,.
En 1612, le régiment est porté à vingt compagnies, et suit Louis XIII en 1614 sur la Loire. La guerre des mécontents venait de commencer, et la reine régente, Marie de Médicis, voulait être en mesure de secourir Poitiers, menacé par Henri II de Bourbon prince de Condé, et de comprimer la révolte organisée en Bretagne par César, duc de Vendôme et Henri de Gondi duc de Retz. Ces deux buts furent atteints, et cette expédition se termina par la démolition de Port-Blavet, à laquelle douze compagnies des Gardes Françaises, aidées par le régiment de Rambures, furent employées.
En 1615, le régiment suivit à Bordeaux le roi Louis XIII qui se rendait au-devant de l'Infante Anne d'Autriche. Élisabeth, la sœur de Louis XIII, qui épousait en même temps Philippe prince de Castille, est escortée jusqu'à la Bidassoa par un détachement des Gardes, qui ramena à Bordeaux la jeune reine de France.
Quand l'insolence du maréchal d'Ancre, Concino Concini, et le scandale de sa fortune firent reprendre les armes aux princes en 1616, Marie de Médicis, qui voulait prolonger l'état de tutelle où elle tenait son fils, et qui se méfiait avec raison de la bonne volonté du régiment des Gardes françaises, envoya à l'armée du comte d'Auvergne quatorze compagnies, dont les capitaines lui étaient suspects, et garda auprès d'elle les six autres. Les premières furent employées aux sièges de Péronne et de Château-Porcien, et se trouvaient devant Soissons en 1617, lorsque la nouvelle de la mort du favori, Concino Concini, vint mettre fin aux hostilités. Les compagnies, qui étaient restées à Paris, servirent le 1er septembre 1616, à arrêter Henri II de Bourbon, prince de Condé, dans le Louvre, et le lendemain à châtier le peuple qui démolissait l'hôtel du maréchal d'Ancre, rue de Tournon. Dans les premiers jours de juillet 1617, deux compagnies conduisirent le prince de Condé de la Bastille au château de Vincennes, et restèrent chargées de sa garde jusqu'à ce que le régiment de Normandie vienne les relever.
En août 1619, un petit corps d'armée, qui comprenait une compagnie des Gardes, se rendit en Bretagne pour réduire à l'obéissance la place de Concarneau.
Au commencement de 1620, Marie de Médicis, brouillée avec son fils, avait réussi à soulever la Normandie. Le roi, averti que le château de Caen est au pouvoir des révoltés, ordonne aussitôt à six compagnies du régiment des Gardes françaises de partir, et de se mettre aux ordres du maréchal du Plessis-Praslin. Quelques jours après, le mestre-de-camp, Charles de Créquy, part lui-même avec quatre nouvelles compagnies, et le maréchal fait investir la place. La tranchée est ouverte et poussée, avec une telle activité que la garnison se mutine et force le gouverneur à capituler. Deux compagnies restèrent en garnison à Caen, tandis que les autres joignirent l'armée royale qui, après la soumission de la Normandie, chassa les troupes de la reine-mère de La Flèche et du Mans, et les poursuivit jusqu'au château des Ponts-de-Cé.
Le 7 août, le marquis de Bassompierre ordonne l'attaque. Dix compagnies des Gardes, avec le mestre-de-camp Créqui à leur tête, s'élancent sur l'infanterie ennemie qui était sortie de ses retranchements, et la rejettent en désordre dans le château. Attaquées à leur tour par la cavalerie du comte de Saint-Aignan, elles baissent leurs piques, et lui font tête. Les arquebusiers profitent d'un moment d'hésitation qui se manifeste dans cette cavalerie, et déchargent si à propos leurs armes sur elle, que les rangs éclaircis se rompent ; les cavaliers fuient en désordre, et le comte de Saint-Aignan reste prisonnier. Après ce double succès, les Gardes Françaises se précipitent au pas de course à la poursuite des fuyards jusque dans les fossés du château. Le soir, la garnison demanda à capituler.

#### Rébellions huguenotes

Mousquetaire et porte étendard du régiment des Gardes françaises.
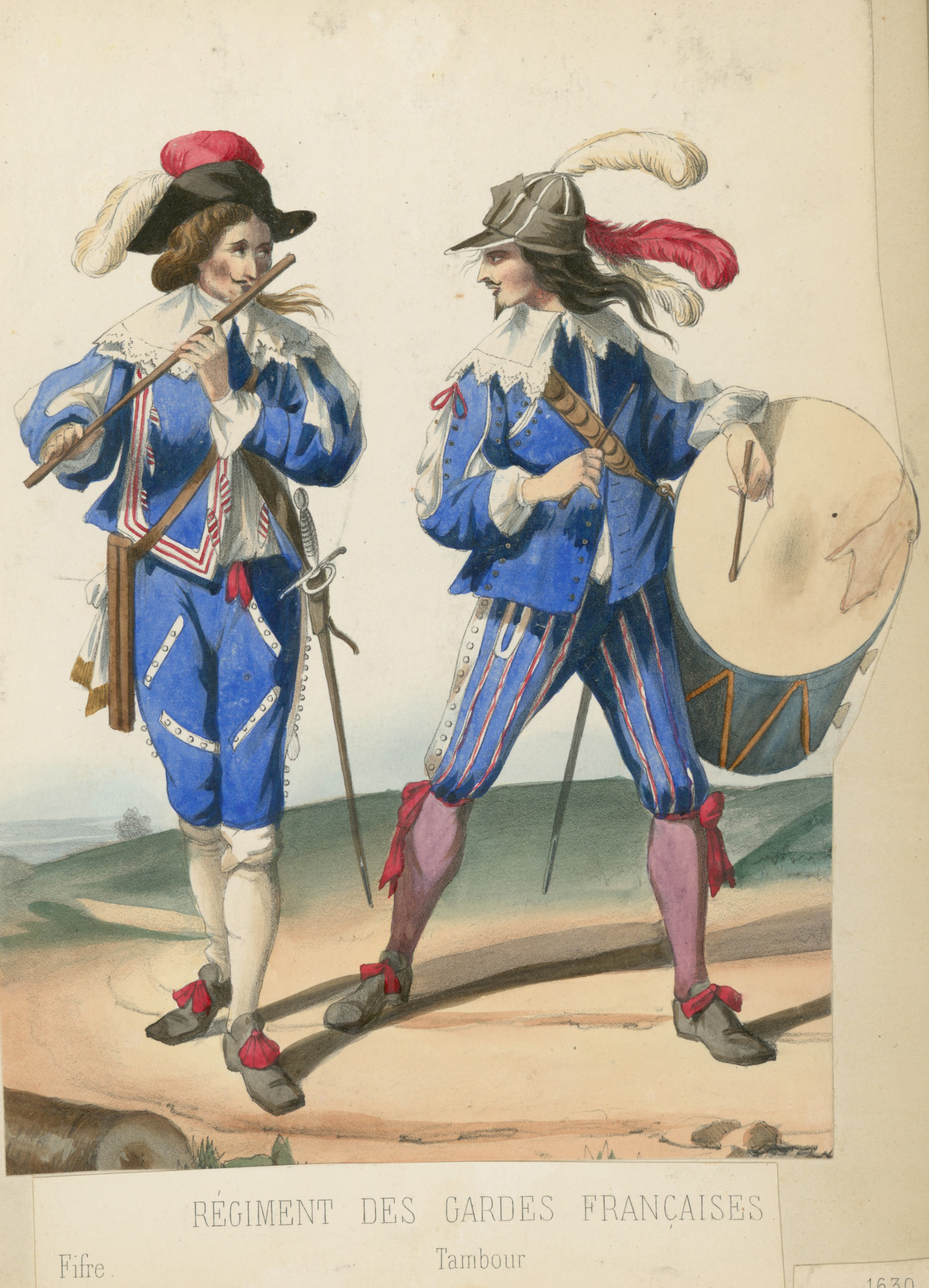
Tambour du régiment des Gardes françaises (1630).

Le 22 avril 1621, Louis XIII quitta Fontainebleau, et se rendit à Tours avec les Gardes. Le roi craignait que Duplessis-Mornay, qui commandait à Saumur, ne se déclarât pour les calvinistes. Il y envoie six compagnies du régiment avec les Gardes Suisses qui occupèrent le château. Le reste du corps suivit le roi en Saintonge, et arriva avec lui, le 29 mai, devant Saint-Jean-d'Angély, dont l'investissement était déjà commencé. Le soir même de ce jour, les assiégés mirent le feu à leurs faubourgs, à l'exception de celui de Taillebourg, enfermé par les bras de la Boutonne, et qu'ils espéraient conserver comme ils l'avaient fait en 1569. Mais Créqui s'y élance avec les Gardes, s'en empare, et eût poussé plus avant, si les assiégés, en se retirant, n'eussent rompu le pont qui rattache le faubourg à la ville. Dans cette affaire, Charles de Créquy fut blessé à la joue. Maître de cette position importante, le roi somme, mais inutilement, Benjamin de Rohan baron de Soubise de remettre la place. On distribue alors les attaques. Les Gardes Françaises, qui présentaient un effectif de quatre mille hommes, furent chargés avec Navarre et Rambures, de l'attaque de la Tour-Blanche. En peu de jours, la descente de fossé fut praticable, et les soldats se préparaient à l'assaut, quand la ville arbora le drapeau blanc. Les Gardes y entrèrent le 24 juin, et se saisirent des brèches et des corps-de-garde.
La prise de Saint-Jean-d'Angély fut suivie de la reddition des places de Sainte-Foy, Castillon et Bergerac.
L'attaque des retranchements de Clérac donna lieu à un sanglant combat qui dura depuis huit heures du matin jusqu'à neuf heures du sojr. Les retranchements furent emportés, mais la victoire avait coûté au régiment cent cinquante hommes tués et autant de blessés. Il restait à prendre la ville. Les habitants avaient juré de s'ensevelir sous ses ruines, et se disaient soldats sans peur d'une ville sans roi. Mais, après une vigoureuse résistance, voyant leurs efforts inutiles, ils demandèrent à capituler. Les Gardes Françaises terminèrent cette laborieuse campagne devant Montauban. Ils y ouvrirent la tranchée le 8 septembre et prirent une part active à toutes les opérations de ce siège long et meurtrier. À la levée du siège, le régiment protégea la retraite de l'armée et rentra à Paris.
Charles de Créquy, nommé maréchal de France à la fin de 1621, eut la permission de se faire remplacer dans le commandement du régiment par son fils Charles, le marquis de Canaples qui avait épousé une parente du duc de Luynes favori de Louis XIII.
Au début de l'année 1622, Benjamin de Rohan baron de Soubise s'empare de l'île de Riez et soulève le pays nantais. Les protestants ayant causé en bas-Poitou une telle épouvante, le roi Louis XIII quitte Paris avec les Gardes françaises le 20 mars 1622, et débarque à Nantes le 10 avril.
A cette époque les marais du bas Poitou n'avaient pas
encore été définitivement conquis sur l'Océan, et le territoire de Riez était séparé de celui de Saint-Gilles par plusieurs ilots et par un canal de cinq cents pas de largeur qu'on appelait le canal de Bosse et qui n'était guéable qu'à marée basse. Le 15 avril les Gardes s'aventurent bravement au nombre de quatorze compagnies dans ce chemin périlleux. Ils parviennent sans obstacle sérieux jusqu'à l'île de Mons et en chassent l'ennemi, mais il restait à franchir le détroit qui les séparait encore de l'île de Riez. À la basse mer et à la faveur d'une nuit sombre, les soldats s'engagent dans le canal de Bosse, et quoi qu'ayant parfois de l'eau jusqu'à la ceinture, ils arrivent en ordre sur l'autre rive, que l'ennemi, après une lutte désespérée dans laquelle il perd 1 400 hommes, prend le parti de s'embarquer et de se retirer à La Rochelle.
Après avoir pourvu à la défense de l'île, le roi alla mettre le siège devant Royan. Au bout de quatre jours, les protestants, voyant les Gardes françaises logés dans le fossé, rendirent la place.
Au siège de Sainte-Foy, où les troupes royales étaient repoussées, les Gardes arrivent et la ville est emportée.
Le 10 juin, au siège de Nègrepelisse, le régiment pénètre de vive force dans la place par une brèche défendue par deux ouvrages. La résistance des habitants fut terrible, leur malheureuse ville fut livrée à un sac complet.
Les Gardes arrivent devant Saint-Antonin. Repoussés dans un premier assaut, ils donnent au deuxième avec tant de furie que la place, pour éviter le sort de Nègrepelisse, demande à capituler. Après cette conquête, Louis XIII se rendit à Toulouse avec deux compagnies. Les autres continuèrent la guerre en Languedoc sous les ordres du maréchal du Plessis-Praslin et prirent part au siège de Sommières et celui de Lunel au mois d'août. Bientôt après le régiment se trouva réuni tout entier sous les murs de Montpellier ou il fut chargé de l'attaque principale. Après la reddition de Montpellier dont les Gardes prirent possession le 19 octobre, le corps suivit le roi en Provence et en Dauphiné, traversa Lyon le 3 décembre, et rentra à Paris le 10 janvier 1623. Il y resta jusqu'en 1627.
Cependant les Rochelais ne pouvaient souffrir que le roi eût fait élever le Fort Louis à une portée de canon de leurs murs, pour les contenir dans l'obéissance, et ils avaient appelé les Anglais à leur secours. Une flotte britannique venait de débarquer à l'île de Ré un corps d'armée commandé par George Villiers duc de Buckingham, qui mit le siège devant la citadelle de Saint-Martin défendue par Jean du Caylar de Saint-Bonnet, marquis de Toiras, mestre-de-camp du régiment de Champagne. Le roi résolut d'aller en personne chasser les Anglais de l'Aunis et forcer la ville rebelle à rentrer dans le devoir. Quatorze compagnies des Gardes Françaises le devancent et arrivent à Marans, rendez-vous de l'armée. Le 4 août 1627, La Rochelle est investie, et les Gardes françaises prennent leurs quartiers au village d'Aytré. Bientôt Louis XIII amène le reste du régiment. La première opération fut de porter secours au marquis de Toiras, assiégé à Saint-Martin-de-Ré. Huit cents hommes des Gardes, avec d'autres troupes, sont embarqués au Plomb sous les ordres de Charles de Créquy-Canaples. Le 30 octobre, entre dix et onze heures du soir, ils mettent pied à terre près du fort La Prée. Bientôt découverts par l'ennemi, les soldats aux Gardes sont attaqués vigoureusement au milieu de l'opération toujours si périlleuse d'un débarquement. Malgré cette difficulté qu'augmentait encore l'obscurité de la nuit, chaque compagnie prend successivement son ordre de bataille et fait si bien son devoir que les Anglais sont culbutés et refoulés dans l'intérieur de l'île et le corps de secours s'établit solidement dans le Fort La Prée. Un auteur contemporain et calviniste a dit à ce propos : « Ces troupes étoient d'hommes si choisis qu'elles eussent été capables de défaire le double de ce qu'elles étoient. » Le 6 novembre, Jean du Caylar de Saint-Bonnet, marquis de Toiras prévient le marquis de Canaples que les Anglais doivent livrer le lendemain un assaut général contre la citadelle de Saint-Martin. Averti par trois coups de canon, Canaples attaque Buckingham dans ses propres retranchements et le force à porter toutes ses forces de son côté ; puis, satisfait d'avoir fait manquer l'assaut, il se retire par le bourg de La Flotte, y brûle dans le port trois vaisseaux anglais et rentre au fort La Prée. Le lendemain, le maréchal Henri de Schomberg débarque avec de nouvelles troupes. À son approche, les Anglais levèrent le siège en toute hâte et voulurent se retirer dans le nord de l'île ; mais, suivis de près par l'armée française et chargés au passage de l'isthme étroit qui est entre la Couarde et Ars, leur cavalerie fut renversée sur l'infanterie, et là commença une épouvantable boucherie. Précipités pêle-mêle dans la presqu'île de Loix par une charge furieuse des enfants perdus des Gardes Françaises, presque tous les Anglais furent passés au fil de l'épée ou noyés.

Après l'embarquement des débris de l'armée de George Villiers duc de Buckingham, le bataillon des Gardes revint devant La Rochelle. Le roi s'étant décidé à prendre la place par la famine, le siège transformé en blocus dura encore près d'un an, et n'offrit plus aucune action digne d'être rapportée.
A la fin d'octobre 1628, la ville réduite aux abois, consentit enfin à se rendre, et le 30 octobre, à sept heures du matin, quatre cents Gardes Françaises ayant à leur tête Jean-Louis de Nogaret de La Valette duc d'Épernon, colonel-général de l'infanterie, y entrèrent et prirent possession des tours et des portes. Quelques jours plus tard, Louis XIII reprit le chemin de Paris, laissant toutefois six compagnies du régiment pour la défense de l'île de Ré.

#### Guerre de Succession de Mantoue
En 1629, le roi marcha au secours de Charles de Nevers, duc de Mantoue, que les Espagnols tenaient assiégé dans Casal, et demanda à Victor-Amédée de Savoie le passage à travers ses États. Sur la réponse équivoque du duc, Louis part de Grenoble et s'avance vers le Pas de Suze. Un défilé, large au plus de six pas, entre deux montagnes d'une hauteur prodigieuse, et au-delà un chemin couvert et trois retranchements formidables semblaient présenter un obstacle insurmontable. Le 6 mars, à six heures du matin, les Gardes Françaises et les Gardes Suisses, le régiment de Navarre et celui d'Estissac, qui étaient en bataille devant le passage se précipitent dans le défilé et donnent tête baissée sur les barricades avec une telle impétuosité, que rien ne leur résiste. L'ennemi est poussé jusqu'en vue de Suse qui se rend le soir même. Le duc de Savoie, qui avait failli être pris, demanda la paix, et le siège de Casal fut levé.

#### Rébellions huguenotes
Cependant, les protestants avaient profité de l'éloignement de l'armée pour tenter encore une fois la fortune. Après le traité de Cherasco, Louis XIII repasse les Alpes avec une partie de ses troupes, et met le siège devant Privas. Les Gardes françaises y eurent l'attaque de droite. À l'assaut du 26 mai, ils emportèrent l'ouvrage à cornes et la demi-lune, et en passèrent tous les défenseurs au fil de l'épée.
La prise de cette ville fut suivie de celle d'Alès et de la soumission de presque toutes les autres places occupées par les protestants. Montauban se rendit également, et dut subir une garnison. Les six compagnies des Gardes Françaises, qui avaient été laissées l'année précédente dans l'île de Ré, y furent envoyées.

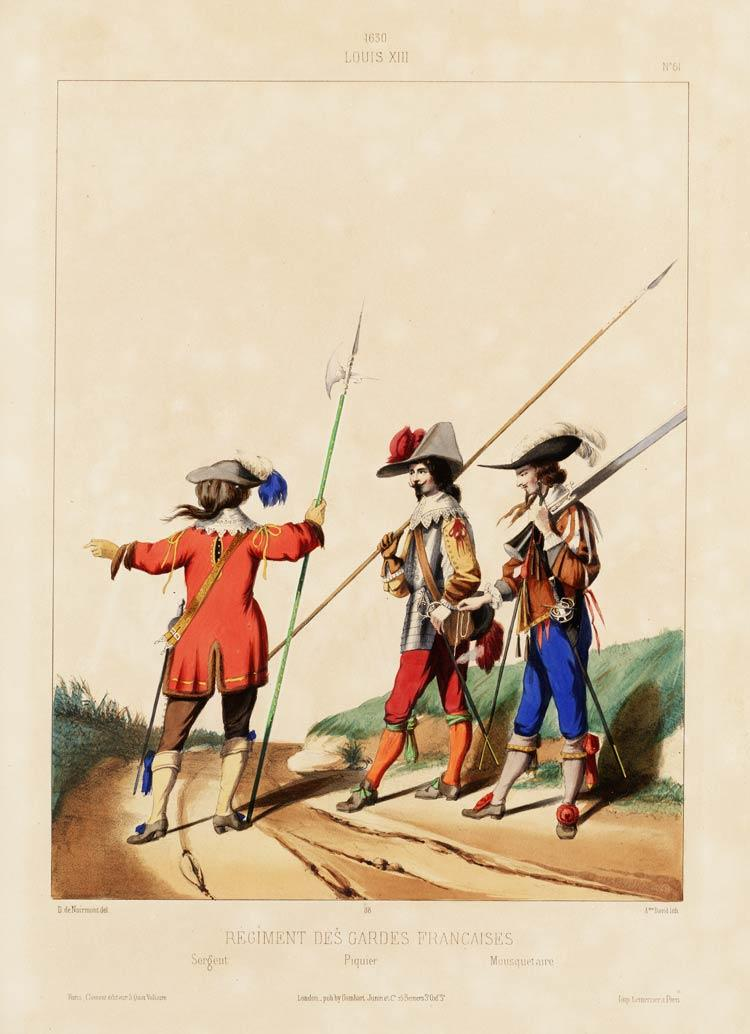
Sergent, piquier et mousquetaire du régiment des Gardes françaises sous Louis XIII en 1630.

#### Guerre de succession de Mantoue
Le duc de Savoie n'avait pas plutôt vu l'armée française repassée de l'autre côté des monts, qu'il avait, lui aussi, recommencé la guerre. Le roi de France donna rendez-vous à ses troupes à Grenoble, où le régiment des Gardes se trouva réuni le 12 mai 1630. Il comptait alors quatre mille hommes sous ses enseignes pour envahir la Savoie.
La campagne commença par la prise de Pignerol, puis par le siège de Chambéry, où les Gardes emportèrent le faubourg, mais Charles de Créquy-Canaples, leur mestre de camp, y fut mortellement blessé. La ville se rendit peu après, et le régiment marcha à l'attaque du poste de Saint-Maurice, couvert d'un côté par l'Isère et de l'autre par des montagnes inaccessibles. Malgré les difficultés du terrain, ce poste fut emporté, et les Savoyards, mis dans une déroute complète, abandonnèrent tous leurs bagages et passèrent dans la vallée d'Aoste.
Après ces rapides succès, le grand objet de la guerre était la délivrance de Casale, où le marquis de Toiras, qui avait défendu l'île de Ré, était assiégé par Ambrogio Spinola. Henri II de Montmorency fut chargé de porter de prompts secours à la place, et Louis XIII renforça de huit compagnies des Gardes Françaises la petite armée confiée au duc.
Celui-ci s'enfonça dans les gorges voisines de Veillane pour rejoindre le maréchal de La Force campé près de Javenne. Au passage des défilés, au moment où elles allaient y pénétrer les dernières, les compagnies des Gardes furent chargées par 600 chevaux soutenus de 8 000 fantassins, l'élite des troupes impériales. Le 10 juillet, un combat terrible s'engagea à l'avantage des Impériaux, mais Montmorency, accourant à la tête des Gendarmes du roi, rétabli le combat par des prodiges de valeur. En vain, les vieilles bandes de l'Empereur font-elles de nouveaux efforts; frappées de terreur par l'impétuosité française, elles jettent enfin leurs armes et s'enfuient dans toutes les directions. Ainsi, 1 500 hommes, attaqués dans un terrain défavorable par 9 000 hommes, remportèrent la plus complète victoire. La moitié des Impériaux fut tuée ou prise, et les Gardes s'emparèrent de dix-neuf drapeaux, parmi lesquels se trouvaient ceux du régiment de Gallas, général des troupes ennemies. Ce succès éclatant fut payé cher : quatre cents Gardes Françaises étaient restés sur le champ de bataille de Veillane.
Quelques jours après, Montmorency attaque les redoutes de Carignan. Trois cents Gardes françaises marchent à la tête de l'armée : l'ennemi tente une résistance inutile ; un régiment espagnol est anéanti. Le prince de Savoie fait en toute hâte repasser le pont de Carignan à son armée, et les compagnies du régiment entrent dans la place. Ce fut le dernier exploit de cette guerre qui se termina bientôt par le traité de Cherasco.
Les Gardes Françaises rentrèrent en France, et arrivés à Lyon, ils reçurent l'ordre de marcher sur Verdun que le roi voulait assiéger, mais qui se rendit avant leur arrivée.

#### Période de troubles
En 1631, le régiment fait partie de l'armée de Lorraine qui prend Pont-à-Mousson et Nancy. Pendant cette campagne, on organisa dans le corps quatre compagnies de mousquetaires auxquels des chevaux furent donnés pour se transporter plus rapidement d'un point à un autre. Ces compagnies débutèrent au mois de juin au combat de Rouvray, où fut défaite la cavalerie du duc de Lorraine.

À la fin de novembre, ces mousquetaires montés, armés du corselet et du mousquet, et que le roi avait surnommés « ses Griffons », firent leur entrée à Paris aux grands applaudissements de la multitude émerveillée de cette nouveauté. Les autres compagnies des Gardes françaises passèrent l'hiver à Metz.
En 1632, Gaston d'Orléans se jette dans le Languedoc, dont le duc de Montmorency, Henri, avait le gouvernement, et y rallume la guerre civile.
Le roi y envoie les maréchaux de Schomberg et de La Force, et leur donne 500 Gardes Françaises, parmi lesquels se trouvait une partie des mousquetaires. Schomberg, qui n'avait que 2 000 fantassins et 1 200 chevaux, rencontre bientôt les ducs d'Orléans et de Montmorency, avec 10 000 hommes, près de Castelnaudary. Une action particulière engage une bataille générale. Les mousquetaires, jaloux de montrer leur valeur et leur adresse, escarmouchent sur la gauche des mécontents. Henri de Montmorency, oubliant le rôle d'un général, charge ces enfants perdus, mais presque tous ceux qui l'entourent sont renversés par une décharge faite à bout portant. Fait prisonnier, Henri de Montmorency est conduit à Toulouse par les Gardes françaises où Richelieu le fait décapiter.
Au mois de mars 1633, le maréchal de Créqui ayant été nommé ambassadeur à Rome, se démit du régiment des Gardes qui fut alors donné à Jean marquis de Rambures, mestre de camp d'un régiment d'infanterie célèbre à cette époque, qui fut en grande cérémonie au bois de Vincennes, et faillit payer cher l'honneur qu'il eut ce jour-là de faire manœuvrer le corps devant la reine, car dans le feu de l'exercice, il fut grièvement blessé au visage par un maladroit.

#### Guerre de Trente Ans
En 1634, le cardinal de Richelieu s'était décidé à prendre part dans la guerre de Trente Ans contre la maison d'Autriche. L'armée française fut mise sur pied. Le régiment des Gardes, qui n'avait que vingt compagnies, fut porté, par ordre du 8 juillet 1635, à trente enseignes de 400 hommes chacune. Au commencement de cette année, douze compagnies s'étaient rendues à Pont-à-Mousson où se rassemblait l'armée du cardinal de La Valette. Les autres arrivèrent bientôt aussi en Lorraine avec le roi et firent le siège de Saint-Mihiel. Louis XIII étant ensuite retourné à Paris avec six compagnies, le reste du régiment fut partagé entre les armées d'Allemagne et de Lorraine. La première ravitailla Mayence malgré les efforts des Impériaux, et força le général Gallas à lever le siège de Deux-Ponts. Dans la nuit du 6 au 7 septembre, l'armée étant campée sur les bords du Rhin, près de Mayence, Gallas tenta de brûler le pont de bateaux qui établissait la communication des Français avec la ville. Des brûlots descendaient le fleuve et allaient atteindre le pont; mais les Gardes, toujours attentifs et prêts au combat, furent bientôt en bataille sur la rive, et ouvrirent un feu si terrible sur les nacelles qui accompagnaient les brûlots, que les soldats chargés de l'entreprise ne songèrent plus qu'à se mettre à couvert. Les brûlots abandonnés vinrent échouer à vingt pas du pont.
C'est le 16 septembre que l'armée française, fatiguée d'une longue et pénible campagne, commença cette retraite sur Metz. Le 20, les douze compagnies des Gardes commandées par le comte de Guébriant battirent, près de Meisenheim, huit régiments impériaux conduits par Colloredo, prirent leur canon et un grand nombre de chevaux. Quelques jours plus tard, toujours à l'arrière-garde, elles défirent neuf régiments d'infanterie soutenus par six régiments de Croates ou de dragons. Enfin, après deux glorieux combats livrés à Haudrecheim et Vaudrevange, l'armée arriva sous les murs de Metz.
En 1635, les compagnies qui faisaient partie de l'armée de Lorraine, assiégèrent au mois de juin, le château des Bruyères, près de Rambervillers. La campagne terminée, toutes les compagnies rentrèrent à Paris.
En février 1636, le duc de Parme étant venu dans cette ville, le roi voulut lui montrer ses Gardes. La revue et les exercices qui eurent lieu au bois de Boulogne, près du château de Madrid, valurent au régiment d'être complimenté. Cette même année les Espagnols, envahissent la Picardie, se saisissent de Corbie et envoient des partis jusqu'aux portes de la capitale qui fut prise de panique.
Le régiment des Gardes sortit tout entier de Paris, pour s'opposer aux progrès des Espagnols. Seize compagnies furent jetées dans Guise, que l'ennemi n'osa pas assiéger. Les autres compagnies, aidées du régiment de Piémont, lui disputèrent le passage de la Somme à Cerisy. Elles terminèrent la campagne par la reprise de Corbie, qu'elles occupent le 14 novembre.
En 1637, dix compagnies sont employées au siège de Landrecies où elles ouvrent la tranchée le 10 juillet au bastion de La Clochette. Elles contribuent ensuite à la prise du château de Busigny et de Maubeuge et font le siège de La Capelle au mois de septembre. Le marquis de Rambures, en allant reconnaître une redoute qu'on venait d'achever, fut enveloppé par sept mousquetaires espagnols et blessé de plusieurs coups d'épée et de mousquet. Comme on venait à son secours, les ennemis, ne pouvant l'emporter, l'achevèrent. Le régiment resta pendant dix-huit mois sans mestre de camp.

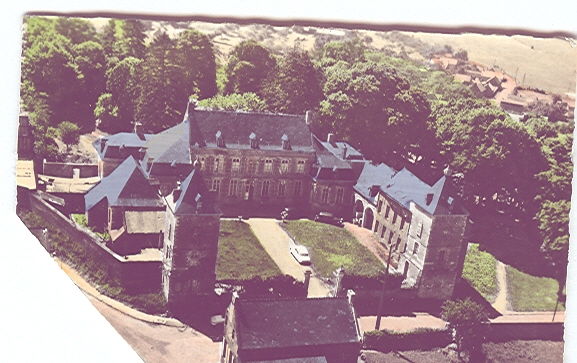
Le château de Busigny

En 1638, dix compagnies étaient à l'armée du maréchal de la Force et dix autres à celle du maréchal de Châtillon, toutes les deux agissant dans les Pays-Bas. Elles firent le siège de Saint-Omer qui fut levé, celui de Renty qui se rendit après huit jours de tranchée ouverte, et celui du Catelet que les Gardes et Picardie emportèrent d'assaut.
En 1639, le cardinal de Richelieu donna le régiment à Antoine III de Gramont, comte de Guiche. Après avoir reconnu leur nouveau chef, les Gardes Françaises furent partagés entre les armées de Picardie et d'Italie. Une moitié, en quittant Paris, se rendit à Compiègne et se trouva à la prise d'Hesdin. Après le mauvais succès de la bataille de Thionville, elle alla renforcer l'armée du maréchal de Châtillon qui couvrait la Champagne, contribua à faire lever le siège de Mouzon, et prit part au siège d'Ivoy.
Le 4 juillet 1640 les Gardes Françaises ouvrent la tranchée durant le siège d'Arras.
Les huit compagnies qui étaient en Italie servirent le 29 avril 1640 à l'attaque des retranchements tenus par le général espagnol de Léganez qui assiégeait Casal. Elles y furent repoussées trois fois par un feu à bout portant; sans se laisser décourager, elles revinrent une quatrième fois à la charge, pénétrèrent jusqu'au milieu des bataillons espagnols, et s'emparèrent de la principale redoute, ce qui détermina la chute de toutes les autres et la délivrance de ville. Les compagnies se rendirent ensuite au siège de Turin. Pendant ce siège, les Gardes défendirent vigoureusement, le 3 juin, le passage du Pô que le marquis de Léganez voulait franchir pour secourir la ville. À la dernière charge espagnole que ceux-ci exécutèrent sur Nérestang épuisé par une lutte acharnée, les mousquetaires des Gardes s'approchèrent en silence, et, arrivés à vingt pas, ils firent une si furieuse décharge que, lorsque la fumée se fut dissipée, on n'aperçut plus que les talons des Espagnols en fuite. Turin capitula après quatre mois d'un siége qui présente une particularité unique dans l'histoire des guerres. La citadelle de Turin était occupée par une garnison française aux ordres de Antoine de Stainville comte de Couvonges, qui était assiégée par le prince Thomas de Savoie, maître de la ville. Le comte d'Harcourt assiégeait la ville avec une armée française et était lui-même assiégé dans ses lignes par les Espagnols de Leganez.
Les huit compagnies dont il vient d'être question continuèrent de servir en Piémont en 1641, sous le commandement du comte d'Harcourt avec lequel elles prirent part au siège d'Ivrée, au secours de Chivasso, à la prise de Ceva et de Mondovi, et enfin au siège de Coni, où le 1er septembre elles emportèrent de vive force l'ouvrage à cornes et prirent possession de la place le 8 septembre.
Les compagnies qui servaient en Picardie firent, en 1641, le siège d'Aire, qui résista quarante-neuf jours. Le 29 juin, les Gardes perdirent 190 hommes en livrant l'assaut à la demi-lune. La place capitula le 26 août. Les Gardes terminèrent la campagne par le siège de Bapaume et partirent de cette ville pour se rendre à Fontainebleau ou était le Roi.
En 1642, ils suivent le Roi et sont affectés à l'armée de Roussillon dans le cadre de la guerre des faucheurs. Le 18 mars, sous les ordres d'Abraham de Fabert, ils ouvrent la tranchée devant Collioure, du côté de la redoute Sainte-Thérèse. Le 24, ils attaquent 3 000 Espagnols, retranchés sur une colline et couverts par un ruisseau, les culbutent, les poursuivent jusqu'aux portes de Collioure, et emportent le fort d'Argillers et la redoute Sainte-Thérèse. Le 1er avril, les Gardes entrèrent de vive force dans la ville avant de faire ensuite le siège de Perpignan, dont la prise termina la campagne de ce côté. Au retour de ce siège, sept compagnies, allèrent prendre possession de Sedan.
Les compagnies de l'armée d'Italie se trouvèrent au siège de Nice et à la prise de Tortone et de son château.

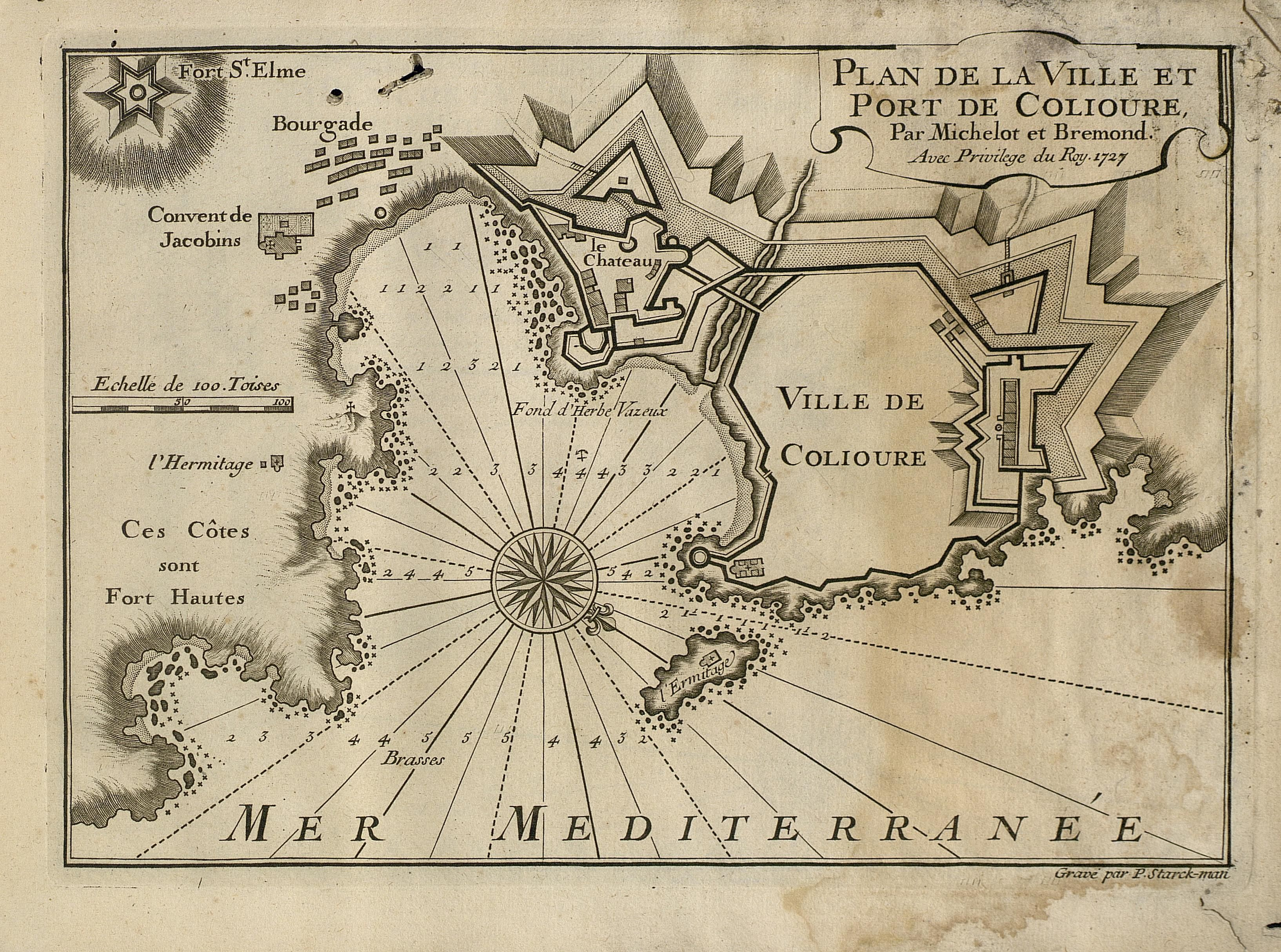
Plan de Collioure.
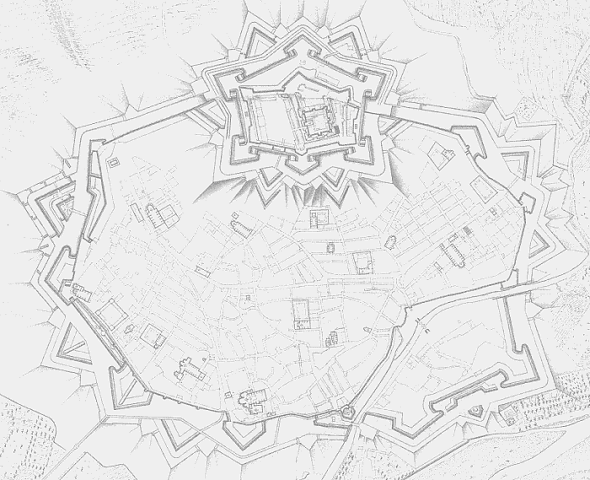
Plan de Perpignan.
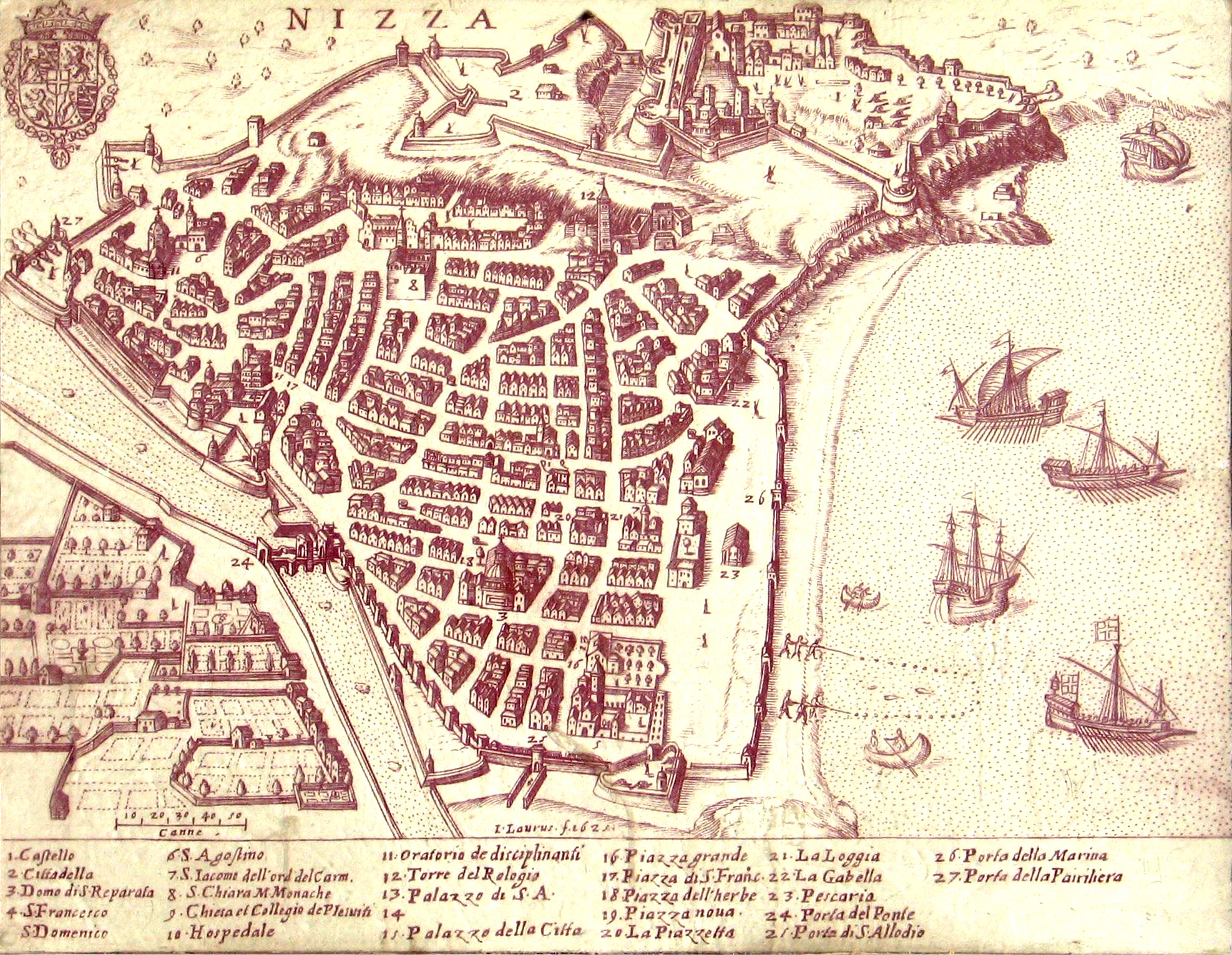
Plan de Nice.

La maladie et la mort de Louis XIII, au commencement de 1643, retinrent à Paris, pour protéger le jeune roi et la reine régente, la partie du régiment qui servait en France. Les Gardes Françaises ne figurèrent donc point le 19 mai à la bataille de Rocroi.
Quatre compagnies furent envoyées plus tard à l'armée que commandait le duc d'Enghien en Lorraine. Elles se trouvèrent à la prise de Thionville, et firent partie, au mois d'octobre, du secours que le prince conduisit à l'armée d'Allemagne, occupée, sous les ordres du maréchal de Guébriant, au siège de Rottweil. Après la prise de cette place et la mort du maréchal de Guébriant, la confusion se mit dans l'armée, composée en grande partie d'étrangers. Les compagnies des Gardes Françaises se retirèrent à Dillingen avec le comte de Rantzaw ou elles y furent surprises par la cavalerie impériale, et forcées de se rendre.
Cette même année 1643, les huit compagnies de l'armée d'Italie contribuèrent à la prise de la citadelle d'Asti et au siège de Trino. Le 15 octobre, les Gardes investirent la forteresse Ponte di Stura, et repoussèrent une sortie le jour de l'ouverture de la tranchée. Ce siège termina la Campagne de 1643, la dernière que les Gardes Françaises aient faite en Italie.
En 1644, le régiment entier, sauf quelques compagnies de service auprès du roi, était à l'armée de Flandre sous le commandement de Gaston duc d'Orléans, et ouvrit la tranchée devant Gravelines le 18 juin. À l'assaut général, malgré la vive résistance des assiégés, les Gardes, après un combat opiniâtre, emportèrent le haut du bastion, et s'y établirent solidement. La ville s'étant rendue le lendemain, ils furent employés à soumettre les forts situés sur la rivière d'Aa, et terminèrent cette campagne en forçant les retranchements des Espagnols à Steenfort.
En 1645, le régiment est au passage de la rivière de Colme, à la prise de Mardyck, du fort de Lynck qu'il emporte le 23 juillet, de Bourbourg, Menin, Armentières, Béthune et Saint-Venant. Quatre compagnies, détachées en Lorraine firent le siège de La Mothe
En 1646, les Gardes font toujours partie de l'armée de Flandre sous le commandement de Gaston duc d'Orléans. Commandés par Jean-François de Biet de Boitron baron de Courcelles, le régiment ouvre la tranchée devant Courtrai dans la nuit du 14 au 15 juin. Après un siége pénible, contrarié par la présence de 30 000 Espagnols qui inquiètent journellement l'armée française, la ville capitule sous les yeux de l'ennemi. Le régiment participe ensuite à la prise de Bergues et à la reprise de Mardyck. Les Gardes passent ensuite au siège de Furnes puis à celui de Dunkerque, où les vingt compagnies présentes sont divisées en deux bataillons qui ont chacun leur attaque particulière, et qui rivalisent de bravoure dans les combats des 24 et 25 septembre et 1er octobre.
Six compagnies étaient dans Armentières en 1647 quand l'archiduc Léopold-Guillaume vint assiéger cette ville.
D'autres compagnies se trouvèrent cette année à la prise du fort de la Knocque et au siège de Dixmude. Quatre cents Gardes Françaises, chargés d'attaquer une demi-lune de Dixmude, s'élancent au signal, et renversent les palissades, gravissent le talus de l'ouvrage et en chassent l'ennemi qui est encore contraint d'abandonner les deux demi-lunes voisines. Les assiégés sont alors poussés si brusquement au-delà du fossé que quelques Gardes, passant pêle-mêle avec eux sur un petit pont fait de deux planches qui répondait à une fausse-porte, pénétrent jusque dans la ville qui capitule le lendemain, 13 juillet.
Une autre partie du régiment faisait pendant ce temps-là le siège de La Bassée, où elle emportait aussi une demi-lune de vive force. Elle coopérait ensuite au siège de Lens et au combat de Pont-à-Vendin, qui fut un épisode de ce siège. Le 28 août les Gardes Françaises emportaient encore une demi-lune à Lens. Ce fut là et dans leurs rangs que le maréchal Jean de Gassion trouva une mort glorieuse.
En 1648, le régiment est sous les ordres du grand Condé avec lequel il fait le siège d'Ypres. On rencontre ensuite les Espagnols dans la plaine de Lens. Condé, qui avait cru n'avoir affaire qu'à une partie de l'armée ennemie, reconnaît bientôt son erreur et ordonne la retraite. Les Gardes Françaises, placés en première ligne dans l'ordre de combat, forment alors l'arrière-garde et sont fort maltraités par la cavalerie lorraine. Le lendemain 19 août, le prince est contraint d'accepter la bataille et place le régiment en réserve, prêt à rétablir avec lui le combat, si quelque point de sa ligne d'infanterie vient à faiblir. Les Gardes murmurent tout bas de l'inaction à laquelle ils semblent condamnés, mais les événements de la journée se chargent de justifier les prudentes mesures du général. Dans un moment décisif, sur un signe de Condé, le régiment s'élance à travers les intervalles des bataillons
placés en avant, reprend la tête de l'armée, détruit un régiment espagnol et deux régiments allemands, et détermine par des prodiges de valeur le succès de la journée. Cette charge mémorable coûta cher aux Gardes Françaises. Vingt-deux officiers restèrent sur le champ de bataille, tués ou blessés. Après la victoire de Lens qui met fin à la guerre de Trente Ans par les traités de Westphalie, (mais reste en conflit avec l'Espagne) les troubles naissants de la Fronde rappellent les Gardes Françaises à Paris.

#### La Fronde parlementaire
Les Gardes Françaises contribuent le 26 août 1648 à l'arrestation des présidents du parlement de Paris Broussel et Blancmesnil, et le lendemain 27, deux cents hommes arrachent des mains de la populace, qui voulait le tuer, le chancelier Séguier et le mettent en sûreté au Palais-Royal. Pendant le blocus de Paris, le régiment est logé à Poissy pour être à portée du roi qui s'était retiré à Saint-Germain.

#### Guerre franco-espagnole
En 1649, après la paix de Rueil, il retourne en Flandre dans le cadre de la guerre franco-espagnole et fait le siège d'Ypres que l'archiduc Léopold-Guillaume avait repris et celui de Cambrai qui est levé. Il participe ensuite à l'attaque des retranchements de l'armée espagnole à Neufville et au siège de Condé. Dès leur arrivée devant cette place, les Gardes emportèrent le faubourg et se logèrent sur le bord de la contrescarpe, ce qui força la ville à se rendre le lendemain.

#### La Fronde des princes
En 1650, après l'arrestation des princes de Condé, de Conti et de leur beau-frère le duc de Longueville, la Bourgogne se soulève; c'est le début de la Fronde des princes. Les Gardes françaises marchent alors vers cette province avec le roi et la reine mère. Ils arrivent le 16 mars à Dijon et investissent Seurre aux cris de : « Vive le roi ». La garnison répond à
ce cri et la ville ouvre ses portes.
La paix étant faite en Bourgogne, le régiment passe à l'armée de Picardie sous les ordres du maréchal du Plessis-Praslin.
Quatre compagnies sont jetées dans Arras et quatorze dans Saint-Quentin. Les autres tiennent la campagne et se trouvent au mois de décembre à la prise de Rethel et à la bataille livrée le 15 décembre 1650 devant cette ville qui fut suivie par la prise de Château-Porcien, après laquelle le régiment rentra à Paris.
En 1651, quelques compagnies furent envoyées en Guyenne sous le commandement du comte d'Harcourt. Le prince de Condé assiégeait Cognac. Le comte d'Harcourt réunit son armée
à Saint-Jean-d'Angély, court à Cognac et attaque le 14 novembre l'armée des princes qui est complètement dispersée. Après ce succès, le comte d'Harcourt s'assure de Tonnay-Charente et marche sur La Rochelle, où le comte du Daugnon s'était déclaré pour Condé et s'était emparé des tours du port. Quatre compagnies des Gardes, commandées par le Louis de Madaillan, comte d'Estissac, en commencèrent l'investissement. La tour de la Chaîne et celle de la Lanterne capitulèrent immédiatement, mais il fallut attaquer régulièrement la tour Saint-Nicolas. Une mine y ayant été pratiquée, la garnison effrayée jeta du haut en bas de la tour son commandant, capitaine au régiment d'Aunis. Cette affaire et la soumission de Bordeaux terminèrent la campagne.
En 1652, une partie des Gardes sert encore en Guyenne et fait le siège de Saintes. Les compagnies qui étaient restées à Paris reprirent Saint-Denis, et le 2 juillet se trouvèrent à la bataille du faubourg Saint-Antoine. Elles étaient à l'aile droite de l'armée de Turenne avec le marquis de Saint-Mégrin, et donnèrent tête baissée sur les barricades de la rue de Charonne. Mais après la mort de Saint-Mégrin, elles faiblirent, furent repoussées et perdirent même quelques drapeaux.
D'autres compagnies étaient cette année 1652, dispersées dans les garnisons de Flandre. Elles prirent part à la défense de Dunkerque et de Gravelines.

#### Guerre franco-espagnole
En 1653, dix compagnies des Gardes, arrivent le 15 septembre devant Mouzon, et entrant immédiatement en garde, y poussent les travaux avec une telle activité que la place capitule le jour même. Elles se rendent ensuite devant Sainte-Menehould, et ouvrent la tranchée le 31 octobre devant le roi qui assistait à ce dernier siège de l'année. Les Gardes emportant d'assaut la demi-lune le 31 novembre, la ville capitula.
L'année suivante, les Gardes Françaises accompagnèrent le roi à Reims, où il fut sacré. Ils partirent de là pour se rendre au siège de Stenay, où ils ouvrirent la tranchée le 4 juillet. Après la reddition de Stenay, il marcha à l'attaque des lignes espagnoles devant Arras en occupant l'aile droite du maréchal d'Hocquincourt.
En 1655, tout le régiment, sauf deux compagnies qui demeurèrent à La Fère auprès du roi, se rend au siège de Landrecies. Il est ensuite au siège de Condé. La place capitula le 18, et les Gardes allèrent ouvrir la tranchée devant Saint-Ghislain sous les yeux du roi qui venait d'arriver à l'armée.
En 1656, le régiment fut partagé entre les deux armées des maréchaux de Turenne et de La Ferté. Ces deux maréchaux se réunirent le 15 juin pour faire le siège de Valenciennes. Les Gardes furent fort maltraités dans la sortie que firent les assiégés dans la nuit du 15 au 16 juillet, pendant que le prince de Condé attaquait les lignes de l'armée française. Après la levée du siège de Valenciennes, et quelques manœuvres dans le Hainaut, les Gardes reprirent leurs quartiers habituels.
En 1657, le régiment fut partagé comme dans la campagne précédente. Les compagnies, qui étaient à l'armée de Turenne, investirent Cambrai. Le prince de Condé contraignit encore les Français à lever ce siège. Les compagnies qui faisaient partie de l'armée du maréchal de La Ferté assiégèrent Montmédy qui capitula après quarante-six jours de tranchée ouverte. Turenne prit Saint-Venant, fit lever le siège d'Ardres et assiégea la Mothe-aux-Bois, qui fut rasée. À la fin de cette campagne, pendant laquelle Turenne enleva encore Bourbourg et Mardyck, puis les quatorze compagnies des Gardes de son armée s'établirent en quartiers d'hiver à Calais.
Ces compagnies quittèrent Calais le 15 mai 1658, sous les ordres du comte de Guiche et joignirent l'armée au Vieux-Hesdin. Le 19, elles attaquèrent les régiments irlandais d'York et de Muskerry retranchés à Mont Cassel et leur firent 500 prisonniers. Elles se rendirent de là au siège de Dunkerque, où tout le régiment se trouva réuni le 25 mai. Les Gardes ouvrirent la tranchée devant cette place dans la nuit du 4 au 5 juin. Dans la sortie que les assiégés firent le 7, le comte de Guiche reçut un coup de mousquet qui lui déchira la main droite et qui l'empêcha de prendre part avec le régiment à la bataille des Dunes livrée le 14. Le prince de Condé qui se trouvait dans les rangs de l'armée ennemie, voyant l'ordre de bataille des Français et la fière contenance des régiments qu'il allait avoir à combattre, dit au jeune duc de Gloucester : « Vous n'avez jamais assisté à une bataille? — Non, répondit le duc. — Eh ! bien vous allez voir comment on en perd une ». Les compagnies des Gardes Françaises étaient à l'aile droite que Condé s'était chargé d'attaquer en personne, et elles contribuèrent beaucoup au succès de la journée en rendant inutiles les efforts inouïs que fit ce prince pour rétablir de son côté la bataille déjà perdue par les Espagnols du côté de la mer. Ce même jour, les compagnies restées à la garde des tranchées devant Dunkerque soutinrent et repoussèrent une grande sortie. Le régiment prit possession de Dunkerque le 23 juin, et le même jour, une partie du corps alla ouvrir la tranchée devant Bergues-Saint-Winox qui fit peu de résistance. Douze compagnies prirent part aux opérations du siège de Gravelines. Dès le lendemain de l'ouverture de la tranchée, elles s'emparèrent
de la demi-lune, ce qui amena peu de jours après la capitulation. Les armées réunies de Turenne et de La Ferté prirent ensuite Audenaerde, Menin, Ypres et autres petites places de la Flandre.
En 1659, à la paix six compagnies demeurèrent dans Audenaerde et quatre dans Ypres. Les autres accompagnèrent le roi lorsqu'il se rendit au devant de l'Infante Marie-Thérèse.

#### Période de paix
Après le mariage de Louis XIV en 1660, Ypres et Audenaerde ayant été rendues à l'Espagne, tout le régiment se trouva réuni à Paris et y jouit enfin des douceurs de la paix, après quarante-cinq campagnes de guerre consécutives.
En 1661, dix compagnies se rendirent à Nancy pour contribuer à la démolition des fortifications la cette ville.
L'année suivante, dix autres compagnies, sont envoyées dans le Boulonnais pour faire cesser les troubles qui agitaient cette province et assistent le 2 décembre à la remise qui est faite par les Anglais à Louis XIV de la ville de Dunkerque.
Le 17 août 1663, les dix compagnies qui étaient à Nancy investissent Marsal. Le roi étant venu en Lorraine, vingt-neuf compagnies du régiment des Gardes françaises prennent part au siège de cette place qui se rendit le 4 septembre.

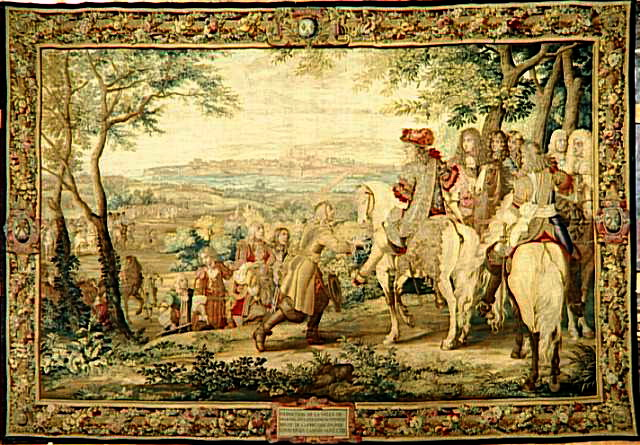
Prise de la place de Marsal.
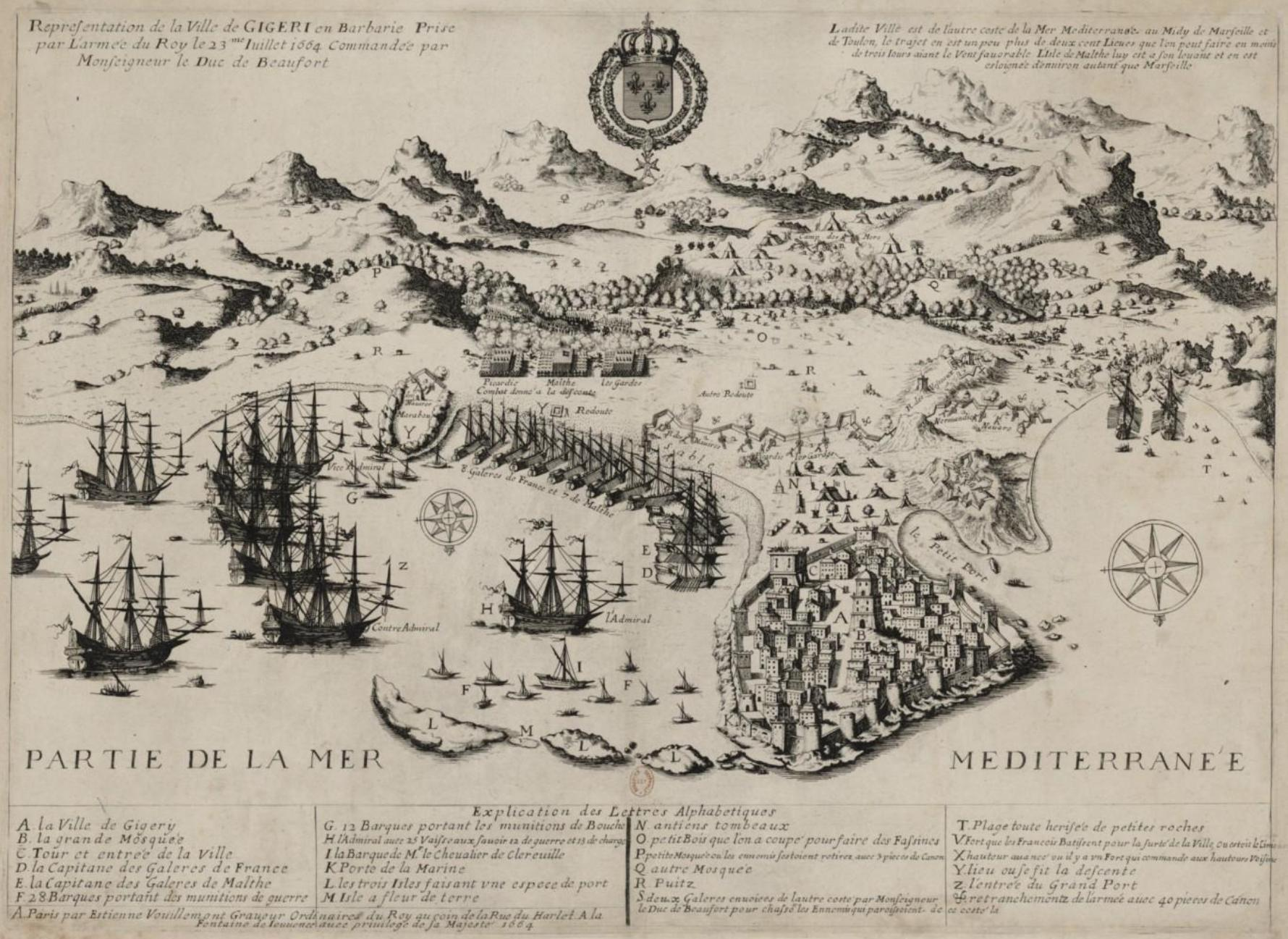
Gravure d'époque représentant le débarquement français à Djidjelli

#### Expédition de Djidjelli
Le 1er juillet 1664 six compagnies du régiment des Gardes françaises embarquent à Toulon sur la flotte du duc de Beaufort pour participer à l'expédition de Djidjelli dirigée contre la régence d'Alger.
L'armée arriva devant Djidjelli et débarqua le 22 sans résistance. Après avoir occupé la ville et repoussé un grand nombre d'attaques, le corps expéditionnaire est forcé de rembarquer en raison des maladies, de la nostalgie et de la difficulté de s'établir solidement dans ce pays.

#### Guerre de Dévolution
En 1666 et 1667, le régiment fait partie des camps de plaisance que le roi assembla alors pour la première fois, et il partit en 1667 du camp de Compiègne pour l'expédition de Flandre dans le cadre de la guerre de Dévolution. Les quatre bataillons réunis aux quatre bataillons du régiment des Gardes Suisses et aux trois bataillons du régiment du Roi formaient une brigade d'élite. Le 22 juin, les Gardes Françaises, commandés par le maréchal de Gramont, supprimèrent la cérémonie de l'ouverture de la tranchée devant Tournai, s'emparèrent immédiatement du chemin couvert, repoussèrent une sortie des assiégés et s'établirent sur l'ouvrage qu'ils venaient d'emporter. Cette manière de procéder amena la capitulation de la place et de la citadelle dès le 23 juin. Quatre compagnies y furent laissées en garnison. Douai se rendit quelques jours après et on y plaça six compagnies. Le siège de Lille offrit plus de difficultés. Le régiment y emporta le chemin couvert et la demi-lune. Les vingt compagnies qui avaient pris part au siège, furent mises en garnison dans Lille et y passèrent l'hiver.

#### Première conquête de la Franche-Comté
En 1668, le régiment fait l'expédition de Franche-Comté et participe au Siège de Dole.

#### Expédition de Candie
En 1669, cinq cents Gardes font partie du secours envoyé par Louis XIV aux Vénitiens assiégés dans Candie par les Turcs. Ils embarquent au mois de juin à Toulon et arrivent à Candie le 22 juin. Dès le lendemain, les Gardes Françaises attaquèrent et les travaux des Turcs furent emportés et bouleversés; mais malheureusement le feu prit à un dépôt de poudre et de munitions dans la batterie dont venaient de s'emparer les Gardes, tua ou mutila un grand nombre d'officiers et de soldats et mit le désordre et l'épouvante dans le reste. Les Turcs profitèrent de ce terrible accident pour charger. L'expédition fut manquée et les Français furent bientôt obligés de se rembarquer. Ils étaient de retour à Toulon le 26 septembre.

#### Uniforme en 1670
Pendant les dix années qui venaient de s'écouler, le régiment des Gardes Françaises avait reçu, comme toutes les autres troupes, de nombreuses améliorations dans son organisation, dans son armement et dans sa tenue.
Les Gardes Françaises n'avaient pas encore eu, à proprement parler, d'uniforme. Il leur avait été distribué à différentes époques, notamment à l'occasion des mariages et enterrements des rois, des habits de
livrée, appelés hoquetons. Ces habits aux couleurs royales, bleu, rouge et blanc, n'étaient revêtus que dans certaines cérémonies spéciales et ne constituaient point une tenue militaire. Depuis le règne de Louis XIII, quelques capitaines s'étaient efforcés, de mettre de l'uniformité dans l'habillement de leurs compagnies, mais chacun avait réglé le costume de ses hommes suivant sa fantaisie. Louis XIV mit enfin un terme aux inconvénients de cette bigarrure, en prenant à son compte l'habillement des troupes.
L'uniforme que reçut le régiment en 1670 se composait d'un vaste habit-tunique gris blanc, galonné d'argent sur les coutures, sur les poches et les parements, d'une culotte écarlate et de bas de la même couleur. Le chapeau noir à larges bords ornés de plumes, la cravate blanche à rabat et le ceinturon porte-épée en peau jaune complétaient cette tenue. Les officiers, pour se distinguer de la troupe, portaient l'habit écarlate et la cuirasse.

Louis XIV assembla cette même année 1670 à Compiègne un camp de plaisance pour juger de l'effet de ses innovations. Le régiment fit tout entier partie de ce camp et fut trouvé fort beau.

#### Guerre de Hollande
En 1671, quatorze compagnies se rendent au camp de Dunkerque commandé par le comte de Duras, et passent au mois de septembre dans l’électorat de Cologne, où elles hivernent.
Au commencement de 1672, le roi qui avait, le 28 octobre de l'année précédente, exigé la démission du maréchal de Gramont, colonel des Gardes Françaises, et celle de son fils le comte de Guiche, pourvu de la survivance de cette charge, donna le régiment au duc de la Feuillade, qui fut installé de la manière suivante.
Les compagnies qui étaient alors à Paris eurent ordre de se rendre à Saint-Germain. On en fit deux bataillons qui furent placés entre les deux châteaux, se faisant face l'un l'autre. Le roi, à cheval, s'étant mis entre deux, commanda aux officiers de s'approcher. Il prit une pique et un hausse-col des mains du lieutenant-colonel de Pradel, et les ayant donnés au duc de la Feuillade, il dit que la charge de colonel de ses Gardes étant vacante par les démissions du maréchal de Gramont et du comte de Guiche, il en avait gratifié le duc de la Feuillade, et qu'il leur ordonnait de le reconnaître et de lui obéir en tout ce qu'il leur commanderait pour son service. Le roi se retira, et le nouveau colonel, après avoir fait défiler devant lui les compagnies, en prit six, à la tête desquelles il alla monter la garde au palais.

La guerre venait d'être déclarée à la Hollande. Au mois de mai, le régiment se rend à Charleroi où se rassemblait l'armée, sauf deux compagnies qui demeurèrent à Paris pour le service du dauphin et de la reine. Les Gardes Françaises commencèrent cette guerre par le siège d'Orsoy. Pendant ce temps-là, les quatorze compagnies qui avaient passé l'hiver à Cologne étaient occupées, sous les ordres de Turenne, à faire le siège de Büderich. Après la prise de cette place (de), elles rejoignent le gros du régiment qui présentait un effectif de 3 000 hommes au fameux passage du Rhin. Le corps ouvrit la tranchée devant Doesburg qui capitula rapidement. Après ce rapide succès, vingt-et-une compagnies prirent possession d'Utrecht, et lorsque le roi retourna à Paris, les compagnies qui restèrent à l'armée passèrent sous les ordres de Turenne et eurent leurs quartiers d'hiver sur la Moselle.

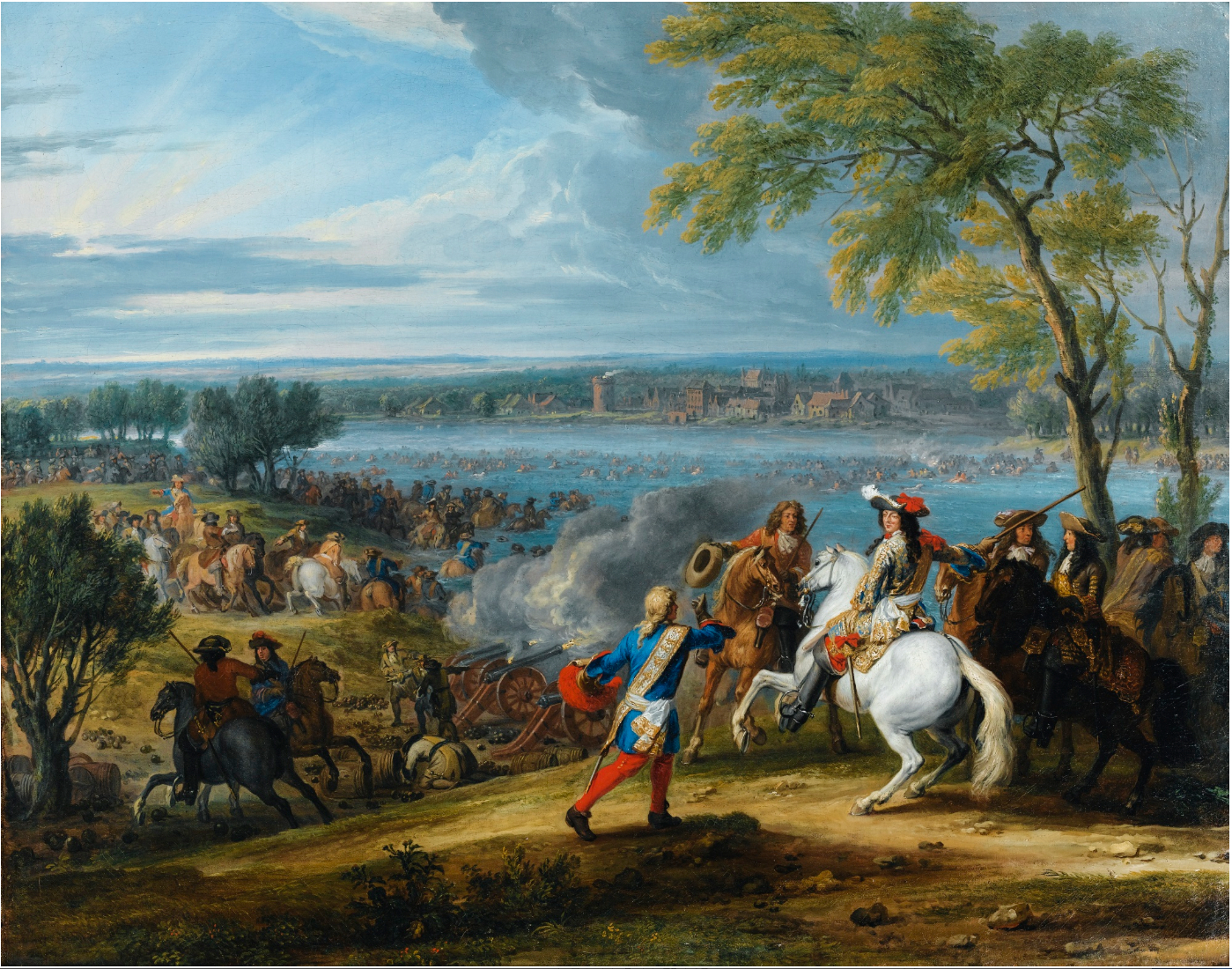
Le passage du Rhin par l'armée française le 12 juin 1672 (Adam François van der Meulen).
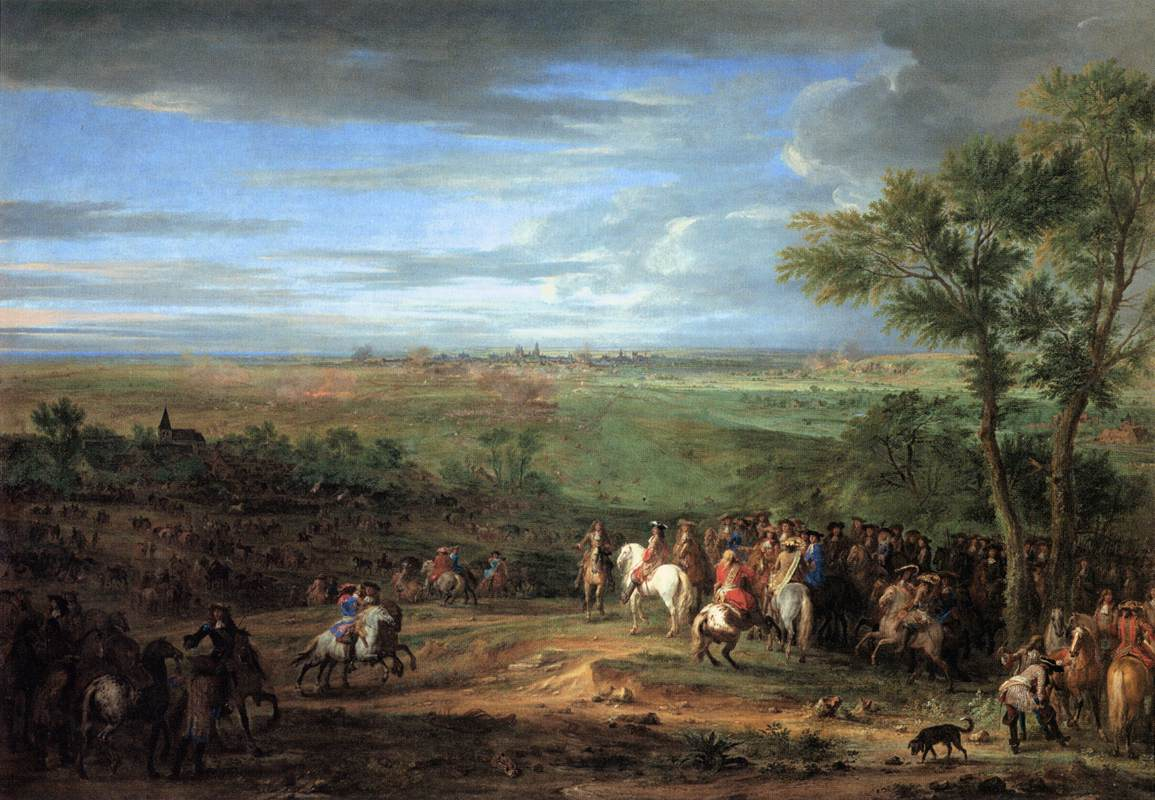
Arrivée de Louis XIV au camp devant Maastricht en juin 1673 (Adam François van der Meulen).

En 1673, le régiment combat entre le Rhin et le Weser en contribuant à la prise d'Unna, de Kamen, d'Altena et de Roham. Le corps passe ensuite le Weser à la poursuite de l'électeur de Brandebourg. Au mois de juin une partie des Gardes françaises quitte l'armée de Turenne pour rallier celle du roi qui se trouvait devant Maastricht. Deux bataillons ouvrirent la tranchée devant cette place dans la nuit du 17 au 18 juin. Le 27, ils emportent l'ouvrage à cornes, et s'y logèrent. Le 2 juillet, Maëstricht arbora le drapeau blanc et, suivant
l'usage, les Gardes Françaises y entrèrent les premiers, et prirent possession de la porte de Tongres.
Les Gardes accompagnèrent Louis XIV dans son voyage en Lorraine et en Alsace. Ils restèrent trois semaines à Nancy, occupés à rétablir les fortifications de cette ville. Ils s'emparent ensuite de Colmar et en rasent les ouvrages. Après le départ du roi, qui rentre à Paris avec un bataillon, les deux autres passent en Allemagne à l'armée de Turenne. À la fin de la campagne, au mois de décembre, ces deux bataillons prennent leurs quartiers d'hiver en Bourgogne.
Le 11 février 1674, ils quittent Dijon sous les ordres du duc de Navailles, entrent en Franche-Comté, participent aux sièges de Pesmes et de Gray, et le 6 mai, ouvrent la tranchée devant Besançon, au pied de la colline de Chaudanne. La ville capitule le 14 mais il restait la citadelle. Les Gardes Françaises attaquent en plein jour le front Saint-Étienne, qui couvrait la citadelle du côté de la ville, et l'emportent l'épée à la main. La formidable citadelle de Besançon dut capituler, et le régiment
passa au siège de Dole.
Après la conquête de la Franche-Comté, vers la fin de juin, le prince de Condé qui était chargé de tenir tête, en Flandre, au prince d'Orange, demande les Gardes pour renforcer son armée. Le régiment y court et se trouve le 11 juillet à la sanglante bataille de Seneffe. Il y attaque le village de Fay par la droite. Dans ce combat acharné qui se continua la nuit à la clarté de la lune, les Gardes firent des prodiges de valeur, et dirigés par Condé lui-même, ils emportèrent enfin ce village, nœud de la position, y prirent trois canons et couchèrent sur le théâtre même du carnage. Les ennemis perdirent à Seneffe cent-sept drapeaux ou étendards dont une grande partie demeura entre les mains des Gardes Françaises, comme une
preuve de leur courage. Le régiment avait d'ailleurs chèrement payé le terrain qu'il avait conquis. Il eut 41 officiers et 507 bas officiers et soldats mis hors de combat.
Après la bataille de Seneffe, l'armée contraignit le prince d'Orange à lever le siège d'Audenarde. Les opérations étant terminées de ce côté, trois bataillons des Gardes passèrent en Lorraine et servirent pendant l'hiver avec Turenne.

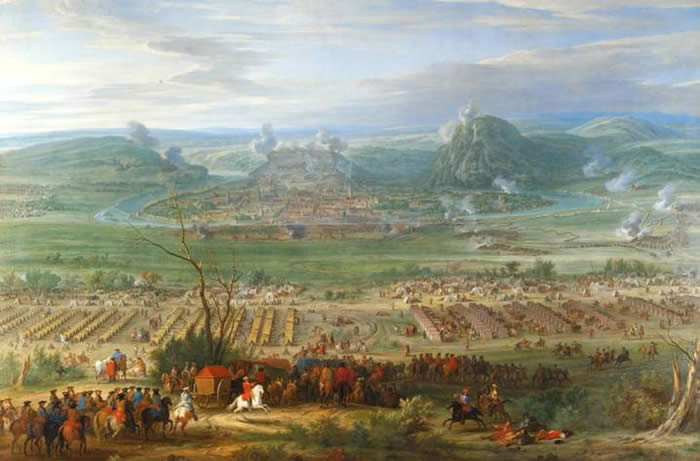
Le siège de Besançon en 1674 (Adam François van der Meulen)
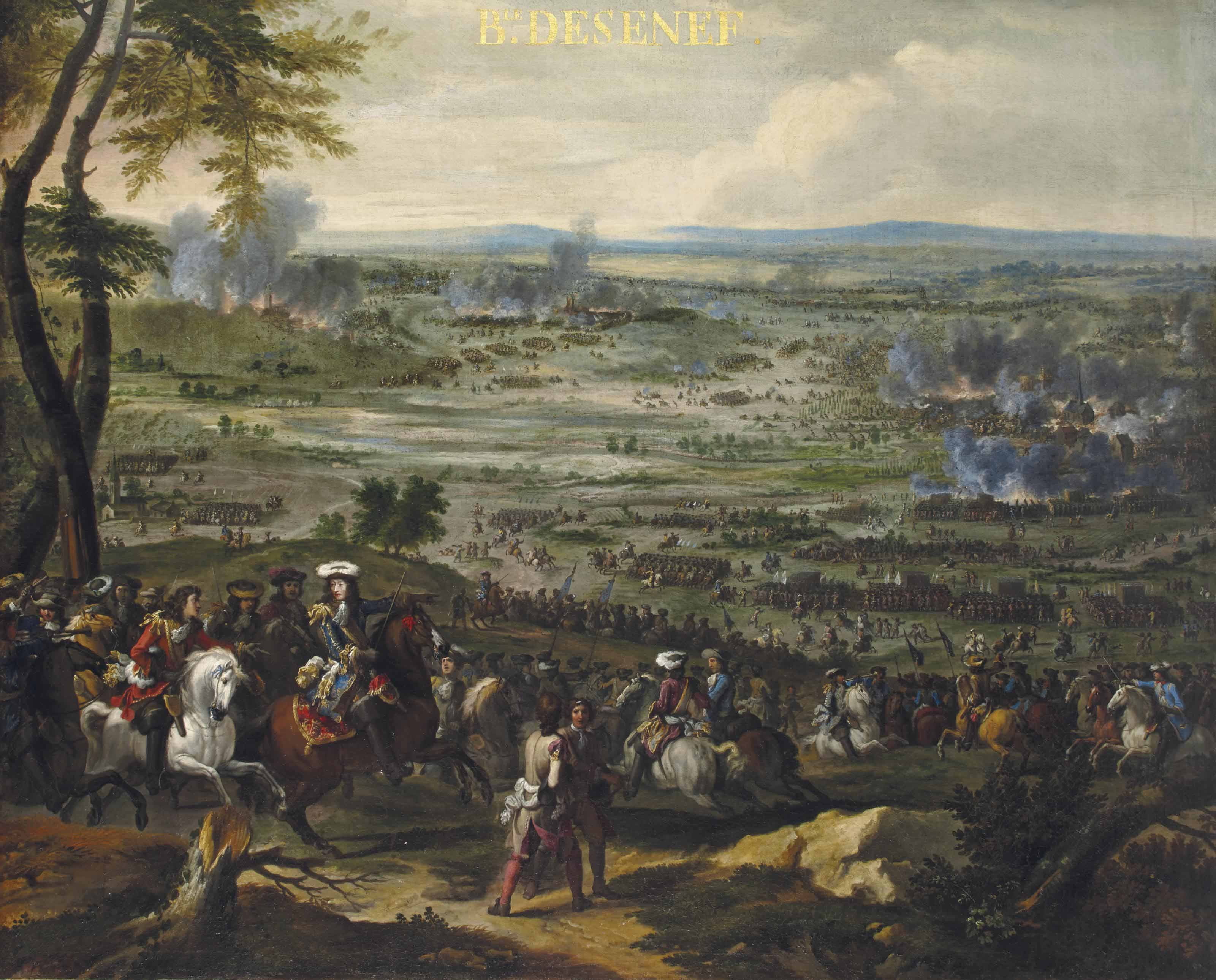
La bataille de Seneffe (Adam François van der Meulen).

En janvier 1675, ils marchent sur Colmar et montrent, le 5 du même mois, la plus brillante valeur à la bataille de Turckheim. Ils prennent l'ennemi en flanc, lui font ainsi perdre les avantages de sa position et le contraignant à abandonner le champ de bataille.
Après cette campagne d'hiver, ces trois bataillons rejoignent les trois autres qui étaient avec le roi dans les Pays-Bas. Le régiment fait alors partie du corps d'observation, campé à Gembloux, qui couvre les opérations des sièges de Dinant, Huy et Limbourg. Les Gardes sont ensuite employés à démolir les fortifications de Saint-Trond. Au mois de juillet, le roi rentrant en France, deux bataillons l'accompagnèrent jusqu'à Charleroi, puis se rendirent de là à l'armée de la Moselle sous le maréchal de Créqui, et se trouvèrent à la bataille de Consarbrück. Dans cette funeste journée, ils occupaient la droite de l'armée et firent d'abord plier les corps qui leur étaient opposés. Ils s'emparèrent même de leurs canons, les tournèrent contre eux et les enfoncèrent complètement. Les chances n'étaient pas aussi heureuses à l'aile gauche. Un bataillon des Gardes y courut, chargea l'ennemi sans considérer le nombre et culbuta le régiment impérial de Harrant. Mais sa valeur fut inutile, la bataille était perdue. Ce bataillon parvint d'abord à rejoindre le second qui était resté à la droite; mais bientôt enveloppés tous deux, ils se jetèrent dans un marais, s'y défendirent longtemps avec acharnement et furent enfin obligés de céder à la multitude toujours croissante de leurs agresseurs. Ce qui put s'échapper se jeta dans Trèves.
En 1676, les Gardes arrivent devant Condé. Chargés d'une attaque sur les dehors de la place, dans la nuit du 24 au 25 avril, ils s'élancent au signal donné, renversent les palissades, s'emparent du chemin couvert et des bastions détachés, et poussant les assiégés jusque dans la ville sans leur donner le temps de se reconnaître, ils en prennent possession. Le régiment assiste ensuite au siège de Bouchain, puis ouvre la tranchée devant Aire, le 21 juillet qui ouvre ses portes le 1er août puis il enlève le fort de Lencke en plein jour. Après ces brillantes opérations, et après avoir contribué à forcer le prince d'Orange à lever le siège de Maastricht, cinq bataillons des Gardes se rendent à l'armée du maréchal de Créqui, et leur arrivée fait lever le siège de Deux-Ponts.
En 1677, on retrouve le régiment sur la frontière de Flandre. Il débute par le siège de Valenciennes où il ouvre la tranchée dans la nuit du 9 au 10 mars. Les Mousquetaires et Picardie lui ravissent l'honneur de prendre Valenciennes, en profitant de leur jour de garde.
Il passe ensuite au siège de Cambrai, y ouvre la tranchée le 28 mars, et avance si bien la besogne que la ville se rend le 1er avril. Il en prend possession aussitôt et ouvre le 5 avril la tranchée sur l'esplanade de la citadelle. La brèche est faite le 11 avril et la citadelle de Cambrai capitule le 17.
Pendant ce siège, deux bataillons des Gardes sont détachés du côté de Dunkerque, et deux autres partent le 7 avril pour aller renforcer l'armée du duc d'Orléans occupée au siège de Saint-Omer, et qui était menacée dans ses lignes par le prince d'Orange. Ces deux bataillons se trouvèrent le 11 à la bataille de Cassel et taillèrent en pièces le régiment hollandais de la Marine, qui leur était opposé.
Après la victoire de Cassel, ces deux bataillons servirent au siège de Saint-Omer, et occupèrent la place le 21 avril.
Pendant le reste de la campagne, les Gardes, aux ordres du maréchal de Luxembourg, firent lever le siège de Charleroi, et après plusieurs expéditions insignifiantes prennent leurs quartiers dans les places de la frontière. Au mois de novembre, quatre bataillons furent appelés au siège de Saint-Ghislain et emportent l'ouvrage désigné sous le nom de « Pâté », un fort entouré d'eau qui n'avait d'autre avenue qu'une chaussée longue et étroite que balayaient les batteries de la place, et la ville capitule.
Dans la nuit du 5 au 6 mars 1678, le régiment ouvre la tranchée devant Gand. La nuit du 8 au 9 mars, les Gardes françaises s'emparent des deux demi-lunes et Gand capitule le lendemain et la citadelle en fait autant le 12. Le 15 les Gardes étaient devant Ypres, dont ils enlèvent le chemin couvert le 24.
La prise d'Ypres fut suivie d'une suspension d'armes, violée, par le prince d'Orange qui attaqua l'armée française dans le défilé de Saint-Denis près Mons.
Aussitôt que le maréchal de Luxembourg eut acquis la certitude que le prince l'attaquait, il fait occuper le passage de l'abbaye de Saint-Denis-en-Broqueroie par quatre bataillons des Gardes françaises et plaça les deux autres bataillons au défilé de Castiau. Les quatre premiers s'emparèrent du sommet de la colline vis-à-vis de l'abbaye et se ruant sur l'ennemi qui s'était jeté dans les bois, l'en débusquèrent et lui prirent ses canons, après avoir supporté pendant sept heures un feu terrible. Pendant ce temps, les troupes qui gardaient le fond du défilé étaient également fort maltraitées.
La paix de Nimégue ramena les Gardes françaises à Paris. Deux bataillons seulement joignirent le maréchal de Créqui chargé de faire déposer les armes à l'électeur de Brandebourg qui voulait continuer les hostilités. Ils hivernèrent à Nuyts, dans le comté de la Marck.
Le 26 juin 1679 ces deux bataillons se trouvent au combat de Minden et à la prise de Bergen-op-Zoom qui met fin à la guerre.

#### Période de paix
Pendant les quelques années de paix qui suivirent, quelques modifications furent apportées à la tenue et à l'armement des Gardes. Les fusils à baïonnette remplacèrent les mousquets. Dans une revue passée le 16 novembre 1680, dans la plaine de Nanterre, et à laquelle figuraient les cinq bataillons du régiment, le 5e bataillon parut avec un nouveau costume mis en essai, et qui consistait en une veste de buffle avec des manches galonnées d'or et d'argent.

#### Guerre des Réunions
En 1683, le régiment fait, la courte campagne de Flandre, sous les ordres du maréchal d'Humières. Il s'empare de la ville de Courtrai, le 4 novembre, de sa citadelle, le 6, et de Dixmude le 10 novembre.
L'année suivante, les Gardes françaises assistèrent l'arme au bras aux opérations du siège de Luxembourg.

#### Période de paix
En 1685 l'habit bleu de roi fut donné aux Gardes françaises.
Ils le portèrent pour la première fois dans une revue passée le 24 mars à Meudon. Cette date a une valeur historique, car c'est cet habit bleu des Gardes françaises, donné plus tard aux troupes d'élite, qui est devenu, en 1789, le type de l'uniforme français.
Le costume donné aux Gardes françaises en 1685 était ainsi composé :
habit bleu de roi, doublure, parements, veste, culotte et bas écarlate, galonnage d'argent sur tous les bords et sur les boutonnières. La complication de ce galonnage distinguait les grades. Chapeau bordé d'un large galon d'argent. Gants et buffleleries jaunes.

En 1763, ce costume fut modifié comme il suit : 
la doublure de l'habit et la culotte furent bleu de roi. Le collet de l'habit fut écarlate. Le bonnet à poil et à plaque fut donné aux grenadiers. Les longues guêtres, blanches en été, noires en hiver, remplaçaient depuis 20 ans les bas rouges. Enfin, sous Louis XVI, des épaulettes rouges, des buffleteries blanches, et la couleur blanche substituée au bleu de roi pour la doublure de l'habit et la culotte vinrent encore modifier cette tenue.
Tous les régiments d'infanterie avaient depuis longtemps des compagnies de grenadiers. Le régiment des Gardes françaises, troupe d'élite, n'en avait point. On y forma, le 19 février 1689, deux compagnies de grenadiers ce qui porta le nombre des compagnies à trente-deux soit 9 600 hommes.

#### Guerre de la Ligue d'Augsbourg
Cette même année 1689, la guerre étant rallumée par suite de la Ligue d'Augsbourg, le régiment se rend en Flandre et se trouve à la bataille de Walcourt. Malgré un feu terrible, il passa sous les yeux de l'ennemi deux ruisseaux débordés, ayant de l'eau jusqu'à la ceinture, et fit des prodiges de valeur. Le 3 octobre les Gardes quittèrent la Flandre pour se rendre en Allemagne, à l’armée du maréchal de Lorges.
En 1690, quatre bataillons faisaient partie de l'armée de Flandre et se trouvaient à la bataille de Fleurus. Placés à l'extrême droite sur la hauteur de Wagnelle, ils battirent tout ce qui leur fut opposé. L'ennemi
ayant porté la majeure partie de ses forces contre l'aile gauche française, le 3e bataillon y courut avec le 1er bataillon des Gardes Suisses. À peine arrivées à leur nouveau poste de combat, ces troupes s'emparèrent de six pièces de canon, les tournèrent contre les alliés, et les chargeant ensuite avec vigueur, permirent à la cavalerie d'achever leur défaite. Le 24 octobre, les Gardes françaises quittèrent le camp de Lessines pour retourner à Paris.

Drapeaux du régiment des Gardes françaises
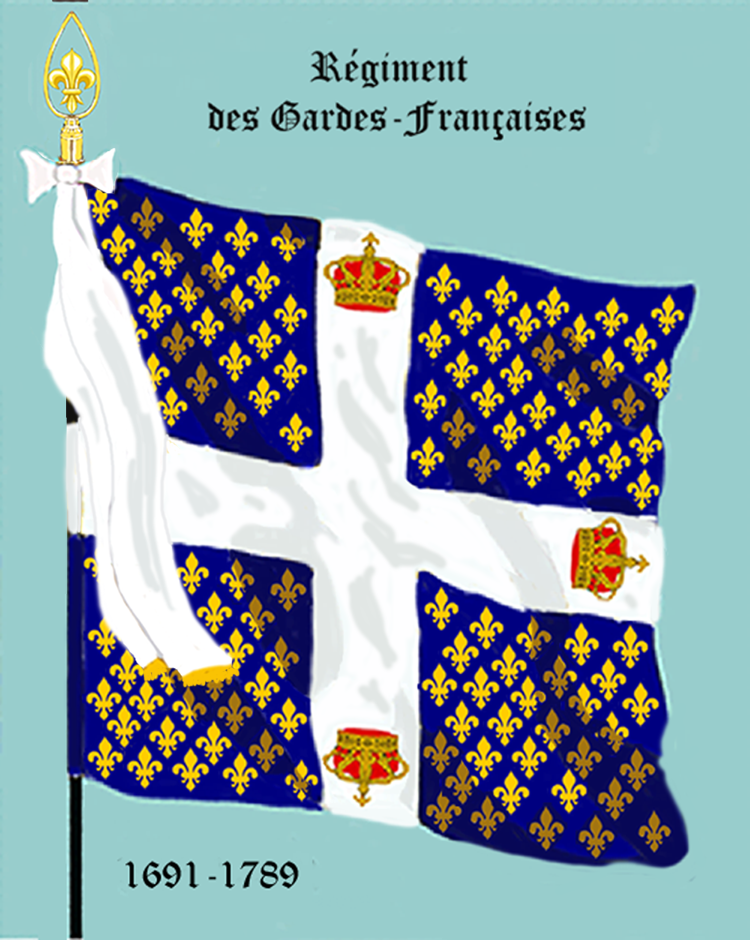
Drapeau d’Ordonnance de 1691 à 1789 Le drapeau est de fond bleu orné de 41 fleurs de lys or par quartier
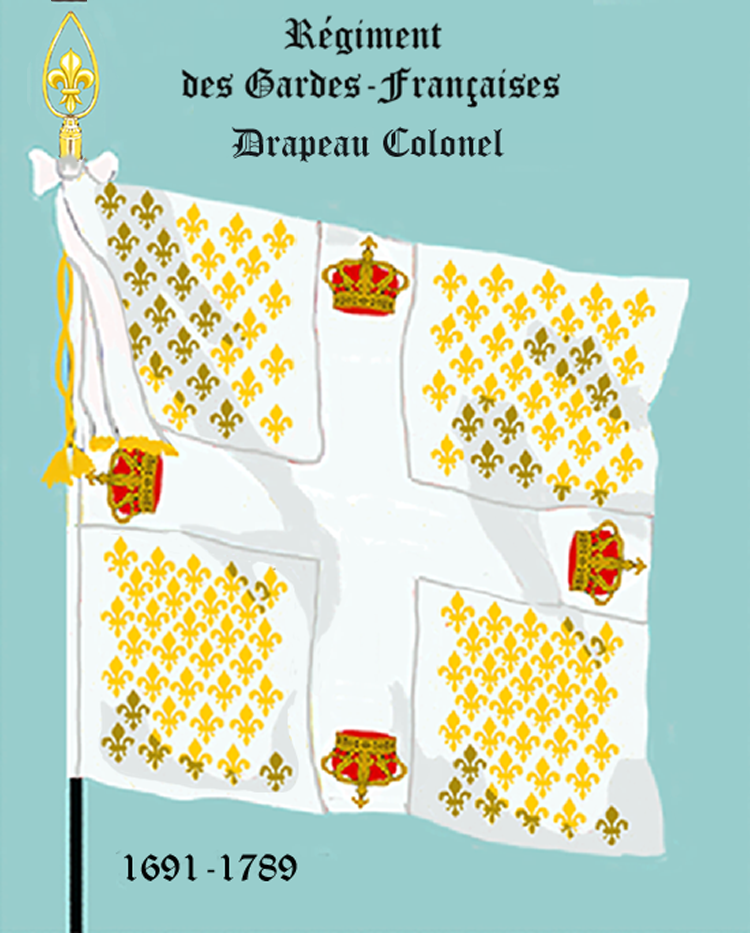
Drapeau Colonel de 1691 à 1789

La campagne de 1691 commença par le siège de Mons. Les six bataillons y étaient. Deux bataillons ouvrirent la tranchée le 24 mars au soir, en présence du roi, près de la porte de Bertaimont. Le 1er avril, sous la direction de Vauban, les compagnies de grenadiers donnèrent l'assaut à l'ouvrage à cornes. Elle l'emportèrent en un clin d'œil; mais, vus à découvert par les ouvrages de la place, les grenadiers furent tous en peu de temps mis hors de combat, et cette opération échoua pour avoir été conduite avec trop d'ardeur. Louis XIV conçut de l'humeur de l'échec subi par les Gardes françaises, et dit tout haut qu'il y enverrait des troupes qui ne reculeraient pas. Il y envoya, en effet, le lendemain le régiment du Roi, qui enleva l'ouvrage à cornes, mais qui y fut écrasé. Louis XIV, revenu de sa boutade, répara le tort qu'il avait fait aux Gardes françaises en accordant le grade de colonel à tous leurs capitaines. Après la prise de Mons qui ouvrit ses portes le 9 avril, quatre bataillons allèrent joindre l'armée du maréchal de Luxembourg assemblée entre Menin
et Courtrai.
Le duc de La Feuillade mourut en 1691, et le roi nomma le marquis de Boufflers colonel des Gardes françaises. Il fut reçu à Versailles le 4 février 1692 et obtint, en même temps, du roi, une faveur pour les officiers du régiment : ce fut une ordonnance en vertu de laquelle les lieutenants des Gardes françaises commandaient tous les capitaines d'infanterie, et les enseignes tous les lieutenants.
En 1692, le régiment fit le siège des ville et châteaux de Namur. Les six bataillons ouvrirent la tranchée en plein jour et à découvert. Au siège des châteaux, ils attaquèrent les dehors de l'ouvrage à cornes. Les grenadiers, après avoir
emporté les deux chemins couverts, et avoir essuyé pendant deux heures, en rase campagne, tous les feux des remparts pour soutenir les travailleurs, voulurent encore essayer de se rendre maîtres de la brèche qui était faite à un demi-bastion de l'ouvrage à cornes opposé à la Sambre. Ils grimpèrent fort près de la crête et firent de là le coup de fusil avec les assiégés qui bordaient la brèche et qui jetaient sur eux une pluie de grenades ; mais n'ayant pas pu pousser plus loin, parce que la brèche n'était pas praticable, ils furent obligés de se retirer dans le logement du chemin couvert. Le roi, en retournant à Versailles au mois de juillet, emmena avec lui dix compagnies. Le reste du corps joignit l'armée du maréchal de Luxembourg et prit part à la bataille de Steenkerque. L'ennemi sortant des bois jette du désordre dans quelques brigades, mais celle des Gardes restait entière. Dans son rapport au roi, le maréchal de Luxembourg écrit : « L'ordre ne fut pas plutôt donné, à la brigade des Gardes de s'avancer, qu'elle marche avec une fierté qui n'était interrompue que par la gaieté des officiers et des soldats. Ils voulurent ne se servir que de leurs épées et marchèrent ainsi à l'ennemi, entrèrent dans les bataillons des Gardes Danoises et Hanovriennes, et tuèrent un grand nombre d'ennemis à coups de piques et d'épées. Ces régiments furent entièrement rompus. » Dans cette affaire, les Gardes reprirent le canon enlevé et s'emparèrent de quatre pièces. Dans cette bataille le régiment perdit 6 officiers tués, 8 blessés et 198 sergents et soldats tués ou blessés.
En 1693, le régiment suivit d'abord le roi au camp de Gembloux en Flandre ; mais Louis XIV étant presque aussitôt retourné à Versailles, deux bataillons l'y accompagnèrent. Les quatre autres restèrent avec le duc de Luxembourg. Le 29 juin eût lieu la bataille de Neerwinden. La bataille commença à neuf heures du matin, rien n'était encore décidé à midi. Les Gardes reçoivent l'ordre de donner et s'avancent sur les retranchements des alliés qui concentrent tous leurs efforts sur le régiment. Celui-ci, pendant une heure et demie, soutient un feu terrible et après avoir épuisé toutes ses munitions, il charge la baïonnette au bout du fusil et ouvre une brèche à la Maison militaire du roi, qui s'y précipite et achève la défaite du prince d'Orange. Soixante-seize canons, huit mortiers ou obusiers, neuf pontons, soixante étendards, vingt-deux drapeaux et douze paires de timbales restèrent entre les mains des Français.
La campagne de 1693 se termine par le siège de Charleroi, où les Gardes ne montèrent qu'une fois la tranchée.
La campagne de 1694 qui n'offrit aucune occasion remarquable se fit en Flandre, sous les ordres du Dauphin. Six compagnies sont envoyées à Rouen pendant les tentatives que fit la flotte anglaise pour s'emparer du Havre et de Dieppe.
En 1695, quatre bataillons servent encore en Flandre sous le maréchal de Villeroy. Le 12 août ils ouvrent la tranchée devant Bruxelles et prennent part au bombardement de la cité.
Les Gardes firent, à la même armée, la campagne de 1696 qui fut encore moins fertile en événements que la précédente, et celle de 1697 marquée par le siège d'Ath, dont les troupes de Villeroy couvrirent les opérations. Le traités de Ryswick met fin à la guerre et le régiment des Gardes françaises retourna à Paris.

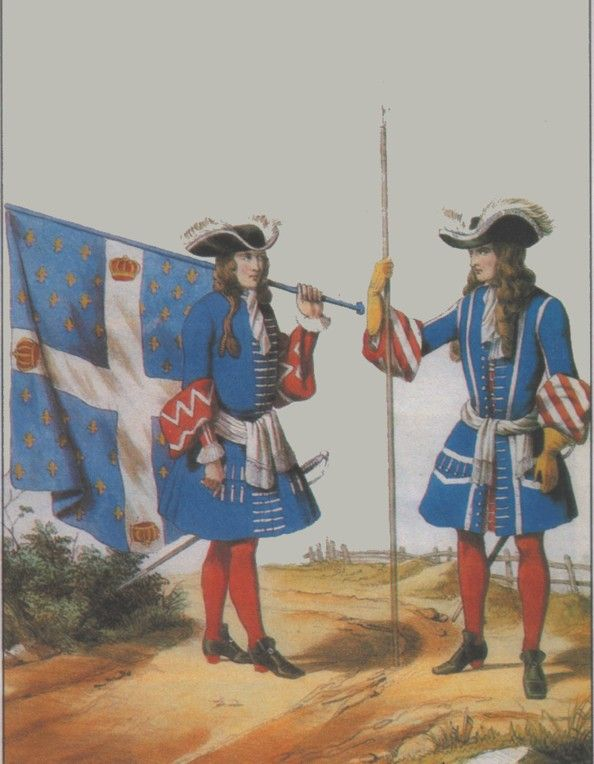
Habillement du régiment des Gardes Françaises en 1697. Habit bleu, parements rouges garnis d'éléments blancs

#### Période de paix
En partie du camp de Coudun près de Compiègne.

#### Guerre de Succession d'Espagne
Pendant les douze premières années de la guerre de Succession d'Espagne, le régiment des Gardes françaises fait constamment partie de l'armée de Flandre.

En bataillons occupent Bruxelles pour Philippe V puis entrèrent dans les lignes établies entre Anvers et Huy, et prirent leurs quartiers d'hiver à Louvain.
En 1702, le régiment était de la fameuse chasse donnée à l'armée hollandaise que l'on poursuivit l'épée dans les reins jusque sous les murs de Nimègue.
Au commencement de 1703, Louis XIV envoya à son petit-fils, Philippe V, un détachement des Gardes françaises pour servir de modèle et fournir des instructeurs aux Gardes espagnoles. Les quatre bataillons qui étaient à l'armée de Flandre et ne firent qu'une seule opération, la prise de Tongres.
En 1704, après le désastre de l'armée d'Allemagne à Höchstädt, le régiment est envoyé sur le Rhin et s'avança jusqu'à Biberach pour protéger la rentrée des troupes battues. Au mois d’octobre de la même année, le maréchal de Boufflers ayant obtenu une compagnie des Gardes du corps, la charge de colonel des Gardes françaises est donnée à Antoine de Gramont duc de Guiche.
En 1705, les bataillons de guerre prirent part au siège de Huy et à l'attaque des forts Rouge et Picard. Quand les lignes françaises furent forcées le 28 juillet, par Marlborough, la brigade des Gardes soutint la retraite, et par sa fermeté donna aux autres corps le temps de passer le défilé et de traverser la Dyle. La bonne contenance des Gardes dans ces tristes circonstances contribua beaucoup à sauver Louvain, Lierre, Malines et Anvers. Le 17 août, Marlborough attaque le centre de l'armée française près d'Overische. Le duc de Guiche avait fait border le ruisseau d'Ische par les deux compagnies de grenadiers. Vainement 600 grenadiers écossais, soutenus par quatorze bataillons des meilleures troupes anglaises, cherchent à les forcer; ils résistent à toutes leurs attaques et les contraignent à renoncer à leur projet.
Le 23 mai 1706, les Gardes Françaises participe à la bataille de Ramillies dont leur brigade occupait ce village. Attaquée par douze bataillons, elle se défend avec vigueur pendant deux heures et s'y maintient, jusqu'au moment où toute l'aile droite de l'armée française contrainte de plier et de découvre alors le flanc des Gardes. Ceux-ci font alors retraite en bon ordre en vue de toute la cavalerie alliée qui s'était formée sur trois lignes pour les charger. Après cette funeste bataille, les Gardes se retirèrent à Lille et en sortirent au mois d'août pour joindre l'armée que le duc de Vendôme assemblait à Frelinghien.
Lors des campagnes de 1707 et 1708, ne présentent pas de faits mémorables, si ce n'est que le régiment participa à la bataille d'Audenarde car pendant le siège de Lille, le régiment resta avec le duc de Bourgogne au camp du Saulsoy.
Le 9 mai 1709, quatre bataillons partirent de Paris pour se rendre à l'armée. L'été se passa en escarmouches, mais le 11 septembre eut lieu la sanglante bataille de Malplaquet. L'action commença à huit heures du matin et dura jusqu'à trois heures après midi. L'avantage fut pour les Français jusqu'au dernier moment. L'élite de l'armée alliée avait péri, lorsque lord Cadogan trouva moyen de faire une trouée dans le centre de la ligne, qu'on avait malheureusement dégarni pour renforcer l'aile gauche. Le flanc des Gardes qui étaient à l'aile droite se trouva ainsi à découvert. L'ennemi profila habilement de cette faute, prit la brigade des Gardes à revers, la mit en désordre et la contraignit à quitter le terrain qu'elle occupait. Le champ de bataille fut perdu, mais l'armée coalisée l'avait acheté trop cher pour pouvoir célébrer son succès. Il lui fut même impossible d'inquiéter l'armée française dans sa retraite.
Pendant ce temps, les compagnies des Gardes qui étaient restées à Paris furent, les 29 et 30 octobre, les instruments de la rage du Père Le Tellier, nouveau confesseur du roi et successeur du père de La Chaise, et des Jésuites contre l'abbaye de Port-Royal des Champs, dont les quinze religieuses sont emmenées vers différents couvents d’exil. Une dernière sœur, malade, est expulsée le lendemain en litière et le couvent rasé.
Il ne se passa rien en Flandre durant les campagnes de 1710 et 1711.
En 1712 eut lieu la bataille de Denain, qui changea totalement la face des affaires. Les Gardes ne s'y trouvèrent pas, mais ils ouvrent ensuite la tranchée devant Douai dans la nuit du 14 au 15 août, et se signalent le 29 au passage de l'avant-chemin couvert. Douai capitula le 8 septembre puis Le Quesnoy en fit autant en octobre, après une belle défense. Les alliés avaient perdu quarante-cinq bataillons dans cette seule campagne, dont l'heureuse issue hâta la conclusion du traité d'Utrecht.
En 1713, l'empereur Charles VI ne pouvant se résoudre à la perte de l’Espagne, et continuant seul la guerre, le régiment se rend en Alsace. Pendant le siège de Landau, il fait partie de l'armée d'observation. Après que les lignes de Fribourg eurent été forcées, Villars investit cette place, et les Gardes y ouvrent la tranchée vis-à-vis de la porte Saint-Christophe dans la nuit du 30 septembre au 1er octobre. Dès le premier jour, les assiégés tentèrent une sortie qui fut vivement repoussée. À l'attaque du chemin couvert et de la lunette, les compagnies de grenadiers se couvrirent de gloire. Fribourg capitula le lendemain. Ce fut la dernière action de guerre du régiment sous le règne de Louis XIV.

#### Période de paix
Le régiment prit possession de Fribourg le 1er novembre, et, quelques jours après, il revint à Paris, d'où il ne bougea plus jusqu'en 1734.
Le 15 janvier 1717, le colonel Antoine de Gramont céda le commandement du régiment à son fils Louis Antoine Armand de Gramont duc de Louvigny qui l'exerça en survivance jusqu'en 1725, époque de la mort de son père.
En 1719, au moment où la guerre est déclarée à l'Espagne après la conspiration de Cellamare, le régiment est augmenté d'une troisième compagnie de grenadiers. Le régiment compte alors 33 compagnies, dont 3 compagnies de grenadiers.

#### Guerre de Succession de Pologne
Suivant l'ordonnance du roi du 10 novembre 1733, le régiment des Gardes Françaises est composé :
- d'un colonel, d'un lieutenant-colonel, d'un major, de six aides-major, de six sous aides-major, de 33 capitaines, de 36 lieutenants, de 36 sous-lieutenants, de 66 enseignes, de 33 gentilshommes à Drapeau faisant 218 officiers ;
- de six bataillons de cinq compagnies ordinaires à 140 hommes par compagnie et de 1/2 compagnie de grenadiers à 110 hommes par compagnie, soit 755 hommes par bataillon, soit au total, 4 530 hommes dans le régiment y compris 198 sergents à 6 par compagnie et 132 tambours à 4 par compagnie avec 30 drapeaux ;
- du commissaire général à la conduite, de deux commissaires-aides, de deux maréchaux des logis, d'un aumônier, d'un sergent d'ordre, d'un auditeur, d'un médecin, d'un aide, de deux chirurgiens, d'un apothicaire, d'un tambour-major, d'un aide, de six contrôleurs. Et d'un prévôt général des Bandes françaises, d'un lieutenant de prévôt, d'un greffier, de douze archers et d'un exécuteur de justice.

Lorsque la guerre de Succession de Pologne éclata en 1733 par suite de la mort du roi de Pologne Auguste II, le régiment se tint prêt à marcher, et se rendit sur le Rhin à l'ouverture de la campagne de 1734.
Le 4 mai 1734, la brigade des Gardes, avec celles de La Marine et de Gondrin, avait, sous les ordres du prince de Tingry attaqué les lignes d'Ettlingen, en enlevant un fort qui protégeait ces lignes.
Dans la nuit du 1er au 2 juin 1734, il ouvrit la tranchée devant Philisbourg, du côté de l'ouvrage à cornes qui défend le pont du Rhin. Les compagnies de grenadiers firent des merveilles le 1er juillet à la prise de la coupure de cet ouvrage. Philisbourg se rendit le 17 juillet, et les Gardes en prirent possession le 18.
En 1735 le régiment sert sur le Rhin, et, après une campagne insignifiante qu'il passe à Haguenau, il reprend le 5 octobre la route de Paris. Il est toutefois rappelé et envoyé pendant quelque temps à Bergen pour hâter par sa présence la solution de quelques difficultés.

Il ne se passa rien d'important pour le corps jusqu'à la guerre de Succession d'Autriche et l'effectif du régiment est ramené à 4 100 hommes.

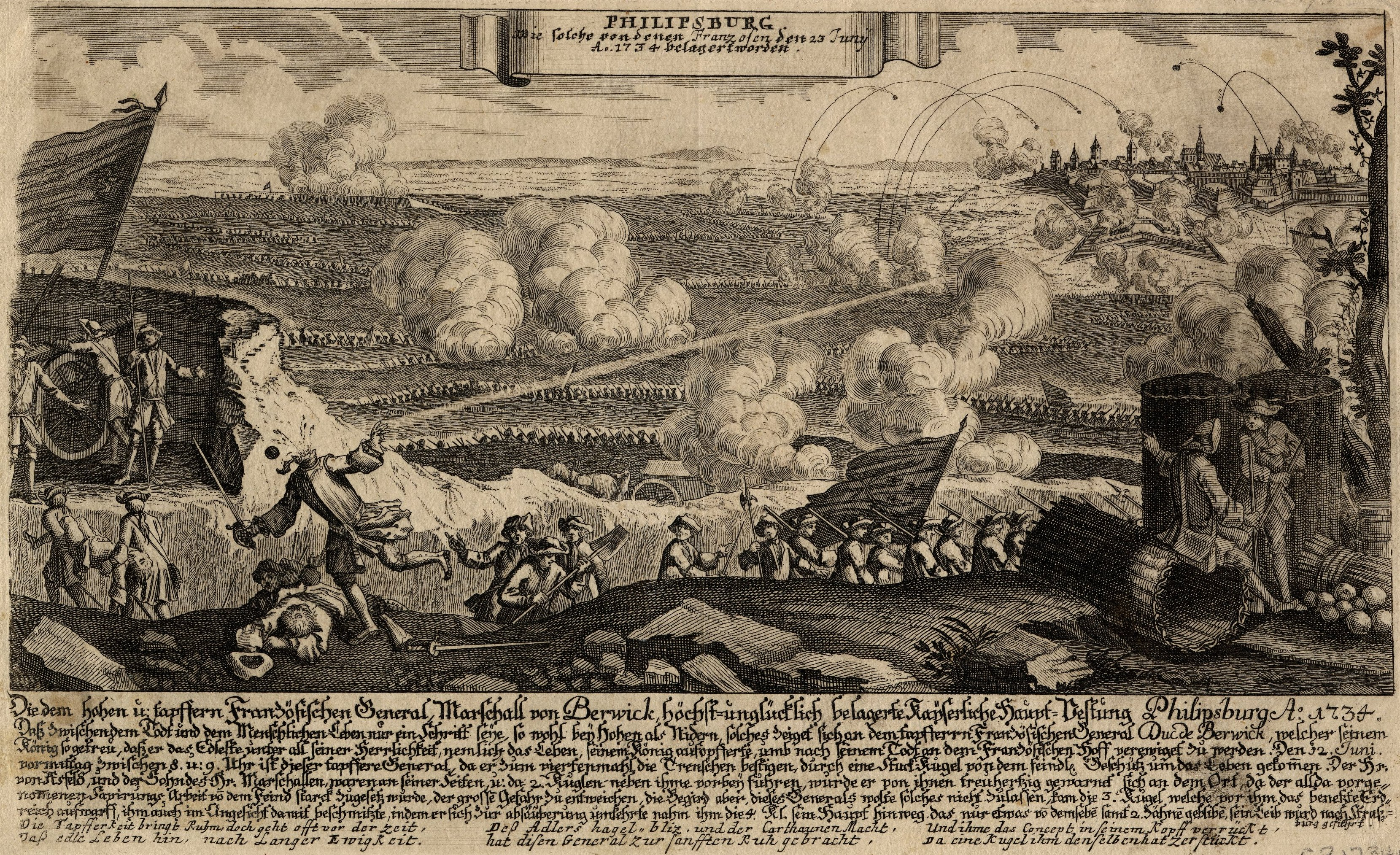
Vue générale du siège de Philippsbourg en 1734 (estampe anonyme).

#### Guerre de Succession d'Autriche
En 1741 le régiment est donné à Louis Antoine duc de Gramont, frère du colonel sortant, et cinquième membre de la famille Gramont qui ait été honoré de l'exercice de cette charge.
En 1742, les Gardes Françaises font partie de l'armée défensive chargée de couvrir la Flandre et ils passèrent l'hiver dans les places de cette province.
En 1743, après les désastres et la retraite de l'armée de Bohême, les Gardes françaises se rendent sur le Rhin, à l'armée du maréchal de Noailles, et restèrent d'abord cantonnés entre Spire et Landau. Le 26 juin, à la suite de mouvements savamment combinés, l'armée française avait bloqué celle du roi d'Angleterre entre Dettingen et Aschaffenbourg, de telle façon qu'il était presque impossible à cette dernière de s'échapper. Au milieu de la nuit, les Anglais cherchent à s'évader par un chemin étroit, resserré entre le Main et une montagne. Le maréchal de Noailles, prévenu de ce mouvement, place, pour leur barrer le chemin, la brigade des Gardes françaises dans le village de Dettingen, avec ordre de n'en point sortir. Il avait expressément recommandé à son neveu le duc de Gramont d'attendre dans cette position que l'ennemi vînt lui-même se livrer. Un moment d'impatience et d'indiscipline trop ordinaire à cette époque, dérangea tous les plans du maréchal, changea en défaite un triomphe assuré, et inscrivit une déroute sur le drapeau des Gardes. Le duc de Gramont, malgré les avis de tous ceux qui l'entouraient, quitta son poste et s'avança avec son régiment et celui de Noailles pour attaquer l'armée anglo-hanovrienne dans une petite plaine appelée le « Champ des Coqs ». Il fut suivi à regret par quatre autres brigades. De cette façon, ces troupes eurent seules à supporter tout l'effort de 50 000 hommes, dont l'énergie était doublée par l'imminence du péril qui les menaçait, et les batteries françaises établies sur l'autre rive du Main et qui tout à l'heure balayaient l'infanterie anglaise furent réduites à se taire. Le régiment des Gardes qui vint le premier se choquer contre la masse des ennemis fut en un instant mis dans une déroute complète, et trouvant le défilé par lequel il avait débouché obstrué par les brigades qui le suivaient, il ne vit pas d'autre moyen de salut que de se jeter dans le Main pour rejoindre sur l'autre rive le gros de l'armée. Dans cette déplorable bataille, 200 soldats furent tués et 220 furent blessés. Après ce malheureux combat, le régiment se retira à Drusenheim, qu'il quitta au mois d'octobre pour se rendre à Metz et Verdun.
En 1744, Louis XV se mit pour la première fois à la tête de son armée. Les Gardes Françaises l'accompagnèrent en Flandre et s'emparèrent de Courtrai le 18 mai. Le lendemain ils investissent Menin et y ouvrent la tranchée le 28. Menin capitule le 4 juin et dès le 6 les Gardes arrivent devant Ypres, dont le siège dure jusqu'au 26. Le roi se rend alors à Lille qu'il quitte le 2 juillet pour visiter Béthune, Saint-Omer, Calais, Boulogne et Dunkerque. Les régiments des Gardes Françaises et Suisses l'avaient précédé dans cette dernière ville. Ce fut là qu'on apprit que l'archiduc Charles avait passé le Rhin. Le roi partit de Dunkerque le 19 juillet pour aller au secours de l'Alsace, suivi des Gardes qui contribuèrent puissamment au succès des batailles d'Augenheim et de Reichewaux. L'archiduc s'empressa de repasser le Rhin, et l'armée française vint assiéger Fribourg, dont la prise termina la campagne.
Dans la nuit du 30 avril au 1er mai 1745, les Gardes Françaises ouvrirent la tranchée devant Tournai, sur les deux ouvrages à cornes les plus voisins de la rive gauche du bas Escaut. Le 4 mai ils repoussèrent une sortie des assiégés, et le 9 ils se rendirent dans la plaine de Fontenoy.
Ils formaient avec les Carabiniers un corps de réserve. C'était une nouvelle méthode introduite par le maréchal de Saxe de poster ainsi les troupes qui en imposaient le plus à l'ennemi. Dans la célèbre journée du 11 mai, les 5e et 6e bataillons des Gardes Françaises, et un bataillon des Gardes Suisses, restèrent à la garde du pont de Calonne qui servait de communication avec Tournai, et qui devait, en cas de malheur, servir à la retraite du roi et de l'armée. Les quatre autres bataillons du régiment, deux des Gardes Suisses et le régiment suisse de Courten, formaient vers le centre une seule ligne qui fermait l'ouverture comprise entre le village de Fontenoy et le bois du Barry. Ce fut là que se passa toute la bataille.
La canonnade commença à cinq heures du matin. Un épais brouillard, qui enveloppait les deux armées, se dissipa vers six heures. Le maréchal de Saxe et le maréchal de Noailles, qui servait sous lui, faisaient la visite des postes ; en arrivant aux Gardes Françaises, le maréchal de Noailles appelant Louis duc de Gramont, lui dit : « Mon neveu, il faut s'embrasser aujourd'hui, peut-être ne nous revenons-nous plus. » Un instant après, le duc de Gramont s'avançait avec le comte de Lowendhal vers la première redoute du bois du Barry, vis-à-vis une batterie anglaise. Un boulet frappe le cheval du duc et le traverse. « Prenez-garde à vous, crie le comte de Lowendhal, votre cheval est tué. Et moi aussi, répond froidement Gramont ». Il avait le haut de la cuisse fracassé du même coup. On l'emporte, et quelques minutes après il était mort. Le lieutenant-colonel, comte de Chabannes, prît le commandement du régiment.
A dix heures, le duc de Cumberland, qui commandait l'armée anglo-hollandaise, voyant l'inutilité des attaques sur Fontenoy et sur les redoutes du bois du Barry, prit la téméraire résolution de percer l'armée française entre ces deux points, précisément au poste occupé par la brigade des Gardes, et forma pour ce dessein une colonne pleine de 16 000 hommes d'infanterie. Le terrain s'élevait depuis la place occupée par les Gardes jusqu'à l'endroit où les Anglais se formaient en colonne, et des rangs français on n'apercevait sur le point culminant que les six pièces de canon qui précédaient la marche de l'armée ennemie. Un cri part tout à coup au milieu des Gardes Françaises : « Citation|Il faut aller prendre le canon des Anglais. » Les grenadiers se détachent, y montent rapidement, mais au moment où ils vont atteindre les pièces, ils découvrent derrière elles une masse épaisse d'infanterie qui les reçoit par une décharge terrible.

Soixante sont couchés par terre, et le reste est obligé de reculer. Cependant les Anglais et les Français marchaient lentement et silencieusement à la rencontre les uns des autres. On fut bientôt à cinquante pas. Les premiers régiments anglais dont on distinguait alors très-bien les uniformes, étaient celui des Gardes Anglaises, puis les Gardes Écossaise et le régiment de Campbell. Les officiers anglais saluèrent les premiers les Français en ôtant leurs chapeaux. Le comte de Chabannes,, et le duc de Biron que le roi venait de désigner sur le champ de bataille pour remplacer le duc de Gramont, s'avancèrent et leur rendirent le salut.
Lord Charles Hay (en), capitaine aux Gardes Anglaises fit alors quelques pas en avant et cria : « Messieurs des Gardes Françaises », tirez. Le lieutenant de grenadiers d'Anteroche, ne sachant ce qu'il voulait, fut à lui : l'anglais lui répéta : « Monsieur, veuillez faire tirer vos gens. Non, Monsieur, répondit d'Anteroche, nous ne tirons jamais les premiers. »
Sublime sottise! qui peint bien ce siècle d'insouciance et de frivolité. Les Anglais ouvrirent à l'instant un feu roulant épouvantable. Dix-neuf officiers des Gardes Françaises tombèrent morts ou mortellement blessés; quatre vingt quinze soldats étaient couchés sans vie, et deux cent quatre-vingt cinq étaient blessés. Le régiment suisse de Courten qui joignait les Gardes Françaises fut écrasé, et toute la ligne fut obligée de reculer en désordre sans avoir tiré un seul coup de fusil.
Les débris des bataillons des Gardes Françaises se retirèrent à travers les escadrons des Carabiniers. Une partie alla se joindre aux deux bataillons qui gardaient le pont de Calonne, d'autres se précipitèrent dans un petit chemin creux, qui va du Barry à Notre-Dame-aux-Bois, et se rallièrent enfin autour du roi. Les grenadiers et les plus braves soldats se serrèrent autour du comte de Chabannes, vers la redoute d'Eu, et formèrent un bataillon qui retourna bientôt au combat sous les ordres de M. de la Sône.
La face des affaires allait en effet changer. Quatre pièces de canon venaient d'être pointées sur l'angle droit de la colonne anglaise, et leurs boulets ouvraient de larges trouées dans cette masse compacte. On vit bientôt la tête de la colonne s'arrêter et la queue se tordre dans la plaine. Les troupes françaises, ranimées tout à coup par un de ces éclairs d'enthousiasme si habituels à la nation, fondirent impétueusement sur l'ennemi, pénétrèrent dans tous les vides, et brisèrent la colonne en mille tronçons que la cavalerie balaya. Les soldats des Gardes Françaises réparèrent leur échec du matin en entrant les premiers, avec Normandie et les Suisses, dans les rangs des Anglais et en passant au fil de l'épée tous ceux qui voulurent leur résister.
La bataille de Fontenoy est la dernière grande action dans laquelle les Gardes aient pris une part active. Le nouveau rôle auquel les troupes d'élite furent appelées ne leur permit plus que rarement d'aborder l'ennemi.

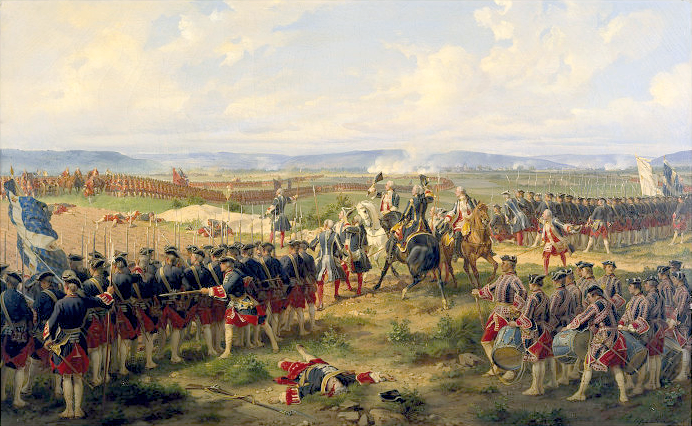
La bataille de Fontenoy, 1745 : la confrontation entre les Français et les Alliés, de Henri Félix Emmanuel Philippoteaux
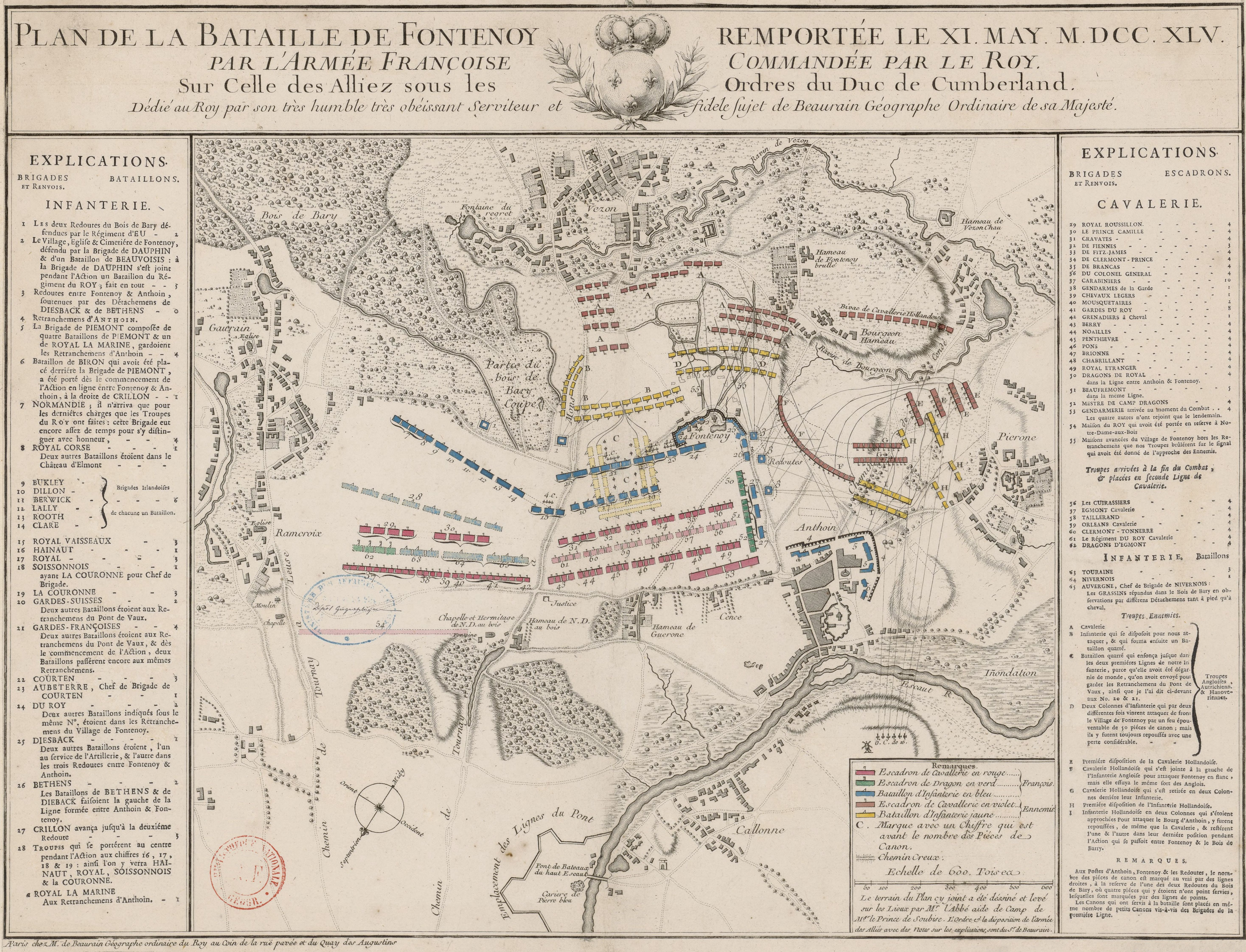
Plan de la bataille de Fontenoy

Après cette mémorable victoire, l'armée retourna devant Tournai qui ne tarda pas à capituler ainsi que sa citadelle. Le 25 juillet, Louis XV se rendit à Gand, et comme il devait aussi visiter Bruges, les Gardes allèrent prendre position entre cette dernière ville et Ostende pour prévenir toute tentative des troupes légères des alliés. Le 4 août, le régiment rejoignit l'armée à Alost.
En 1746, pendant le siège de Mons, le régiment campe à Wavre et entre le 25 juillet dans Louvain. Quelques jours plus tard, il est au camp des Cinq-Étoiles, et assiste l'arme au bras à la bataille de Rocoux. Après une campagne, où il n'eut pas un coup de fusil à tirer, il prend le 16 octobre la route de Paris.
Il se remit en campagne au mois d'avril 1747 et séjourna d'abord aux environs de Bruxelles. Le roi arriva à l'armée, partit de Bruxelles le 22 juin avec les Gardes et alla camper près de Tongres. Pendant la bataille de Lawfeld, la brigade occupait le flanc droit du village de Herderen et resta spectatrice de la victoire de l'armée française. Au mois d'août, on s'établit dans le camp de Tongres et la brigade couvrit le quartier du roi faisant face à la chaussée de Saint-Trond à Liège. Les ennemis n'entreprenant rien, elle partit le 29 septembre pour se rendre à Louvain, et quitta cette ville le 7 octobre pour aller à Bruxelles. Le 17 elle prit la route de
France, s'arrêta quelque temps à Mons à cause de certaines démonstrations du stathouder, et continua son voyage le 22 sur Paris.
La campagne de 1748, qui fut la dernière de cette guerre, n'offre pas d'autre opération importante que le siège de Maastricht. Dans l'ordre de bataille établi pour ce siège, la brigade des Gardes avec la brigade irlandaise formait la réserve de l'infanterie. Elle n'arriva devant la place qu'après l'ouverture de la tranchée, et prit poste en arrière du village de Cowemberg. Après la capitulation de Maastricht, les préliminaires de la paix d'Aix-la-Chapelle étant arrêtés, les Gardes retournèrent à Bruxelles et de là à Paris.

#### Période de paix
Au mois de novembre 1748, le capitaine de Vaudreuil fut charge d'arrêter le prince Édouard, prétendant au trône d'Angleterre, que le gouvernement s'était honteusement engagé à expulser de France, et qui refusait de se soumettre à cette exigence inique.

Comme il entrait un jour à l'Opéra, il fut entouré par des soldats aux Gardes dirigés par Vaudreuil ; le sergent Lafontaine lui saisit les bras par derrière, et d'un coup de genou le renversa par terre. On le garrotta et on le jeta dans un fiacre. Le malheureux prince se contenta de dire à Vaudreuil : « Vous faites là un vilain métier. » Quel chemin, en effet, avait franchi la noblesse depuis le brave Crillon ! Madame la princesse de Conti, renchérissant sur les quolibets dont le régiment était l'objet depuis quelques années, lui décocha à ce propos cette sanglante épigramme : « C'est le seul Anglais que ce régiment ait pris depuis la guerre. »

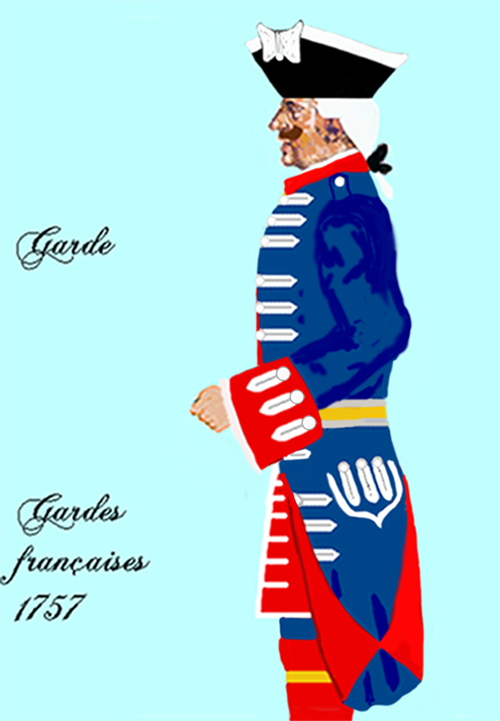
Régiment des Gardes Françaises en 1757 (Habit bleu, parements rouges garnis d'éléments blancs)

#### Guerre de Sept Ans
Le régiment des Gardes Françaises n'eut aucune part aux premières campagnes de la guerre de Sept Ans.
En septembre, la flotte anglaise ayant opéré un débarquement à l'île d'Aix et menaçant les ports de Rochefort et de La Rochelle, les quatre premiers bataillons prirent la route de l'Aunis, mais ils n'allèrent que jusqu'à Tours, la nouvelle étant arrivée de l'éloignement des Anglais.
Au milieu du mois de mars 1759, furent envoyés à l'armée d'observation des côtes de Flandre et restèrent en garnison à Saint-Omer jusqu'au mois de décembre où ils rentrèrent à Paris.
En 1759, les quatre bataillons de guerre firent le même mouvement, mais pendant leur séjour à Saint-Omer un grand nombre de volontaires s'embarqua sur les frégates du capitaine Thurot chargé d'une expédition sur les côtes de la Grande-Bretagne.
Ainsi, le 18 février 1760, cinq piquets des Gardes Françaises ainsi que d'autres troupes françaises descendirent en Irlande près de Carrickfergus, et le 21, après un sanglant combat elles s'emparèrent de cette ville.
L'expédition se rembarqua le 28 février, et le même jour le capitaine Thurot fut attaqué près de l'Île de Man par trois grosses frégates anglaises. Ce brave marin ayant été tué dès le début du combat, ses frégates furent obligées d'amener pavillon après une lutte acharnée.
Au mois d'avril de cette même année 1760, quatre bataillons quittèrent Paris pour se rendre à la grande armée d'Allemagne, commandée par le maréchal de Broglie. Ils assistèrent le 10 juillet à la bataille de Corbach et prirent une part active à la poursuite de l'armée ennemie jusqu'à Cassel. Ils combattirent ensuite à Sachsenhausen où le prince de Brunswick fut contraint d'évacuer ses lignes, et contribuèrent, le 31 du même mois, à la prise de Cassel.
Après avoir passé l'hiver à Paris, les Gardes retournèrent sur le Rhin, en mars, à l'armée du prince de Soubise. Le 3 juillet, le prince Ferdinand de Brunswick attaqua l'arrière-garde de cette armée près de Werle. Pendant que les brigades de Vaubecourt et de Briqueville manœuvraient pour s'emparer des hauteurs, les Gardes restés dans le défilé du moulin de Schaffhausen, soutinrent avec une fermeté inébranlable le feu du canon ennemi, et déconcertèrent tous les efforts de l'armée alliée. Les 15 et 16 juillet, les grenadiers et chasseurs du régiment des Gardes Françaises firent des prodiges de bravoure à Villingshausen. Aidées par les volontaires de Soubise et par la brigade de Briqueville, et pendant que Piémont à droite, Limousin et les Irlandais à gauche, contenaient les ennemis, les compagnies s'élancèrent sur le village de Scheidingen, et emportèrent avec la plus grande valeur la redoute qui couvrait le pont et le village.
Au mois de septembre, le prince de Condé, ayant été chargé de faire le siège de Meppen, prit avec lui les brigades d'Orléans et de Condé et le bataillon des grenadiers et chasseurs réunis des Gardes. Celui-ci fut établi sur la rive droite de l'Arz pour couper toute retraite à l'ennemi, et ouvrit la tranchée le 30. Les travaux furent poussés avec une activité incroyable, et la ville capitula dès le 3 octobre. Après cette rapide conquête, les bataillons de guerre du régiment se réunirent à Coesfeld, et se mirent en route, le 15 octobre, pour retourner à Paris,
Au mois d'avril 1762, ils revinrent en Allemagne, et se trouvèrent, les 22 et 24 août, aux combats livrés près de Giessen et de Grünberg et assistèrent, le 30, à l'attaque de Johannisberg, dernière action de la guerre de Sept Ans, et dernière affaire à laquelle le régiment des Gardes Françaises ait pris part.

#### Période de paix
Rentré à Paris après la campagne, le régiment, par une ordonnance du mois de décembre, est pourvu d'une musique, la première musique militaire qui ait été formée dans les troupes de France. Jusque-là, quelques corps de la Maison du roi seuls avaient eu des hautbois et des fifres.
Depuis la fin de la guerre de Sept-Ans jusqu'aux premiers jours de la Révolution, le régiment des Gardes Françaises ne quitta pas ses quartiers de Paris. Tous les quatre mois, suivant l'ancien usage, un bataillon se rendait à Versailles pour y prendre le service de la Cour. La guerre d'indépendance des États-Unis d'Amérique, ayant été surtout maritime, le régiment n'y prit aucune part.
Mais pendant ces vingt-six années de repos, une révolution immense couvait dans les profondeurs de la nation. La puissance des idées philosophiques, détruisant chaque jour un lambeau du voile qui cachait aux yeux du vulgaire l'artifice au moyen duquel la majorité était exploitée par la minorité, s'ouvrait un passage même au travers des barrières des casernes. Les Gardes Françaises étaient merveilleusement préparés à recevoir ces idées nouvelles. Recrutés par l'élite de cette portion de l'armée que sa naissance roturière éloignait de toute charge militaire élevée, et pour qui une lieutenance de grenadiers était une faveur aussi éclatante que rare, les Gardes Françaises devaient accepter avec enthousiasme l'espoir d'un avenir où le mérite, à défaut de naissance, pourrait concourir pour arriver aux grades et aux honneurs militaires. Il ne faut pas oublier qu'à cette époque le régiment comptait dans ses rangs des hommes qui, comme Lazare Hoche, comme Joseph Lefebvre, comme Louis Friant, étaient nés pour commander et qui le sentaient.

#### Préludes de la Révolution française
Durant les préludes de la Révolution française, quoique mêlé tous les jours au peuple de Paris, le régiment demeura fidèle à la discipline et à ses devoirs envers le roi aussi longtemps que vécut le maréchal de Biron. Mais à sa mort, arrivée en 1788, la Cour, déjà en méfiance, eut la malheureuse inspiration de lui donner pour successeur le lieutenant général duc du Châtelet, dont la sévérité et le caractère hautain eurent la plus fâcheuse influence sur l'esprit du corps qu'il commandait. Casernés dans les faubourgs de Paris, les soldats aux Gardes étaient liés au peuple de cette ville par de continuels rapports d'amitié et d'intérêts. Le duc du Châtelet voulut brusquement rompre ces liaisons, et, comme cela devait arriver, il ne fit que les resserrer.
Toutefois, pendant l'année 1788 et la première moitié de 1789, malgré les fréquentes punitions que le colonel infligeait pour des manifestations jusqu'alors inoffensives, le régiment des Gardes se maintint dans la ligne du devoir et de l'obéissance. C'est ainsi que le 6 mai 1788, 300 Gardes dirigés par le capitaine d'Agoult, exécutèrent l'ordre de la Cour de cerner le Parlement et d'arrêter les conseillers d'Eprémesnil et Goislard, et que le 20 juin 1789 un détachement, commandé par le comte de Vassan, s'empara de l'hôtel des États-Généraux à Versailles et repousse les députés du Tiers-État qui voulaient y entrer, et qui, comme on le sait, se réunirent au Jeu-de-Paume et y firent le fameux serment de ne point se séparer avant d'avoir réglé la constitution de la monarchie.

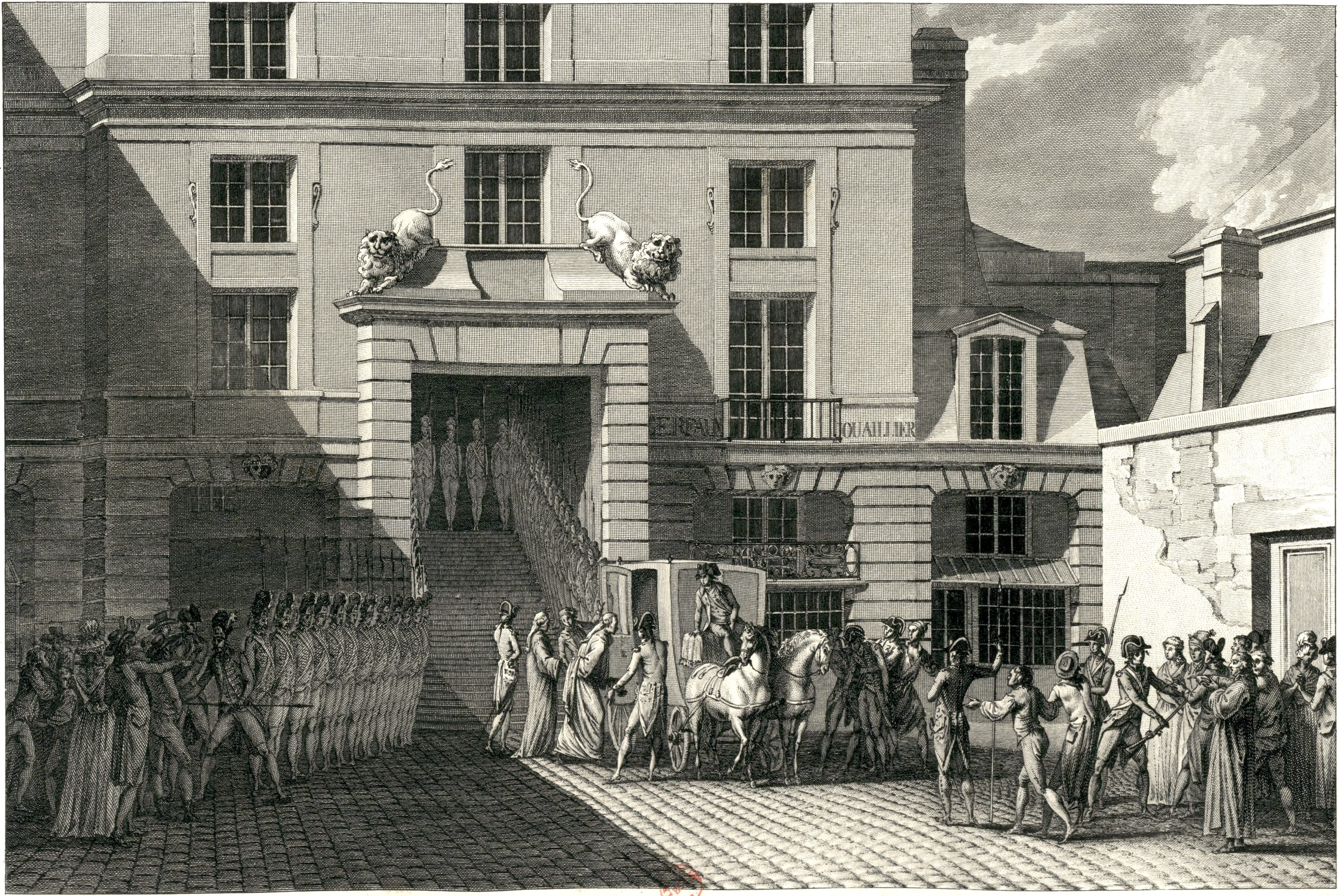
Arrestation de Goislard et d’Eprémesnil, au Parlement de Paris, le 6 mai 1788 par les Gardes françaises (Abraham Girardet)
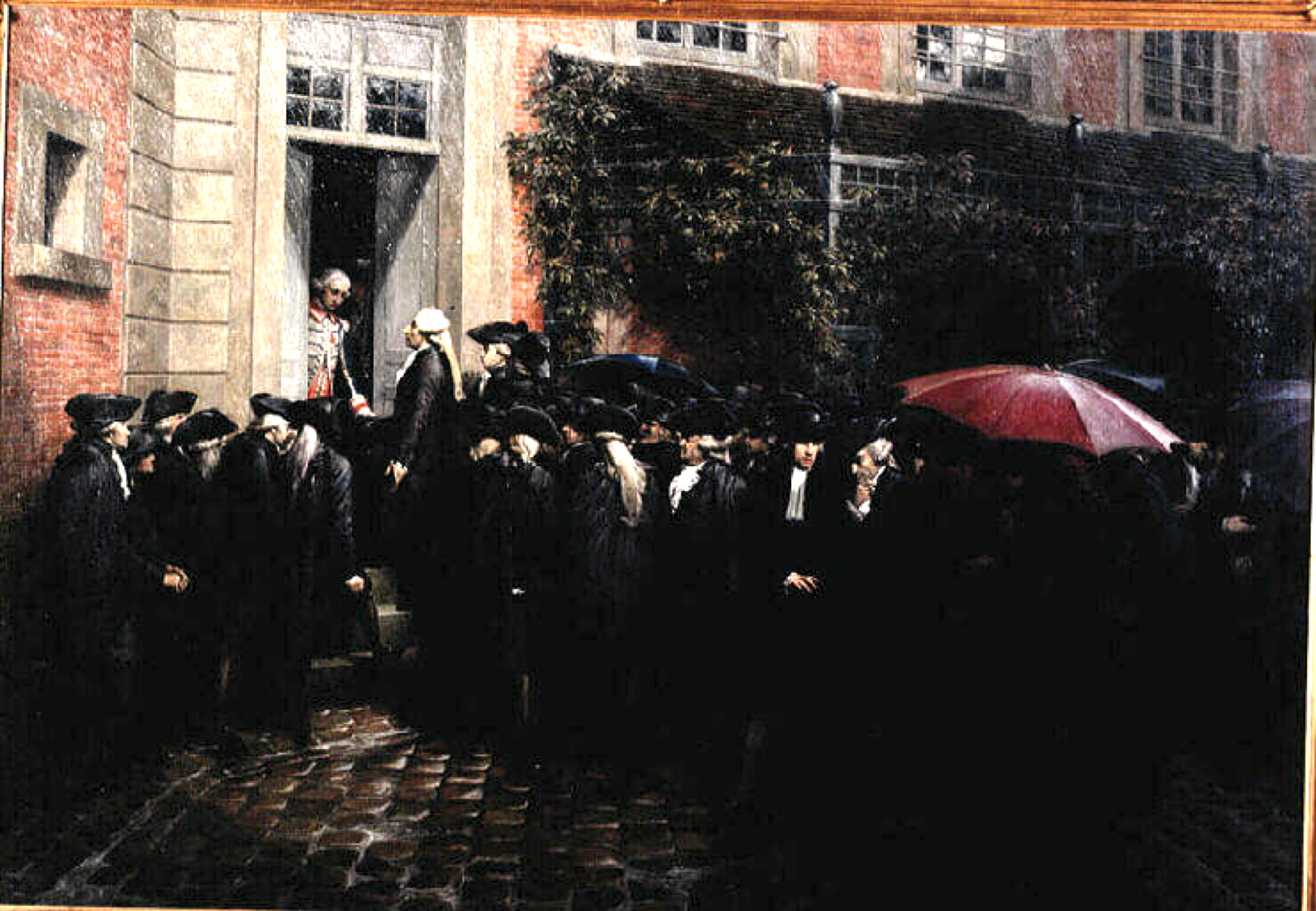
Le 20 juin 1789, les députés du Tiers-État attendent qu'on les laisse entrer, sous la pluie, devant l'hôtel des Menus-Plaisirs.

#### Révolution française
Ce fut le dernier service que les Gardes-Françaises rendirent à la royauté.
Le signal de la révolte fut donné à l'occasion d'une nouvelle sévérité du duc du Châtelet. Un grand nombre de Gardes Françaises avaient cru pouvoir se mêler aux réjouissances qui eurent lieu dans Paris après la réunion des trois ordres des États-Généraux en Assemblée nationale, et le colonel avait pour ce fait envoyé plusieurs d'entre eux à la prison de l'Abbaye.
« Le régiment des Gardes Françaises, dit le Moniteur dans son introduction, généralement plus instruit que le reste de l'armée, donna le premier des preuves de son patriotisme. Deux compagnies de grenadiers de ce corps avaient refusé, dès le 23 juin, de tirer sur leurs concitoyens. M. de Valady, ci-devant officier de cette brave légion et l'un des plus zélés apôtres de la liberté, allait de caserne en caserne pour éclairer les soldats sur les véritables devoirs de l'homme, et sur ce qu'ils se devaient à eux-mêmes et à leur patrie. Son zèle ne fut pas sans succès, et l'on vit bientôt ces généreux guerriers, devenus des prosélytes ardents de la cause commune, mêlés avec le peuple et prendre part aux événements qui intéressaient le sort de Paris.
La défiance alarmée des chefs avait fait consigner les troupes dans les casernes dès le samedi 20 juin. Des cohortes entières en sortirent le 25 et le 26. On les vit entrer dans le Palais-Royal par centaines, en rang de deux à deux, quoique sans armes, aux applaudissements de la multitude, qui s'empressa de leur donner du vin, des rafraîchissements, des glaces, de l'argent même et jusqu'à des billets de caisse. Ils joignirent leurs acclamations à celle de la foule, en criant: Vive le Tiers! et rentrèrent paisiblement dans leurs casernes sans causer aucun désordre. »
« Le 30 juin, sur les sept heures du soir, un commissionnaire remit au « café de Foy » une lettre par la quelle on donnait avis aux citoyens que onze Gardes Françaises étaient détenus dans les prisons de l'Abbaye Saint-Germain, pour avoir refusé de tourner leurs armes contre leurs concitoyens, et que cette nuit même ils devaient être transférés à Bicêtre, lieu destiné à de vils scélérats et non à de braves gens comme eux. Un particulier sort du café, monte sur une chaise, et lit cette lettre à haute voix. Aussitôt plusieurs jeunes gens se détachent de la foule en criant: A l'Abbaye ! à l'Abbaye ! Beaucoup d'autres répètent le même cri, les joignent, et tous ensemble s'avancent vers le lieu désigné. La troupe grossit chemin faisant; des ouvriers l'augmentent, vont se munir d’instruments chez un ferrailleur, et, à la tête de six mille personnes, se présentent devant la prison de l'Abbaye. À sept heures et demie, la première porte était déjà enfoncée ; les autres éprouvent bientôt le même sort. À huit heures, neuf soldats aux Gardes, six soldats de la garde de Paris et quelques officiers qui se trouvaient enfermés pour divers motifs, en étaient sortis. »
Les prisonniers délivrés sont conduits en triomphe au Palais-Royal. Ils soupent dans le jardin, et l'on dispose des lits de camp dans la salle des Variétés, où ils couchent sous la sauvegarde des citoyens, qui pendant la nuit veillent à leur sûreté. On fait reconduire dans les prisons un soldat prévenu de crime, le peuple ayant déclaré qu'il ne voulait prendre sous sa protection que ceux qui étaient victimes de leur patriotisme.
« Le lendemain matin, une députation de jeunes citoyens présenta à Jean Sylvain Bailly une lettre dans laquelle on invoquait l'intercession de l'Assemblée nationale en faveur de ceux qui, la veille, avaient été arrachés des prisons, et qui étaient, en ce moment, sous la sauvegarde de plusieurs milliers de citoyens. L'Assemblée, partagée entre ce qu'elle devait à la rigueur des principes, au bien de la paix, à la majesté royale et à sa propre dignité, concilia heureusement tous ces intérêts. La députation de l'Assemblée, à la tête de laquelle était l'archevêque de Paris Leclerc de Juigné, fut admise le soir même à l'audience du roi, qui applaudit à la sagesse de cet arrêté. Une lettre de sa majesté, ayant annoncé le lendemain que la liberté des soldats prisonniers suivrait immédiatement le rétablissement de l'ordre, ils rentrèrent en prison la nuit du 4 au 5 juillet, et, le jour suivant, ils reçurent leur grâce... Ainsi, un mot de clémence fit ce que n'auraient pu faire des canons et des armées. Le calme succéda, et tout rentra dans l'ordre... »
Mais ce ne fut pas pour longtemps. « La Cour n'avait cédé que devant la nécessité, et comprenait que désormais elle ne pouvait plus compter sur le régiment des Gardes Françaises. Après avoir montré sa faiblesse, elle chercha par des ruses ténébreuses à se débarrasser de ce corps d'élite, ou tout au moins à rendre son patriotisme inutile à la capitale.
On prétexta d'abord la formation d'un camp à Saint-Denis et on ordonna aux Gardes Françaises de s'y rendre sans armes. Le piège était trop grossier et les soldats refusèrent de marcher. Quelques jours après, à l'hôpital du Gros-Caillou où était le parc de campagne du régiment, on fit entendre aux canonniers qu'il était important qu'ils allassent garder l'hôtel de Richelieu, considéré en ce moment comme quartier-général, et dès qu'ils furent partis, on chercha à enclouer leurs canons. Quelques Gardes, restés à l'hôpital, s'aperçurent de la manœuvre et coururent avertir leurs camarades. Ceux-ci abandonnent à la hâte l'hôtel de Richelieu et le sixième bataillon accourt en masse de sa caserne, et les canons sont transportés et mis en sûreté au poste de la rue Verte. Ces tentatives maladroites achevèrent d'aliéner les Gardes Françaises. C'en était fait, leur valeur et leur expérience étaient désormais acquises à la cause populaire, et dès la semaine suivante, dans les événements qui amenèrent la prise et la destruction de la Bastille, les trois mille hommes qui composaient ce régiment de la garde du roi, vinrent se ranger autour de l'assemblée des électeurs, jurant de mourir pour la patrie. »
Des bruits sinistres couraient dans Paris. On attribuait au parti de la Cour des projets atroces, et la présence inaccoutumée dans la capitale et aux environs de nombreux régiments n'était pas propre à calmer les méfiances. De tout temps la garnison de Paris avait été formée des seuls régiments des Gardes Françaises et Suisses, et en ce moment la ville était cernée par une armée. Une nombreuse division campait au Champ-de-Mars, et, par une préoccupation insultante pour la nation, on ne l'avait composée que de corps étrangers. C'étaient les régiments d'infanterie suisse de Salis-Samade, de Châteauvieux et de Diesbach, le régiment de cavalerie Royal-allemand et les hussards de Bercheny et d'Esterhazy.

Telle était la situation des choses et des esprits dans Paris quand, le 12 juillet 1789, à midi, arrive la nouvelle de la destitution de Necker, le ministre favori du peuple. À la voix de Camille Desmoulins les patriotes se réunissent et portent en triomphe les bustes de Necker et du duc d'Orléans. En arrivant sur la place Louis XV, l'immense procession est refoulée par le prince de Lambesc à la tête du régiment de Royal-Allemand, et, dans le désordre de la mêlée, un vieillard et un soldat des Gardes Françaises sont tués. À la vue de ce sang le peuple crie aux armes, les boutiques des armuriers sont enfoncées, les Gardes Françaises s'échappent de leurs casernes, « se mêlent au peuple et déployant une marche plus régulière, impriment ainsi le premier mouvement à la révolution. Rassemblés en force près du dépôt, situé à l'angle du boulevard des Capucines et de la rue de la Chaussée d'Antin, ils s'avancent en bon ordre, attaquent un détachement du régiment de Royal-Allemand, et font mordre la poussière à trois cavaliers à la première décharge. Ceux-ci se replient sur la place Louis XV où était le gros de leur régiment. Sur les onze heures du soir les Gardes Françaises se rendent au Palais-Royal, au nombre d'environ douze cents, se concertent entre eux, et, sans officiers ni artillerie, se déterminent à se porter sur la place Louis XV pour en chasser les troupes réglées qui l'occupaient. Ils sont encouragés par tout le peuple qui remplissait le jardin des Tuileries. Cette petite armée, fortifiée d'un bon nombre de Parisiens déterminés à vendre chèrement leur vie, se met en marche à la lueur des torches. Mais les troupes de la place ne jugèrent pas à propos de faire plus de résistance que sur les boulevards. Elles se retirèrent à Versailles, et leur exemple fut suivi par tout ce qu'il y avait de troupes réglées dans la ville ».
Les Gardes Françaises employèrent toute la journée du 13 à organiser leurs forces et à prêter le concours de leur expérience à la formation de la Garde nationale de Paris. Les plus instruits indiquaient les moyens de se rendre maître de la Bastille dont l'attaque était résolue.
Dès l'aube du jour, le 14 juillet, les tambours rappellent et les patriotes se dirigent en foule vers le quartier de Saint-Antoine.
On a fait beaucoup de bruit de la victoire remportée par le peuple parisien sur les défenseurs de la Bastille. Le fait est que la garnison de la vieille forteresse se composait de 82 invalides et de 32 grenadiers du régiment suisse de Salis-Samade. Au point de vue militaire la gloire de la journée revient à cette poignée d'hommes qui se maintint pendant plusieurs heures contre la masse des assaillants. Parmi les attaques qui se firent avec quelque ensemble, à 15h30, on remarque celle d'un détachement des Gardes Françaises composé en grande partie des grenadiers de Reffuveilles et des fusiliers de la compagnie de Lubersac, et commandé par le sergent-major Wargnier et le sergent Antoine Labarthe,. Au milieu d'une vive fusillade, ces soldats expérimentés arrivent dans la cour de l'Orme, traînant à bras cinq pièces de canon et un mortier ; en un clin d’œil trois canons et le mortier sont mis en batterie et dirigés sur les embrasures du fort, dont ils éloignent les canonniers et les tirailleurs. Les deux autres pièces sont braquées sur la porte qui faisait communiquer la cour intérieure avec le jardin de l'Arsenal, et cette porte cède bientôt sous leurs coups. Aussitôt la foule se précipite pour pénétrer dans la Bastille; mais les Gardes Françaises, conservant tout leur sang-froid au milieu du tumulte, forment une barrière au-delà du pont et par cet acte de prudence sauvent la vie à des milliers de personnes qui se seraient précipitées dans le fossé. Cent cinquante Gardes Françaises occupèrent la Bastille jusqu'à sa démolition.

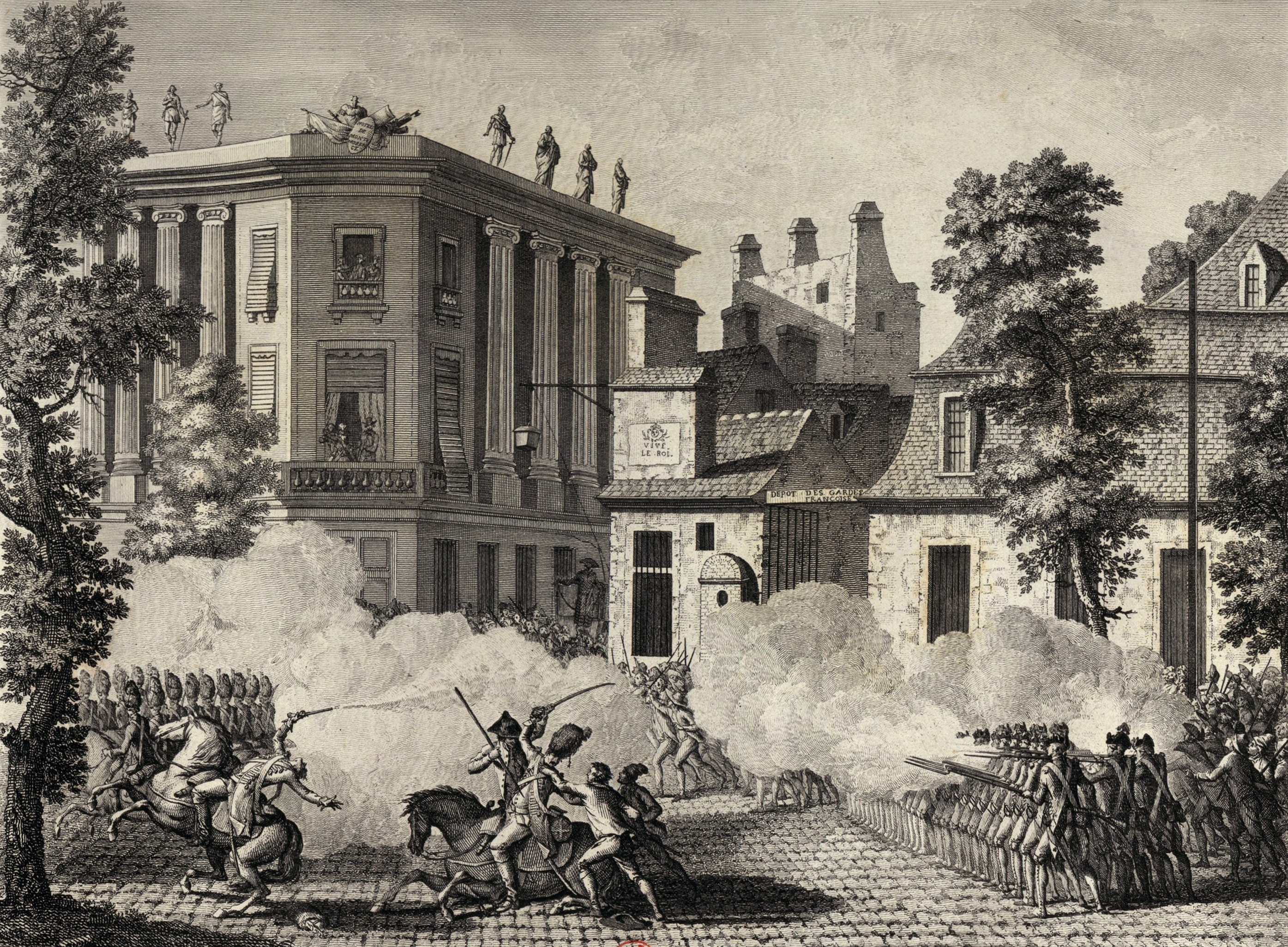
Action entre le régiment Royal-Allemand commandé par le prince de Lambesc et un détachement des Gardes françaises, devant leur dépôt, à l'angle du boulevard des Capucines et de la rue de la Chaussée d'Antin, dans la nuit du 12 juillet 1789. Sur la gauche, l'hôtel de Montmorency. Eau-forte de Duplessis-Bertaux
Prise de la Bastille

Si les Gardes Françaises ne purent sauver les principaux officiers de la Bastille, au moins les débris de la garnison leur durent-ils leur salut. Les malheureux allaient être sacrifiés sans la généreuse intervention des Gardes qui réclamèrent la vie des prisonniers comme le prix de leurs services. Le sergent de grenadiers Marqué plaça au milieu du détachement qu'il commandait vingt-deux invalides et onze Gardes suisses, seuls survivants de la garnison, et parvint, au milieu de féroces clameurs, à les conduire sains et saufs à la caserne de la Nouvelle-France.

#### Fin du régiment
Après la journée du 14 juillet, on conçoit que le régiment des Gardes Françaises n'existe plus.
En effet, dès le lendemain, le duc du Châtelet remettait entre les mains du roi sa démission de la charge de colonel qu'il n'avait exercée que pendant huit mois, et son exemple était imité par tous les officiers qui ne pouvaient plus compter sur aucune obéissance.
Ici donc se termine, à proprement parler, l'histoire de ce régiment d'élite.
Mais le licenciement des Gardes Françaises réel en droit, car il est licencié le 31 août 1789 par ordonnance royale, ne fut de fait point exécuté.
La place importante qu'ils occupèrent dans la première formation de la Garde nationale parisienne permet de suivre une partie de la destinée de ce régiment.

#### Garde nationale de Paris
Lorsque après ces jours de fièvre on voulut organiser la Garde nationale sur une base solide. Ainsi Le Moniteur indique : « on songea que l'on avait à récompenser les Gardes Françaises, qui les premiers s'étaient courageusement dévoués à la cause commune. Les remettre entre les mains du gouvernement, c'était les livrer au bourreau. Ils étaient placés entre la couronne civique ou la corde : ou vainqueurs ou vaincus, il n'y avait pas de milieu. »
Les compagnies qui se trouvaient de service à Versailles pendant le mouvement de Paris n'étaient pas dans une position plus favorable vis-à-vis de la Cour, car, dans la nuit du 30 au 31 juillet, ces compagnies cédant à l'élan populaire, avaient quitté leurs postes, entraînant avec elles une partie des Gardes Suisses, et étaient venues, avec leurs drapeaux et leurs bagages, rejoindre leurs camarades à Paris pour contribuer avec eux à la sûreté de la capitale et au maintien des droits que le peuple venait de conquérir.
La sûreté de Paris demandait une troupe soudoyée, soumise à une discipline exacte et par conséquent casernée. La sûreté de l'Assemblée nationale et de la personne du roi exigeait une armée civique prête a les protéger contre les attentats des ennemis de la constitution, et qui, toujours préparée à défendre la liberté publique, ne pût un seul instant l'alarmer.

Le marquis de La Fayette, pour atteindre ce double but, présenta un plan simple, bien ordonné et très populaire, que la commune de Paris et les districts eurent le bon esprit d'adopter provisoirement.
Il composa l'infanterie parisienne de 31 000 hommes dont 1 000 officiers, et la divisa en deux corps, l'un de 6 000 hommes soldés, l'autre de 24 000 hommes non soldés tirés de la bourgeoisie.
Paris fut partagé en six divisions de dix districts chacun. Un commandant fut créé pour chaque division, et l'on établit dans chaque district un bataillon composé de cinq compagnies de cent hommes chacune, dont une soldée et casernée fut placée au milieu des quatre bourgeoises, sous le nom de compagnie du centre.
« La ville de Paris s'empressa d'enrôler sous ses drapeaux les premiers conquérants de la liberté, ces Gardes Françaises, à qui la voix du peuple avait déjà décerné le titre glorieux de « soldats de la patrie ». Dans une lettre en date du 21 juillet 1789 adressée au marquis de La Fayette, le Roi Louis XVI les autorise à entrer dans les gardes nationales :
« Je suis informé, Monsieur, qu'un nombre considérable de soldats de divers de mes régiments en a quitté les drapeaux pour se joindre aux troupes de Paris. Je vous autorise à garder tous ceux qui s'y sont rendus avant que vous receviez la présente lettre seulement, à moins qu'ils ne préfèrent retourner a leur corps respectifs avec un billet de vous, au moyen duquel ils n'y éprouveront aucun désagrément. Quant aux Gardes Françaises, je les autorise à entrer dans les milices bourgeoises de ma capitale, et leur prêt et nourriture seront continués jusqu'à ce que ma ville de Paris ait pris des arrangements relatifs à leur subsistance. Les quatre compagnies qui sont ici (Versailles) pour ma garde, continueront cependant ce service et j'en aurai soin ».
Mais le général de La Fayette, désirant n'y admettre que ceux que leur volonté libre, le désir d'être utiles et le vœu de demeurer soumis à la discipline militaire, porteraient à s'y incorporer, voulut, avant de recevoir leur engagement, que leur cartouche de licenciement leur fût délivrée; il fit même afficher un placard pour offrir leur congé à ceux qui refuseraient d'accepter le règlement, et même à ceux qui l'ayant déjà accepté, en auraient quelque repentir.
Cet avis aux Gardes Françaises excita une fermentation générale. Le bruit se répandit qu'ils se disposaient à partir en très-grand nombre pour retourner dans le sein de leurs familles. L'alarme devint bientôt si vive, que le district Saint-Honoré envoya une députation à ceux qui venaient chercher leurs cartouches chez le commissaire des Guerres pour s'enquérir de leurs intentions et leur témoigner les sentiments de
fraternité et de reconnaissance qui animaient tous les citoyens. Le district des Petits-Pères écrivit à M. de La Fayette pour lui offrir de prendre à sa charge tel nombre de Gardes Françaises qu'il jugerait à propos, et de pourvoir à tous leurs besoins... Au Palais-Royal, on fit la motion d'ouvrir en leur faveur une souscription nationale pour leur assurer une pension viagère reversible sur leurs veuves. Enfin le district du Sépulcre proposa de leur donner à chacun une médaille d'or de la valeur de 500 livres.
Les Gardes Françaises refusèrent tous les avantages qu'on leur proposait, et servirent de noyau aux soixante bataillons de la Garde nationale de Paris.
Dans cette première organisation de 1789, chaque bataillon de la Garde nationale de Paris fut composé de cinq compagnies, dont celle du centre, dite de grenadiers, et qui avait la garde du drapeau, provenait en grande partie des Gardes Françaises ; et ce drapeau était l'enseigne d'azur à croix blanche du régiment des Gardes. Seulement à la couronne royale qui terminait chacune des quatre branches de la croix, on avait substitué le bonnet de la Liberté, et l'on avait ajouté au centre de la croix, d'un côté l'image de la Bastille embrasée avec cette légende au-dessus : « Ex servitute libertas », et de l'autre une couronne civique et ces mots : « Pro patria et lege ».

La Garde nationale adopta également l'uniforme des Gardes Françaises en substituant le revers blanc au galonnage de livrée. C'est cet habit qui, porté si glorieusement pendant vingt-cinq ans par l'infanterie française, brillait encore naguère d'un vif éclat dans l'excellent et beau corps de la Garde municipale de Paris.

Aussitôt que l'organisation dé la Garde nationale fut terminée, les Gardes Françaises, qui voyaient Paris tranquille et qui avaient pris au sérieux les paroles de louanges tombées de la bouche de Louis XVI, lorsque ce prince était venu le 17 juillet à l'Hôtel de Ville, manifestèrent le désir de reprendre leur service comme autrefois auprès de la personne du roi. La Cour répondit d'une manière évasive, et ne pouvant parvenir à calmer ses méfiances, craignant peut-être quelque violence, elle eut la fatale idée d'appeler à Versailles le régiment de Flandre, sur lequel elle croyait pouvoir compter. L'annonce de cette mesure fit un effet désastreux dans Paris, mais la colère arriva à son comble, lorsqu'on apprit que dans un repas donné le 1er octobre aux officiers de ce régiment par les Gardes
du corps, on s'était laissé aller sous l'influence du vin aux démarches les plus imprudentes, jusqu'à fouler aux pieds la cocarde que venait d'adopter la nation. Le 5 octobre, l'insurrection éclate et se précipite sur la route de Versailles, suivie par La Fayette qui, n'ayant pu empêcher le mouvement, voulait du moins, avec la Garde nationale de Paris, s'opposer aux excès d'une foule furieuse.
Il n'arriva qu'à minuit, et obtint aussitôt que les Gardes Françaises reprendraient leurs anciens postes. Mais déjà bien des malheurs étaient arrivés, et le château était rempli de brigands. Le 6, dès le point du jour, un bruit affreux se fait entendre : une bande de bêtes féroces avait envahi l'appartement de la reine, qui n'avait eu le temps que de se sauver demi-nue chez le roi. Quelques Gardes du corps luttaient encore dans l'Œil-de-Bœuf : ils s'étaient retranchés à l'aide de bancs, de tabourets et autres meubles entassés contre la porte ; mais les assaillants frappent à coups redoublés ; un panneau de la porte est brisé; encore un moment,
et c'en est fait du roi et de sa famille...
Tout à coup un calme profond succède au tumulte... un instant après on frappe doucement... les Gardes du corps se hasardent à ouvrir, et l'appartement se remplit de gardes nationaux. Un officier se présente à la tête des grenadiers : « Messieurs, dit-il, nous venons ici pour sauver le roi, et nous vous sauverons vous aussi : soyons frères! ». C'était le capitaine Gondran, commandant de la compagnie du centre du bataillon de Saint-Philippe du Roule.

Au milieu de l'agitation générale, La Fayette avait dit à ses soldats : « Messieurs, j'ai donné ma parole d'honneur au roi qu'il ne serait fait aucun tort à tout ce qui lui appartient : si vous laissez égorger les Gardes du corps, vous me ferez manquer à ma parole d'honneur, et je ne serai plus digne d'être votre chef ». Les soldats parisiens s'étaient aussitôt élancés sur les groupes de furieux qui ensanglantaient le château, et avaient placé les Gardes du corps sous leur drapeau comme sous une égide sacrée. Les brigands qui avaient envahi l'appartement de la reine se disposaient à en jeter les meubles par les fenêtres, lorsque le capitaine Gondran, s'avançant avec sa troupe, leur commande impérieusement de renoncer à leurs projets de pillage sous peine d'être fusillés, et, les faisant coucher en joue, il les mit en déroute. Il ordonne aussitôt aux siens de le suivre, et montant l'escalier de marbre, l'épée à la main, il vint délivrer, comme on l'a vu, les officiers
qui défendaient la dernière porte de l'appartement du roi, et secondé par la compagnie de grenadiers du district de l'Oratoire, il établit l'ordre le plus, parfait. Les autres compagnies arrivaient au même résultat sur d'autres points. Tel fut le rôle des anciens Gardes Françaises dans les terribles journées des 5 et 6 octobre. Ils accompagnèrent ensuite le roi à Paris et reprirent leur service de dévouement et de sûreté dans la capitale.
Le 26 janvier 1790, ils se réunirent pour une solennité touchante. Ils avaient précieusement conservé ces vieux drapeaux d'azur fleurdelysés sous lesquels ils avaient combattu à Ivry, à Veillane, à Neerwinden et à Fontenoy. Ils les portèrent en grande pompe dans l'église Notre-Dame, et les suspendirent aux voûtes de la vieille nef.
Pendant toute l'année 1790, les anciens Gardes Françaises firent leur service dans Paris, au milieu de l'agitation de toutes les classes de la société, sans qu'on ait eu à signaler parmi eux un seul acte d'indiscipline. Aussi, Louis XVI, qui entrevoyait quelquefois de quel côté étaient ses véritables amis, montra-t-il l'intention de se les rattacher. Le bruit courut, en effet, au mois de novembre, que le roi allait rétablir sa Maison militaire.
Cette nouvelle excita une grande fermentation dans Paris. La Fayette, interpellé par la municipalité à ce sujet, lui donna communication de la lettre suivante du roi, qui est la seule trace officielle qui soit restée de ce projet :
« Je vous préviens, Monsieur, que lorsque je formerai ma maison militaire à pied, mon intention est d'y admettre, comme vous m'en avez parlé, les grenadiers soldés de la garde nationale de Paris et une partie des compagnies du centre. Je vous consulterai sur ce travail dans le temps que je compterai le mettre à exécution, ainsi que sur le service des volontaires des différons gardes nationaux. Vous savez que mon intention a toujours été qu'ils fissent le service auprès de ma personne dans les différents endroits où je me trouverai ».

Ce projet n'eut aucune suite, et un décret du 3 août confirmé par la loi du 28 août 1791 décida que les compagnies soldées de la Garde nationale de Paris serviraient à former deux divisions de gendarmerie nationale à pied, trois régiments d'infanterie de ligne et deux bataillons de chasseurs à pied.
Le 5 octobre, il fut procédé par la voie du sort, à la désignation des compagnies qui devaient concourir à la formation de chacun de ces corps :
- les divisions de gendarmerie à pied prirent les numéros 29 et 30,
- les régiments d'infanterie, les numéros 102, 103 et 104, et
- les bataillons, d'infanterie légère, les numéros 13 et 14.

Ainsi disparaît pour toujours le régiment des Gardes françaises, partageant le sort de tous ces vieux régiments qui depuis deux siècles avaient défendu si intrépidement la patrie contre toutes les coalitions.

### Casernements
Le régiment des Gardes françaises avait plusieurs casernes dans Paris :
- Caserne Babylone, emplacement du no 49 rue de Babylone
- Caserne des Italiens, emplacement du no 38 boulevard des Italiens et no 2-4 rue de la Chaussée d'Antin
- Caserne de la Nouvelle-France, no 82 rue du Faubourg-Poissonnière
- Caserne Penthièvre, no 28 rue de Penthièvre
- Caserne de la Pépinière, emplacement du no 8 place Saint-Augustin et no 28 rue de la Pépinière
- Caserne Tournefort, située no 7-11 rue Tournefort et au no 36 rue Mouffetard

## Personnalités ayant servi aux Gardes françaises
- François Zénobe Philipp d'Albergotti, Lieutenant général en 1702, a servi comme Enseigne le 26 février 1674, puis comme sous-lieutenant de la compagnie de Magalotty, le 11 mars 1674, au Régiment des Gardes françaises[57]
- Louis Auguste Victor de Ghaisne, comte de Bourmont, y commence sa carrière militaire à 15 ans (1787), avec le grade d'enseigne, deviendra acteur des guerres de Vendée, des Guerres napoléoniennes, puis en 1830, commandant en chef de l'Expédition d'Alger (1830), à la suite de quoi il sera fait dernier maréchal de France par distinction royale.
- Charles de Batz-Castelmore d'Artagnan, lieutenant, puis capitaine aux Gardes.
- Nicolas de Catinat.
- Gabriel-Joseph Clément alors simple soldat
- François-Henri de Clermont-Tonnerre a été capitaine au régiment des Gardes Françaises.
- Édouard-François Colbert, capitaine.
- François Amédée Doppet.
- Abraham de Fabert d'Esternay, promu au grade de capitaine.
- Armand Louis de Gontaut-Biron y entre quelques mois avant son quatorzième anniversaire.
- Nicolas-Jérôme Herlaut devient Trésorier général des Gardes Françaises et des Gardes suisses (France)[58].
- Lazare Hoche intègre le régiment à 17 ans comme simple fusilier.
- Bernard-René Jourdan de Launay.
- Le colonel Anne Léon Antoine Le Clerc, comte de Juigné (1767-1846), enseigne au régiment des Gardes Françaises en 1784.
- Jean-Louis Marie du Gas de Bois Saint-Just (1743-1820), enseigne au régiment a écrit un ouvrage dans lequel il raconte tous les petits secrets de la cour.
- Le futur maréchal Lefevre.
- Auguste Nicolas Magon de La Gervaisais, alors enseigne.
- Philippe Joseph Malbrancq alors simple soldat.
- Henri de Maleyssye y commence sa carrière militaire comme lieutenant.
- Antoine Galiot Mandat de Grancey, capitaine ou colonel des Gardes françaises, succède à La Fayette en 1792.
- Nicolas Augustin Paliard.
- Jean-Armand du Peyrer, comte de Tréville, s'y engage comme cadet-gentilhomme.
- Louis Jean Plaideux, général de l'an II.
- Porthos y entre de même en qualité de cadet.
- Armand de Sillègue d’Athos d’Autevielle.
- Charles François Riffardeau de Rivière (1763-1828), officier dans le régiment des Gardes Françaises en 1780.
- Comte de Sanois.
- Alexandre Camille Taponnier, sergent des Gardes Françaises, général d'infanterie en 1792.
- Isaac de Touchebœuf, capitaine aux Gardes Françaises, tué à Maastricht en 1704.
- Jacques-Auguste de Poilloüe de Saint Mars, sous Aide-Major et lieutenant aux Gardes Françaises en 1765.
- Claude Bonnot, gentilhomme volontaire, tué à la bataille de Fleurus en 1690.

### Jacques Prévost de Charry
Jacques Prévost seigneur de Charry est un seigneur languedocien, selon François Xavier de Feller, ou nivernais, selon Louis Suzanne, dont le maréchal Blaise de Monluc parle souvent dans ses Commentaires comme l'un des plus vaillants officiers de son temps. Il fallait qu'il fût aussi l'un des plus vigoureux, si l'on en croit ce qu'en dit François de Boivin du Villars dans son « Histoire des guerres du Piémont ». Il raconte que Charry, dans un combat où il défit 300 allemands de la garnison de Crescentin, abattit le bras d'un revers de son épée au capitaine de cette troupe, quoique armé de corselet et manches de mailles et que ce bras fut porté à Bonnivet, qui admira la force de ce coup.

En 1563, Charry, commandait 10 enseignes d'infanterie, qui furent choisis par le roi pour en faire sa garde française à pied et il fut le premier mestre de camp du « régiment des Gardes françaises ».
Cet honneur lui coûta cher, et fut peu de temps après la cause de sa mort.
Étranger aux intrigues des factions, son refus de reconnaître l'autorité et de prendre l'attache de François de Coligny d'Andelot, alors colonel général de l'infanterie française en deçà des monts. On croit qu'il engagea dans ses intérêts Châtellier-Portaut, gentilhomme de Poitou, dont Charry avait tué le frère quelques années auparavant qui suborna treize assassins.
Voici comment La Popelinière, Brantôme et d'Aubigné racontent l'affaire :
« Ainsi on lui dressa une querelle d'Allemagne fondée sur un meurtre par luy commis en un duel, y avoit quatorze ans, en Piémont, où il tua un gentilhomme, nommé Chastellier-Portaut du Poictou. Le frère duquel estant à la suite d'Andelot, poursuivit lors ceste ancienne querelle... Ains Charry ayant toujours fuy de luy en faire raison,... comme le 30 décembre 1563, il revenoit de la rue de la Harpe pour retourner au Louvre, accompagné du capitaine La Gorrète, basque, et d'un simple soldat, fut assailli sur le pont Saint-Michel, par Mouvans, Chastellier et Bricquemaut-Protest, suivis de quelques-uns, ne luy disant Chastellier autre chose à la rencontre, sinon : « Te souvient-il, Charry, du tort que tu me tiens? » Metz la main à l'espée, et aussitôt lui lance quelques coups parez, mais le troisième lui perça le cœur,... et la luy tortilla deux fois dedans, afin de faire la playe plus grande : et par ainsi tomba mort par terre,... comme La Gorrète et son compagnon tâchoient, mais en vain, à le couvrir des coups mortels de ces réformez. Lesquels soudain se mettant au pas pour se retirer et poursuivis par longues huées et réitérées injures du menu peuple, plus que d'aucun autre effort, eurent loisir de tourner souvent tête pour faire enfin retirer ce populas, pour gaigner à leur aise le faubourg Saint-Germain, où ils trouvèrent les chevaux frais pour faire perdre la veue d'eux plus que le souvenir d'une si outrecuidée hardiesse. Dont plusieurs firent plaintes au roy et à la royne mère, lesquels mirent toute peine de punir un tel attentat. Les corps des meurtris feurent au lendemain portez honorablement en l'église Notre-Dame : y assistans plusieurs Chevaliers de l'Ordre et grans seigneurs et tout l'Hôtel-de-Ville. Où enterrez, fut fait un sermon funèbre à leur louange et détestation des autheurs du massacre... Et ne fut autre chose de ce meurtre, sinon force crieries, mutineries et parolles des capitaines de cette garde. Dieu et la fortune voulurent qu'au bout de quatre ou cinq ans, ledit Chastellier fut pris à la bataille de Jarnac, et tué de sang froid, luy faisant payer sa vieille depte ».

### Louis de Béranger du Guast
Originaire du Dauphiné, Louis de Béranger seigneur du Guast, mignon d'Henri III, est né vers 1540. En 1564, il fut l'amant de Françoise Babou de la Bourdaisière épouse d'Antoine d'Estrées,
Ami de Pierre Ronsard, Louis de Béranger du Guast est décrit comme étant « brave, brutal, cruel et terriblement batailleur, très aimé du roi Charles IX. ». Gentilhomme de la Chambre du Roi Charles IX en 1570, Louis de Béranger du Guast avait un régiment à son nom en 1571. Il passa « pour s'être chargé de beaucoup de sang innocent à la Saint-Barthélemy ».
Toutefois, il encourait la haine de Marguerite de Valois qui le nommait « Le potiron de ce temps », un parvenu, un méchant homme car il avait dénoncé Entraguet comme son amant,, et du Guast appelait Marguerite « la reine des putains ».

### Témoignage (1762)
« Je ne fus pas longtemps sans être instruit du service que le régiment fait auprès du roi. Il est chargé de la garde extérieure de sa personne et toutes les avenues, grilles et portes sont gardées par des sentinelles françaises et suisses à qui l’on donne une consigne particulière, conformément à la tranquillité du château et à la sûreté du roi dans le commandement prend l’ordre tous les jours.
Quant à la troupe, elle n’a de service que quand le roi sort. Alors elle est obligée de se trouver dans la cour royale, rangée en bataille sur trois rangs ouverts, la gauche appuyée à la cour de marbre et la droite à la grille d’entrée. Elle est sous les armes quand le roi passe devant elle, les officiers à la tête, et on attend sans s’écarter son retour pour se remettre sous les armes, après quoi on rentre au corps de garde, sans avoir d’autre service à faire. Les gardes à Versailles ne durent que quatre jours pleins. On part de Paris à 6 heures du matin, ou plutôt de Vaugirard où les compagnies se rassemblent. On fait une petite halte à Meudon, pendant laquelle on déjeune, et on arrive communément à Versailles sur les 9 heures. On s’habille, et au coup sonnant de 11 heures, la garde montante et la garde descendante entrent dans la cour et se relèvent. La nouvelle reste trois jours entiers, non compris la moitié du premier, et est relevée le 5° ; elle retourne ensuite à Paris, en s’arrêtant encore à Meudon où on dîne, et on ne peut arriver que sur les 5 heures chez soi, les officiers étant obligés de reconduire leurs troupes au quartier. L’intervalle de ma première garde et la seconde fut de 28 jours, comme c’est d’ordinaire pendant lesquels nous restâmes fort tranquilles sans nous exercer, et sans avoir rien à faire. »

— BNF, Richelieu, manuscrits français 14 185, Planelli de Maubec, Campagnes d’Allemagne et de Flandres (1760 à 1762), p. 162.
En 1573, durant le siège de La Rochelle celui-ci monte à l'assaut du bastion de l'Ange ou il est blessé. Il suit ensuite Henri qui venait d'être élu roi de Pologne dans ce pays avant de revenir avec celui-ci en 1574 lorsqu'il devint roi de France à la mort de son frère avant d'être nommé le 1er octobre 1574 mestre de camp du régiment des Gardes françaises.
Le 10 octobre 1575, il est à la bataille de Dormans à la tête de son régiment. Revenu à Paris il logea dans une petite maison rue Saint-Honoré à proximité du palais du Louvre. Ce fut là que le baron de Vitteaux entra, avec d'autres assassins, dans la chambre de du Guast qui fut assassiné dans son lit et ses valets égorgés, le 31 octobre 1575.
Le roi Henri le fait enterrer solennellement à côté du grand autel de Saint-Germain l'Auxerrois.

### Sources et bibliographie
- Pierre Lemau de La Jaisse, Abrégé de la carte générale du militaire de France, (Paris), 1734, 109 p. (lire en ligne).
- Chronique historique-militaire, Pinard, tomes 2, 3, 5 et 6, Paris 1761, 1761, 1762 et 1763
- Lacolle (capitaine Noël), Histoire des Gardes-Françaises, Paris, 1901.
- Simon Lamoral le Pippre de Nœuville, Abrégé chronologique et historique de l’origine du progrès et de l’état actuel de la Maison du Roi et des troupes de France, t. 3, Liège, Everard Kints, 1735, 622 p. (lire en ligne)
- Jean Tulard, Jean-François Fayard et Alfred Fierro, Histoire et dictionnaire de la Révolution française. 1789-1799, Paris, éd. Robert Laffont, coll. « Bouquins », 1987, 1998 [détail des éditions] (ISBN 978-2-221-08850-0)
- de Courcelles, Dictionnaire historique et biographique des généraux français, vol. 1, (Paris), 1820, 487 p..
- Gabriel-Jules de Gosnac et Edouard Pontal, Mémoires du marquis de Sourches sur le règne de Louis XIV, vol. 7, Librairie Hachette (Paris), 1888 (lire en ligne).
- Louis Susane : Histoire de l'ancienne infanterie Française Tome 2